# 1941
Portal Geschichte | Portal Biografien | Aktuelle Ereignisse | Jahreskalender | Tagesartikel

◄ |
19. Jahrhundert |
20. Jahrhundert
| 21. Jahrhundert

◄ |
1910er |
1920er |
1930er |
1940er
| 1950er | 1960er | 1970er | ►

◄◄ |
◄ |
1937 |
1938 |
1939 |
1940 |
1941
| 1942 | 1943 | 1944 | 1945 | ► | ►►
Staatsoberhäupter · Wahlen · Nekrolog · Kunstjahr · Literaturjahr · Musikjahr · Filmjahr · Rundfunkjahr · Sportjahr
| Januar | Januar | Januar | Januar | Januar | Januar | Januar | Januar |
| Kw     | Mo     | Di     | Mi     | Do     | Fr     | Sa     | So     |
| ------ | ------ | ------ | ------ | ------ | ------ | ------ | ------ |
| 1      |        |        | 1      | 2      | 3      | 4      | 5      |
| 2      | 6      | 7      | 8      | 9      | 10     | 11     | 12     |
| 3      | 13     | 14     | 15     | 16     | 17     | 18     | 19     |
| 4      | 20     | 21     | 22     | 23     | 24     | 25     | 26     |
| 5      | 27     | 28     | 29     | 30     | 31     |        |        |

| Februar | Februar | Februar | Februar | Februar | Februar | Februar | Februar |
| Kw      | Mo      | Di      | Mi      | Do      | Fr      | Sa      | So      |
| ------- | ------- | ------- | ------- | ------- | ------- | ------- | ------- |
| 5       |         |         |         |         |         | 1       | 2       |
| 6       | 3       | 4       | 5       | 6       | 7       | 8       | 9       |
| 7       | 10      | 11      | 12      | 13      | 14      | 15      | 16      |
| 8       | 17      | 18      | 19      | 20      | 21      | 22      | 23      |
| 9       | 24      | 25      | 26      | 27      | 28      |         |         |

| März | März | März | März | März | März | März | März |
| Kw   | Mo   | Di   | Mi   | Do   | Fr   | Sa   | So   |
| ---- | ---- | ---- | ---- | ---- | ---- | ---- | ---- |
| 9    |      |      |      |      |      | 1    | 2    |
| 10   | 3    | 4    | 5    | 6    | 7    | 8    | 9    |
| 11   | 10   | 11   | 12   | 13   | 14   | 15   | 16   |
| 12   | 17   | 18   | 19   | 20   | 21   | 22   | 23   |
| 1    | 24   | 25   | 26   | 27   | 28   | 29   | 30   |
| 14   | 31   |      |      |      |      |      |      |

| April | April | April | April | April | April | April | April |
| Kw    | Mo    | Di    | Mi    | Do    | Fr    | Sa    | So    |
| ----- | ----- | ----- | ----- | ----- | ----- | ----- | ----- |
| 14    |       | 1     | 2     | 3     | 4     | 5     | 6     |
| 15    | 7     | 8     | 9     | 10    | 11    | 12    | 13    |
| 16    | 14    | 15    | 16    | 17    | 18    | 19    | 20    |
| 17    | 21    | 22    | 23    | 24    | 25    | 26    | 27    |
| 18    | 28    | 29    | 30    |       |       |       |       |

| Mai | Mai | Mai | Mai | Mai | Mai | Mai | Mai |
| Kw  | Mo  | Di  | Mi  | Do  | Fr  | Sa  | So  |
| --- | --- | --- | --- | --- | --- | --- | --- |
| 18  |     |     |     | 1   | 2   | 3   | 4   |
| 19  | 5   | 6   | 7   | 8   | 9   | 10  | 11  |
| 20  | 12  | 13  | 14  | 15  | 16  | 17  | 18  |
| 21  | 19  | 20  | 21  | 22  | 23  | 24  | 25  |
| 22  | 26  | 27  | 28  | 29  | 30  | 31  |     |

| Juni | Juni | Juni | Juni | Juni | Juni | Juni | Juni |
| Kw   | Mo   | Di   | Mi   | Do   | Fr   | Sa   | So   |
| ---- | ---- | ---- | ---- | ---- | ---- | ---- | ---- |
| 22   |      |      |      |      |      |      | 1    |
| 23   | 2    | 3    | 4    | 5    | 6    | 7    | 8    |
| 24   | 9    | 10   | 11   | 12   | 13   | 14   | 15   |
| 25   | 16   | 17   | 18   | 19   | 20   | 21   | 22   |
| 26   | 23   | 24   | 25   | 26   | 27   | 28   | 29   |
| 27   | 30   |      |      |      |      |      |      |

| Juli | Juli | Juli | Juli | Juli | Juli | Juli | Juli |
| Kw   | Mo   | Di   | Mi   | Do   | Fr   | Sa   | So   |
| ---- | ---- | ---- | ---- | ---- | ---- | ---- | ---- |
| 27   |      | 1    | 2    | 3    | 4    | 5    | 6    |
| 2    | 7    | 8    | 9    | 10   | 11   | 12   | 13   |
| 29   | 14   | 15   | 16   | 17   | 18   | 19   | 20   |
| 30   | 21   | 22   | 23   | 24   | 25   | 26   | 27   |
| 31   | 28   | 29   | 30   | 31   |      |      |      |

| August | August | August | August | August | August | August | August |
| Kw     | Mo     | Di     | Mi     | Do     | Fr     | Sa     | So     |
| ------ | ------ | ------ | ------ | ------ | ------ | ------ | ------ |
| 31     |        |        |        |        | 1      | 2      | 3      |
| 32     | 4      | 5      | 6      | 7      | 8      | 9      | 10     |
| 33     | 11     | 12     | 13     | 14     | 15     | 16     | 17     |
| 34     | 18     | 19     | 20     | 21     | 22     | 23     | 24     |
| 35     | 25     | 26     | 27     | 28     | 29     | 30     | 31     |

| September | September | September | September | September | September | September | September |
| Kw        | Mo        | Di        | Mi        | Do        | Fr        | Sa        | So        |
| --------- | --------- | --------- | --------- | --------- | --------- | --------- | --------- |
| 36        | 1         | 2         | 3         | 4         | 5         | 6         | 7         |
| 37        | 8         | 9         | 10        | 11        | 12        | 13        | 14        |
| 38        | 15        | 16        | 17        | 18        | 19        | 20        | 21        |
| 39        | 22        | 23        | 24        | 25        | 26        | 27        | 28        |
| 40        | 29        | 30        |           |           |           |           |           |

| Oktober | Oktober | Oktober | Oktober | Oktober | Oktober | Oktober | Oktober |
| Kw      | Mo      | Di      | Mi      | Do      | Fr      | Sa      | So      |
| ------- | ------- | ------- | ------- | ------- | ------- | ------- | ------- |
| 40      |         |         | 1       | 2       | 3       | 4       | 5       |
| 41      | 6       | 7       | 8       | 9       | 10      | 11      | 12      |
| 42      | 13      | 14      | 15      | 16      | 17      | 18      | 19      |
| 43      | 20      | 21      | 22      | 23      | 24      | 25      | 26      |
| 44      | 27      | 28      | 29      | 30      | 31      |         |         |

| November | November | November | November | November | November | November | November |
| Kw       | Mo       | Di       | Mi       | Do       | Fr       | Sa       | So       |
| -------- | -------- | -------- | -------- | -------- | -------- | -------- | -------- |
| 44       |          |          |          |          |          | 1        | 2        |
| 45       | 3        | 4        | 5        | 6        | 7        | 8        | 9        |
| 46       | 10       | 11       | 12       | 13       | 14       | 15       | 16       |
| 47       | 17       | 18       | 19       | 20       | 21       | 22       | 23       |
| 48       | 24       | 25       | 26       | 27       | 28       | 29       | 30       |

| Dezember | Dezember | Dezember | Dezember | Dezember | Dezember | Dezember | Dezember |
| Kw       | Mo       | Di       | Mi       | Do       | Fr       | Sa       | So       |
| -------- | -------- | -------- | -------- | -------- | -------- | -------- | -------- |
| 49       | 1        | 2        | 3        | 4        | 5        | 6        | 7        |
| 50       | 8        | 9        | 10       | 11       | 12       | 13       | 14       |
| 51       | 15       | 16       | 17       | 18       | 19       | 20       | 21       |
| 52       | 22       | 23       | 24       | 25       | 26       | 27       | 28       |
| 1        | 29       | 30       | 31       |          |          |          |          |

| Januar | Januar | Januar | Januar | Januar | Januar | Januar | Januar |
| Kw     | Mo     | Di     | Mi     | Do     | Fr     | Sa     | So     |
| ------ | ------ | ------ | ------ | ------ | ------ | ------ | ------ |
| 1      |        |        | 1      | 2      | 3      | 4      | 5      |
| 2      | 6      | 7      | 8      | 9      | 10     | 11     | 12     |
| 3      | 13     | 14     | 15     | 16     | 17     | 18     | 19     |
| 4      | 20     | 21     | 22     | 23     | 24     | 25     | 26     |
| 5      | 27     | 28     | 29     | 30     | 31     |        |        |

| Februar | Februar | Februar | Februar | Februar | Februar | Februar | Februar |
| Kw      | Mo      | Di      | Mi      | Do      | Fr      | Sa      | So      |
| ------- | ------- | ------- | ------- | ------- | ------- | ------- | ------- |
| 5       |         |         |         |         |         | 1       | 2       |
| 6       | 3       | 4       | 5       | 6       | 7       | 8       | 9       |
| 7       | 10      | 11      | 12      | 13      | 14      | 15      | 16      |
| 8       | 17      | 18      | 19      | 20      | 21      | 22      | 23      |
| 9       | 24      | 25      | 26      | 27      | 28      |         |         |

| März | März | März | März | März | März | März | März |
| Kw   | Mo   | Di   | Mi   | Do   | Fr   | Sa   | So   |
| ---- | ---- | ---- | ---- | ---- | ---- | ---- | ---- |
| 9    |      |      |      |      |      | 1    | 2    |
| 10   | 3    | 4    | 5    | 6    | 7    | 8    | 9    |
| 11   | 10   | 11   | 12   | 13   | 14   | 15   | 16   |
| 12   | 17   | 18   | 19   | 20   | 21   | 22   | 23   |
| 1    | 24   | 25   | 26   | 27   | 28   | 29   | 30   |
| 14   | 31   |      |      |      |      |      |      |

| April | April | April | April | April | April | April | April |
| Kw    | Mo    | Di    | Mi    | Do    | Fr    | Sa    | So    |
| ----- | ----- | ----- | ----- | ----- | ----- | ----- | ----- |
| 14    |       | 1     | 2     | 3     | 4     | 5     | 6     |
| 15    | 7     | 8     | 9     | 10    | 11    | 12    | 13    |
| 16    | 14    | 15    | 16    | 17    | 18    | 19    | 20    |
| 17    | 21    | 22    | 23    | 24    | 25    | 26    | 27    |
| 18    | 28    | 29    | 30    |       |       |       |       |

| Mai | Mai | Mai | Mai | Mai | Mai | Mai | Mai |
| Kw  | Mo  | Di  | Mi  | Do  | Fr  | Sa  | So  |
| --- | --- | --- | --- | --- | --- | --- | --- |
| 18  |     |     |     | 1   | 2   | 3   | 4   |
| 19  | 5   | 6   | 7   | 8   | 9   | 10  | 11  |
| 20  | 12  | 13  | 14  | 15  | 16  | 17  | 18  |
| 21  | 19  | 20  | 21  | 22  | 23  | 24  | 25  |
| 22  | 26  | 27  | 28  | 29  | 30  | 31  |     |

| Juni | Juni | Juni | Juni | Juni | Juni | Juni | Juni |
| Kw   | Mo   | Di   | Mi   | Do   | Fr   | Sa   | So   |
| ---- | ---- | ---- | ---- | ---- | ---- | ---- | ---- |
| 22   |      |      |      |      |      |      | 1    |
| 23   | 2    | 3    | 4    | 5    | 6    | 7    | 8    |
| 24   | 9    | 10   | 11   | 12   | 13   | 14   | 15   |
| 25   | 16   | 17   | 18   | 19   | 20   | 21   | 22   |
| 26   | 23   | 24   | 25   | 26   | 27   | 28   | 29   |
| 27   | 30   |      |      |      |      |      |      |

| Juli | Juli | Juli | Juli | Juli | Juli | Juli | Juli |
| Kw   | Mo   | Di   | Mi   | Do   | Fr   | Sa   | So   |
| ---- | ---- | ---- | ---- | ---- | ---- | ---- | ---- |
| 27   |      | 1    | 2    | 3    | 4    | 5    | 6    |
| 2    | 7    | 8    | 9    | 10   | 11   | 12   | 13   |
| 29   | 14   | 15   | 16   | 17   | 18   | 19   | 20   |
| 30   | 21   | 22   | 23   | 24   | 25   | 26   | 27   |
| 31   | 28   | 29   | 30   | 31   |      |      |      |

| August | August | August | August | August | August | August | August |
| Kw     | Mo     | Di     | Mi     | Do     | Fr     | Sa     | So     |
| ------ | ------ | ------ | ------ | ------ | ------ | ------ | ------ |
| 31     |        |        |        |        | 1      | 2      | 3      |
| 32     | 4      | 5      | 6      | 7      | 8      | 9      | 10     |
| 33     | 11     | 12     | 13     | 14     | 15     | 16     | 17     |
| 34     | 18     | 19     | 20     | 21     | 22     | 23     | 24     |
| 35     | 25     | 26     | 27     | 28     | 29     | 30     | 31     |

| September | September | September | September | September | September | September | September |
| Kw        | Mo        | Di        | Mi        | Do        | Fr        | Sa        | So        |
| --------- | --------- | --------- | --------- | --------- | --------- | --------- | --------- |
| 36        | 1         | 2         | 3         | 4         | 5         | 6         | 7         |
| 37        | 8         | 9         | 10        | 11        | 12        | 13        | 14        |
| 38        | 15        | 16        | 17        | 18        | 19        | 20        | 21        |
| 39        | 22        | 23        | 24        | 25        | 26        | 27        | 28        |
| 40        | 29        | 30        |           |           |           |           |           |

| Oktober | Oktober | Oktober | Oktober | Oktober | Oktober | Oktober | Oktober |
| Kw      | Mo      | Di      | Mi      | Do      | Fr      | Sa      | So      |
| ------- | ------- | ------- | ------- | ------- | ------- | ------- | ------- |
| 40      |         |         | 1       | 2       | 3       | 4       | 5       |
| 41      | 6       | 7       | 8       | 9       | 10      | 11      | 12      |
| 42      | 13      | 14      | 15      | 16      | 17      | 18      | 19      |
| 43      | 20      | 21      | 22      | 23      | 24      | 25      | 26      |
| 44      | 27      | 28      | 29      | 30      | 31      |         |         |

| November | November | November | November | November | November | November | November |
| Kw       | Mo       | Di       | Mi       | Do       | Fr       | Sa       | So       |
| -------- | -------- | -------- | -------- | -------- | -------- | -------- | -------- |
| 44       |          |          |          |          |          | 1        | 2        |
| 45       | 3        | 4        | 5        | 6        | 7        | 8        | 9        |
| 46       | 10       | 11       | 12       | 13       | 14       | 15       | 16       |
| 47       | 17       | 18       | 19       | 20       | 21       | 22       | 23       |
| 48       | 24       | 25       | 26       | 27       | 28       | 29       | 30       |

| Dezember | Dezember | Dezember | Dezember | Dezember | Dezember | Dezember | Dezember |
| Kw       | Mo       | Di       | Mi       | Do       | Fr       | Sa       | So       |
| -------- | -------- | -------- | -------- | -------- | -------- | -------- | -------- |
| 49       | 1        | 2        | 3        | 4        | 5        | 6        | 7        |
| 50       | 8        | 9        | 10       | 11       | 12       | 13       | 14       |
| 51       | 15       | 16       | 17       | 18       | 19       | 20       | 21       |
| 52       | 22       | 23       | 24       | 25       | 26       | 27       | 28       |
| 1        | 29       | 30       | 31       |          |          |          |          |

## Ereignisse

### Politik und Weltgeschehen

#### Zweiter Weltkrieg

##### Die Atlantik-Charta

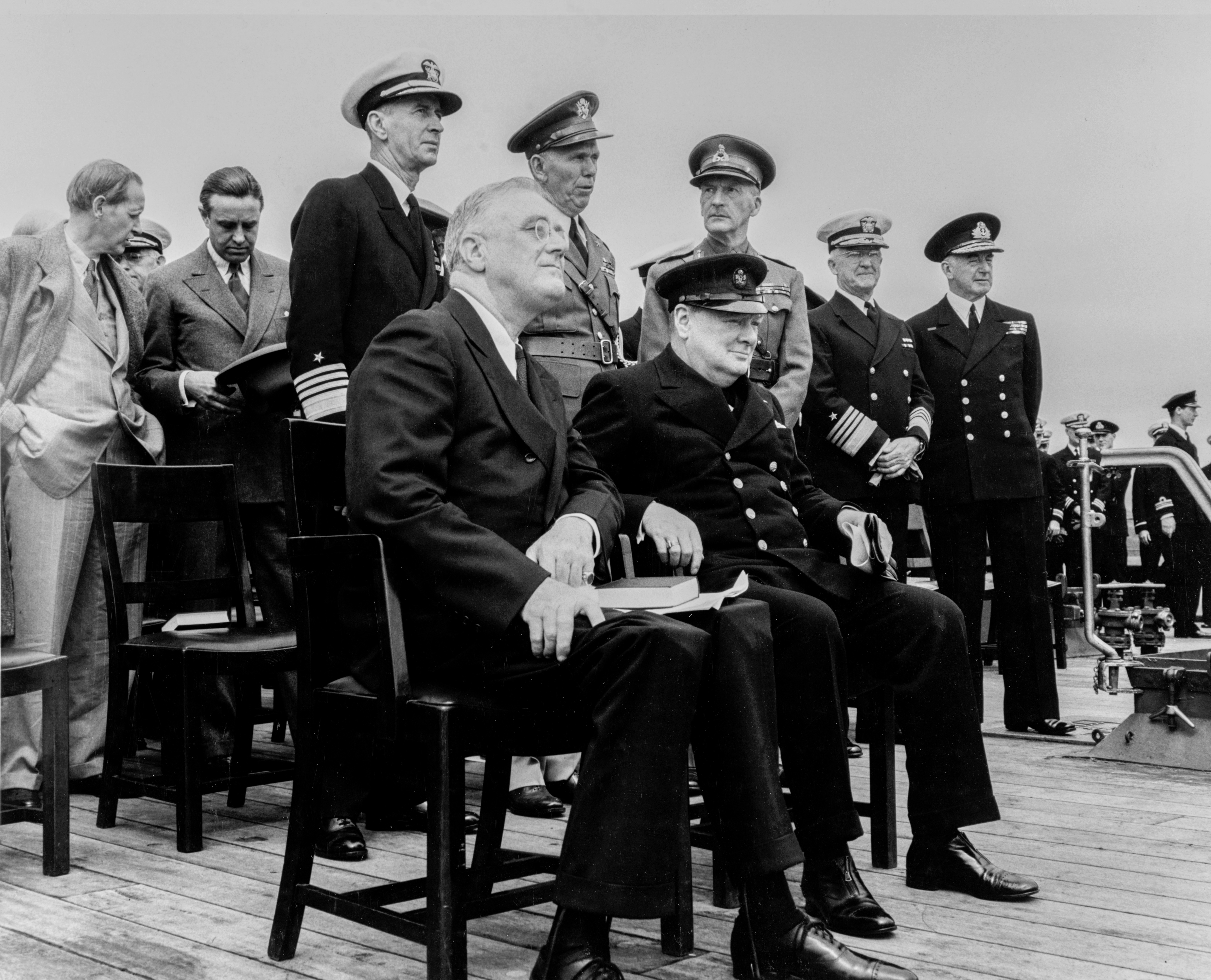
Roosevelt und Churchill an Bord der Prince of Wales

Unter dem Eindruck des deutschen Überfalls auf die Sowjetunion treffen sich vom 9. bis 12. August die Regierungschefs der USA, Franklin D. Roosevelt, und Großbritanniens, Winston Churchill, unter höchster Geheimhaltung auf dem britischen Schlachtschiff Prince of Wales in der Placentia Bay vor Neufundland. Hier vereinbaren sie die Atlantik-Charta, die am 14. August veröffentlicht wird und in der sie die gemeinsamen Grundsätze ihrer internationalen Politik formulieren.

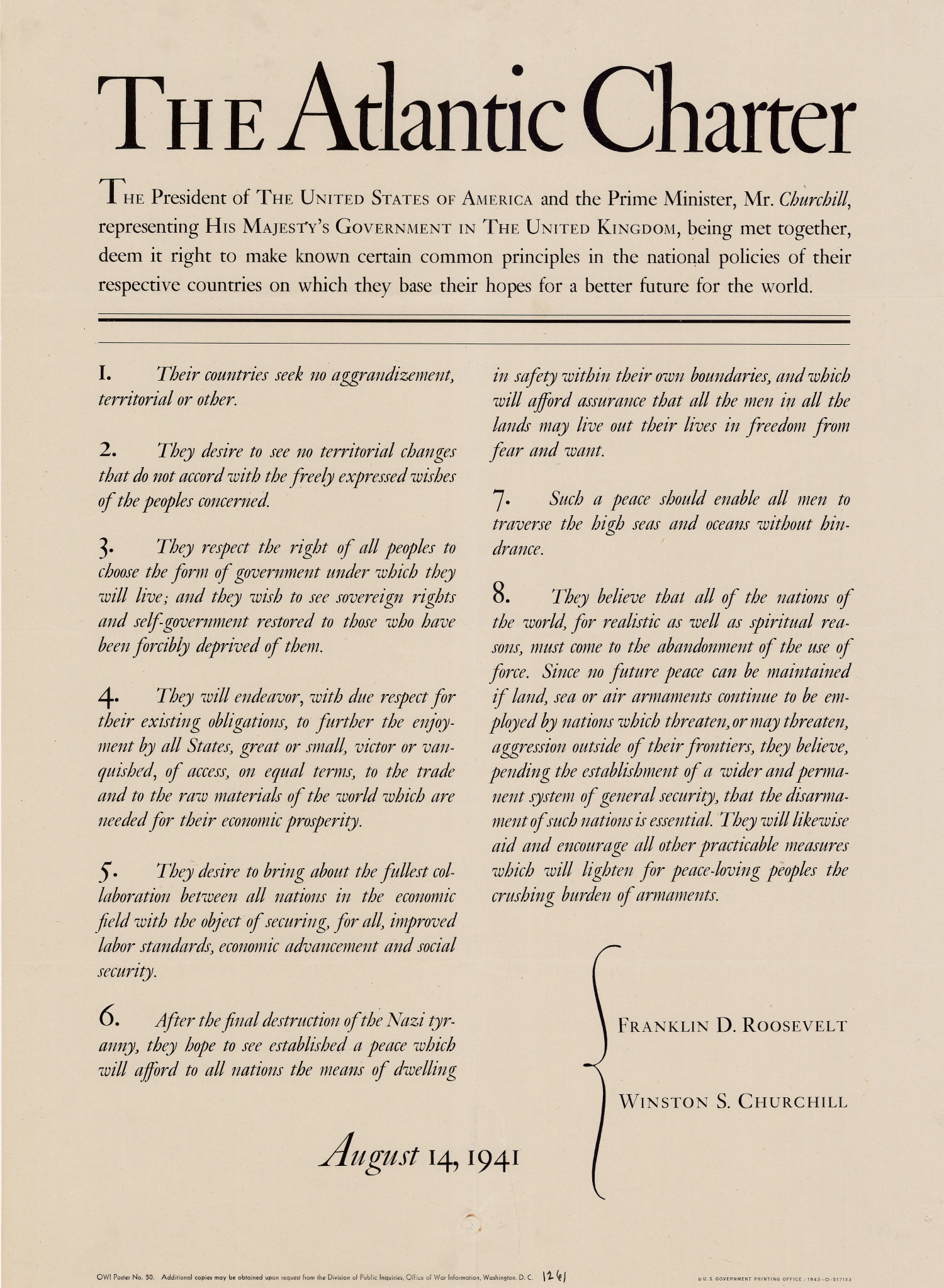
Atlantic-Charta vom 14. August 1941

Insgesamt werden acht Punkte festgehalten, darunter: Verzicht auf territoriale Expansion, gleichberechtigter Zugang zum Welthandel und zu Rohstoffen, Verzicht auf Gewaltanwendung, Selbstbestimmungsrecht der Nationen, engste wirtschaftliche Zusammenarbeit aller Nationen mit dem Ziel der Herbeiführung besserer Arbeitsbedingungen, eines wirtschaftlichen Ausgleichs und des Schutzes der Arbeitenden, Sicherheit für die Völker vor Tyrannei, Freiheit der Meere, Entwaffnung der Nationen, um ein System dauerhafter Sicherheit zu gewährleisten.
Zwei der Punkte beziehen sich direkt auf eine Weltorganisation. Die Erklärung wird am 24. September von der Sowjetunion und neun (Exil-)Regierungen des besetzten Europa unterzeichnet, nämlich von Belgien, Griechenland, Jugoslawien, Luxemburg, den Niederlanden, Norwegen, Polen, der Tschechoslowakei und von Vertretern des Freien Frankreichs. Die Atlantik-Charta wird so zum grundlegenden Dokument für die Vereinten Nationen. Sie hat das Ziel einer besseren Weltordnung und lehnt sich an den Vierzehn-Punkte-Plan von Woodrow Wilson an.
Darüber hinaus werden auf der Konferenz gesteigerte US-Waffenlieferungen an Großbritannien und die UdSSR vereinbart sowie eine Ausweitung der amerikanischen Sicherungszone für diese Lieferungen bis nach Island. Besprechungen, die sich vor allem um die Lage in der Republik China und Spanien drehen, führten zu keinen militärstrategischen Entscheidungen.
In seiner 2. Sitzung im St. James’s Palace in London am 24. September nimmt der Interalliierte Rat die allgemeinen Grundsätze der Atlantik-Charta an.
Am 22. Dezember beginnt in Washington, D.C. die Arcadia-Konferenz, auf der die Deklaration der Vereinten Nationen beschlossen wird. Hier erfolgt auch die Festlegung Europas als Hauptkriegsschauplatz durch die Alliierten, um zuerst die von Deutschland ausgehende Gefahr auszuschalten (Germany first).

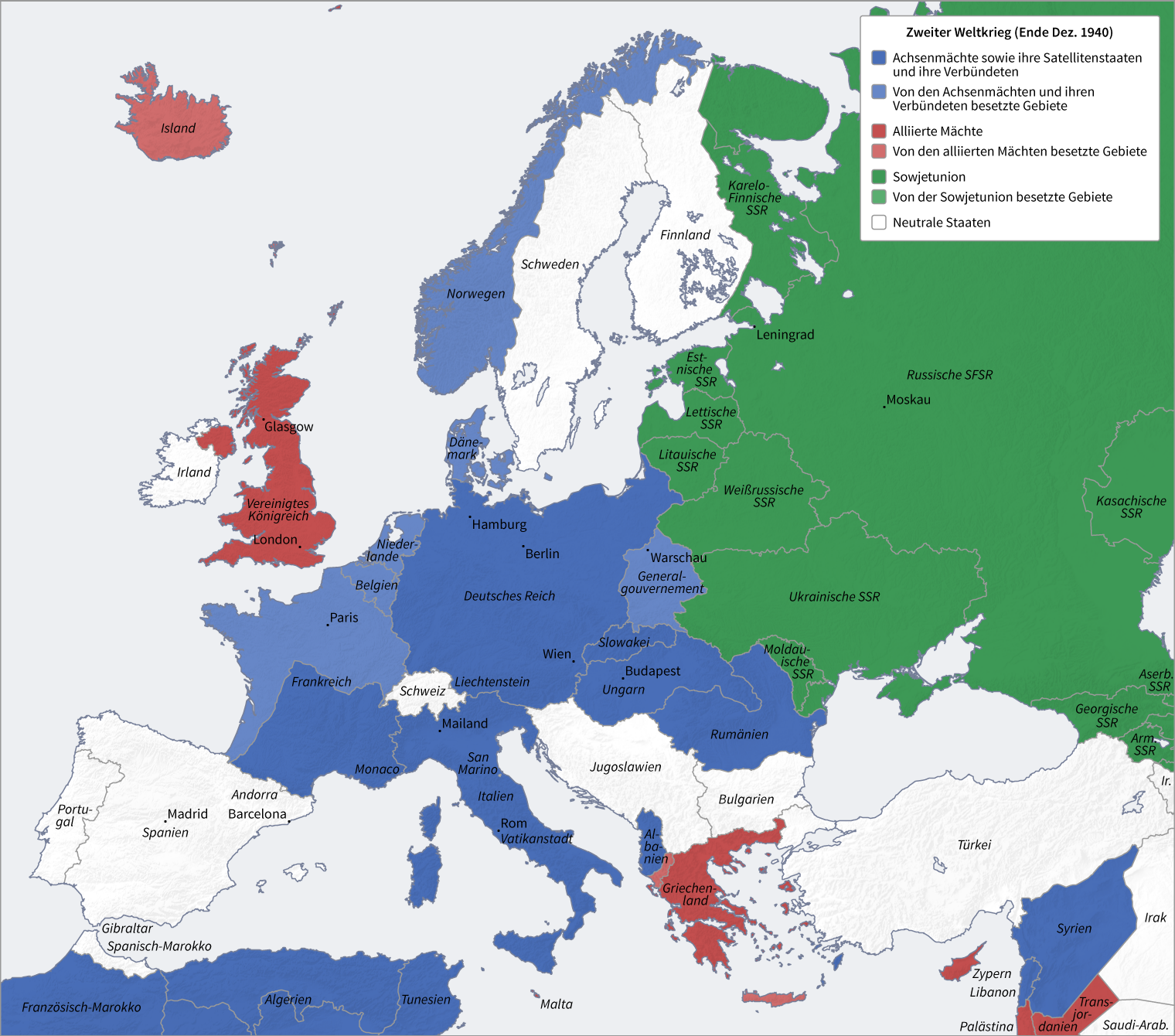
Karte von Europa am Anfang des Jahres 1941
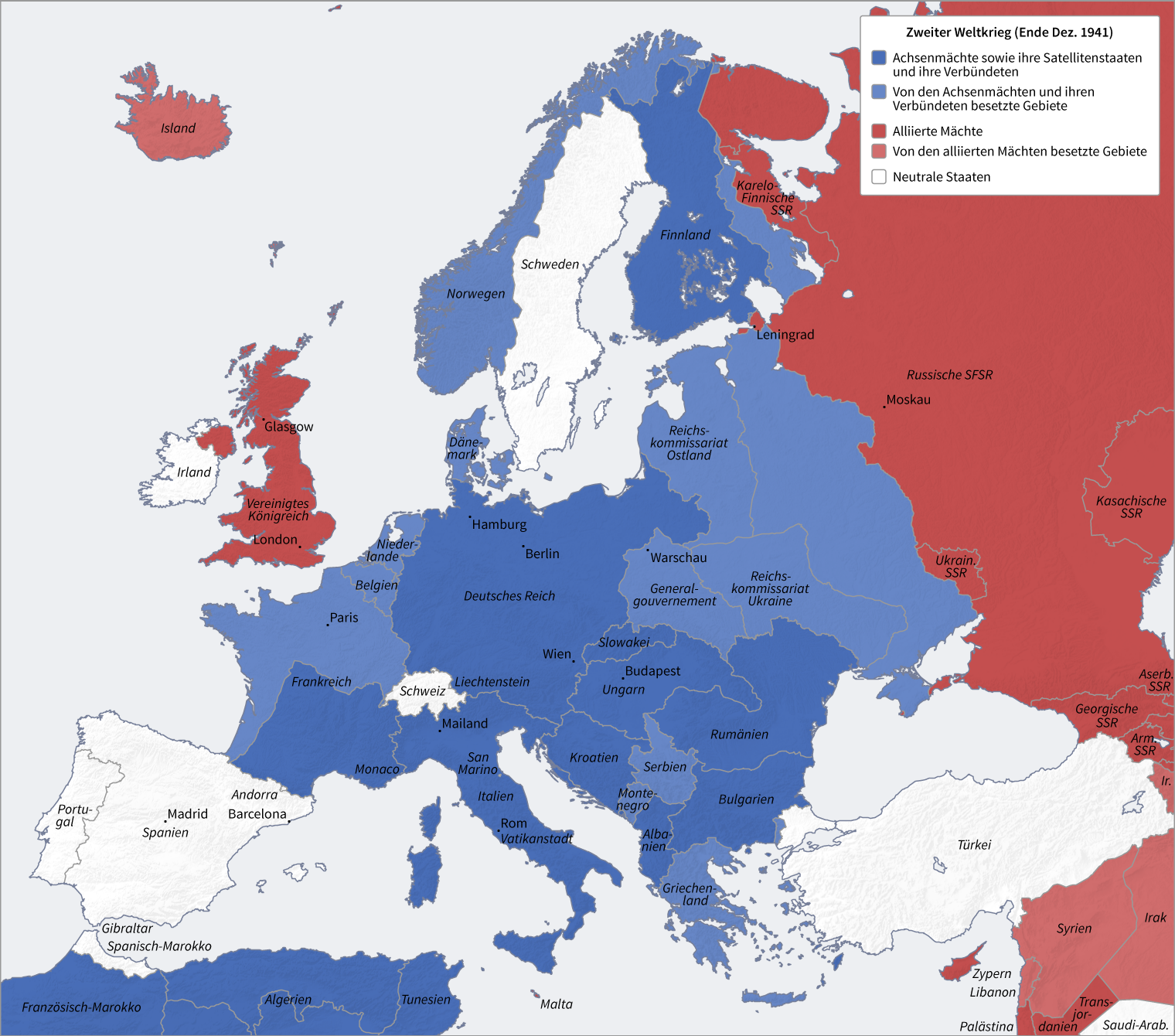
Karte von Europa am Ende des Jahres 1941

##### Der Krieg auf dem Balkan
- 28. Februar: Deutsche Truppen marschieren von Rumänien kommend in Bulgarien ein.

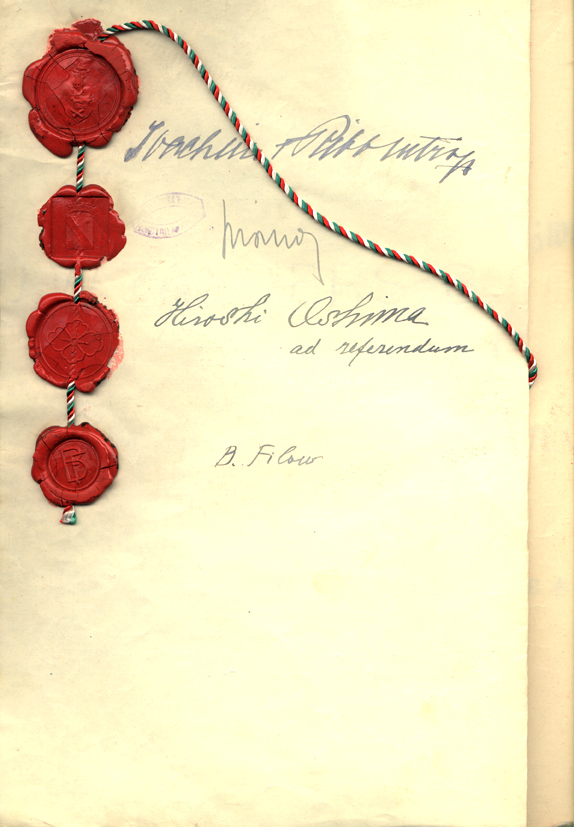
Bulgariens Beitrittserklärung

- 1. März: Bulgarien unter Zar Boris III. tritt dem Dreimächtepakt bei.

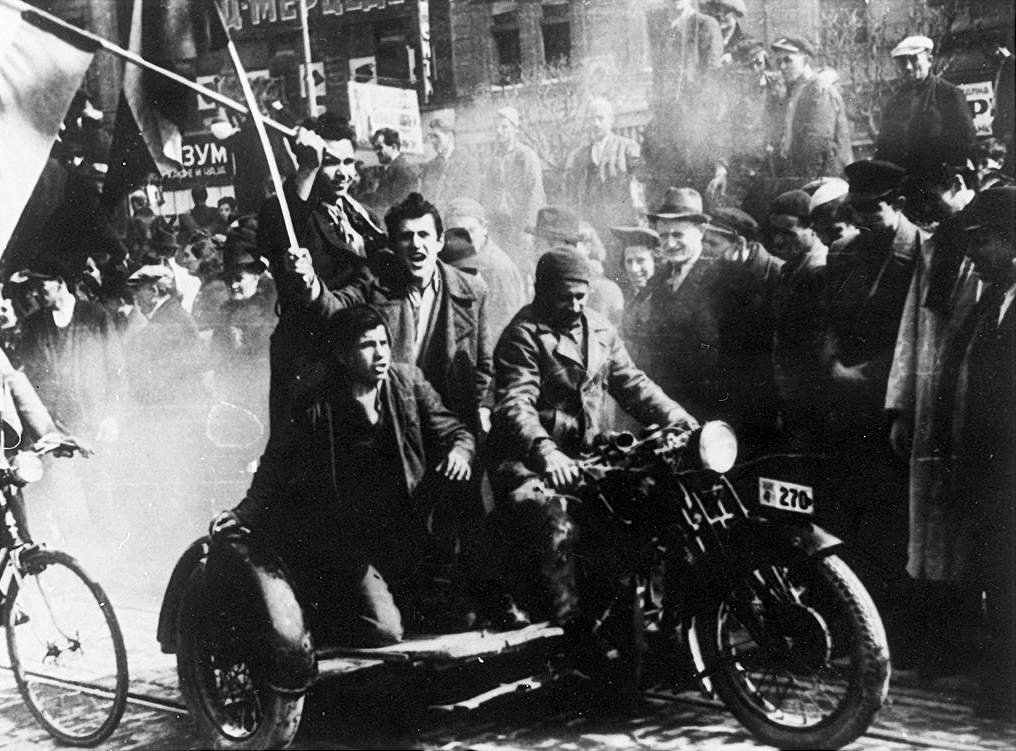
Protestbewegung in Belgrad am 27. März

- 25. März: Prinzregent Paul von Jugoslawien, der für seinen minderjährigen Cousin Peter II. die Regierungsgeschäfte führt, unterzeichnet in Wien einen Vertrag, mit dem das Königreich Jugoslawien dem Dreimächtepakt beitritt. Zwei Tage später kommt es zu einem von Großbritannien unterstützten Staatsstreich durch serbische Luftwaffenoffiziere unter Führung von Dušan Simović. Peter II. wird für volljährig erklärt, Prinzregent Paul ebenso wie Premierminister Dragiša Cvetković seiner Funktion enthoben. Die neuen Machthaber erklären die Neutralität Jugoslawiens.
- 27. März: Nach dem Militärputsch in Jugoslawien erlässt Hitler die „Weisung Nr. 25“ zur Zerschlagung des Staates.
- 30. März: Der jugoslawische Außenminister Momčilo Ninčić lädt den deutschen Botschafter Viktor von Heeren vor und gibt ihm einen Bericht, welcher besagt, dass die neue Regierung alle internationalen Verpflichtungen, eingeschlossen den Beitritt zum Dreimächtepakt, akzeptiere, so lange die nationalen Interessen des Landes geschützt werden. Er erhält jedoch nie eine Antwort. Am 2. April wird die deutsche Botschaft in Belgrad evakuiert.

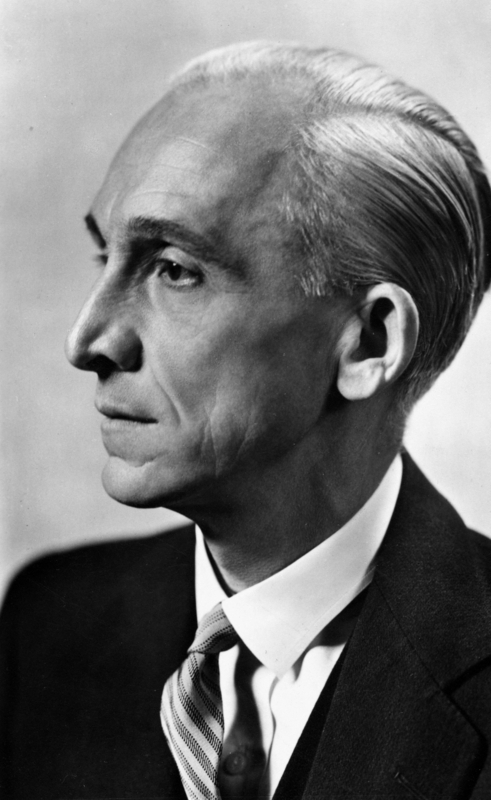
László Bárdossy (um 1941)

- 3. April: Nach dem Suizid von Pál Teleki, der für einen strikten Neutralitätskurs eingetreten ist, ernennt Reichsverweser Miklós Horthy László Bárdossy zum Premierminister Ungarns. Dieser bereitet eine Beteiligung Ungarns am kommenden deutschen Jugoslawienfeldzug vor, bei dem Ungarn umfangreiche Gebietsgewinne bis Kroatien zugesagt worden sind.
- 6. April: Jugoslawien und die Sowjetunion unterzeichnen einen Freundschafts- und Nichtangriffspakt, der auf den Vortag datiert wird.

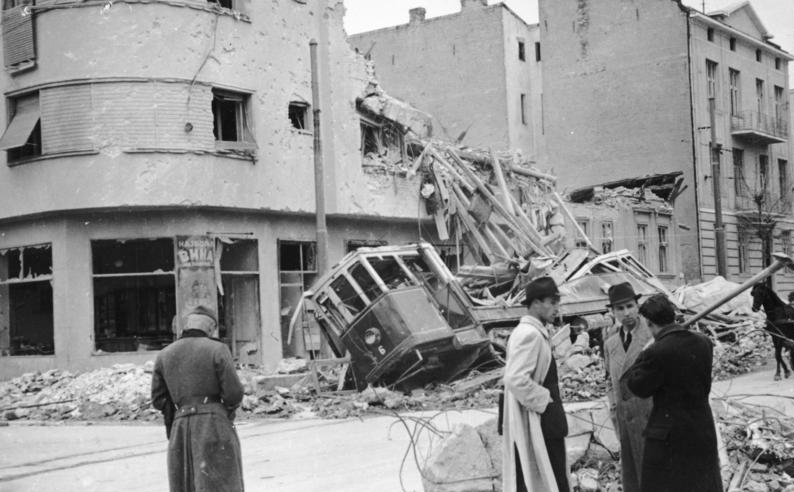
Zerstörungen in Belgrad nach den Luftangriffen

- 6. April: Mit einem Luftangriff auf Belgrad beginnt der deutsche Balkanfeldzug; deutsche Truppen marschieren in Jugoslawien und Griechenland ein.
- 9. April: Die Wehrmacht durchbricht die griechische Metaxas-Linie.
- 10. April: Die deutsche Wehrmacht marschiert in Zagreb ein. Oberst Slavko Kvaternik proklamiert den Unabhängigen Staat Kroatien, zu dem auch Slawonien, Syrmien und fast ganz Dalmatien, Bosnien und die Herzegowina gehören. Am 15. April tritt der deutsche Satellitenstaat dem Dreimächtepakt bei.
- 12./13. April: Bei Bombenangriffen der deutschen Luftwaffe auf Sarajevo sterben mehr als 50 Menschen.
- 17. April: Jugoslawien unterzeichnet die bedingungslose Kapitulation. König Peter II. und seine Regierung gehen ins Exil nach Großbritannien. Das Königreich Jugoslawien wird zerschlagen. Deutschland annektiert Slowenien, Italien annektiert Dalmatien, Bulgarien annektiert Mazedonien und Albanien annektiert Montenegro. Ustascha-Führer Ante Pavelić kehrt aus seinem langjährigen Exil nach Zagreb zurück und organisiert Kroatien als Führerstaat. Serbien wird militärisch besetzt.

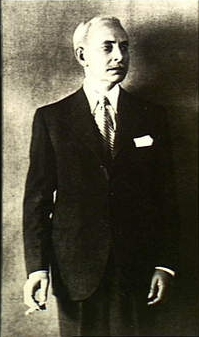
Alexandros Koryzis 1941

- 18. April: Offiziell wird in Athen mitgeteilt, dass der griechische Ministerpräsident Alexandros Koryzis an einem Herzinfarkt gestorben sei. Tatsächlich hat Koryzis sich erschossen, nachdem er in einer Kabinettssitzung einen Streit mit König Georg II. wegen der Politik nach dem deutschen Einmarsch im Balkanfeldzug hatte. Emmanouil Tsouderos bildet eine neue Regierung.
- 20. April: General Georgios Tsolakoglou entbindet in Absprache mit anderen Offizieren den Befehlshaber der Epirus-Armee Ioannis Pitsikas seines Kommandos und präsentiert anschließend SS-Obergruppenführer Josef Dietrich die Kapitulation gegen den ausdrücklichen Befehl des Oberkommandierenden der griechischen Armee General Alexandros Papagos.
- 21. April: Der alliierte Oberbefehlshaber im Mittelmeer und Nahen Osten Archibald Wavell ordnet die Evakuierung der verbleibenden alliierten Truppen nach Kreta und Ägypten an.
- 23. April: Der griechische König Georg II. schifft sich mit seinen Truppen nach Kreta ein.
- 24./25. April: Die Schlacht bei den Thermopylen endet mit einem Durchbruch der deutschen Truppen nach Südgriechenland.
- 26. April: Die Wehrmacht besetzt Korinth.
- 27. April: Deutsche Truppen erobern Athen.
- 29. April: Mit der Einnahme von Kalamata im Süden des Peloponnes endet der Feldzug auf dem griechischen Festland.
- 30. April: Eine erste serbische Marionettenregierung unter Milan Aćimović wird von den deutschen Besatzern installiert.
- Anfang Mai: Mitglieder der Kommunistischen Partei Jugoslawiens beschließen in Zagreb die Gründung von Militärkomitees für alle regionalen Sektionen der Partei.
- 13. Mai: Der jugoslawische General Draža Mihailović erreicht das Ravna-Gora-Plateau in Westserbien, wo er das Hauptquartier der von ihm befehligten Tschetnik-Verbände errichtet.

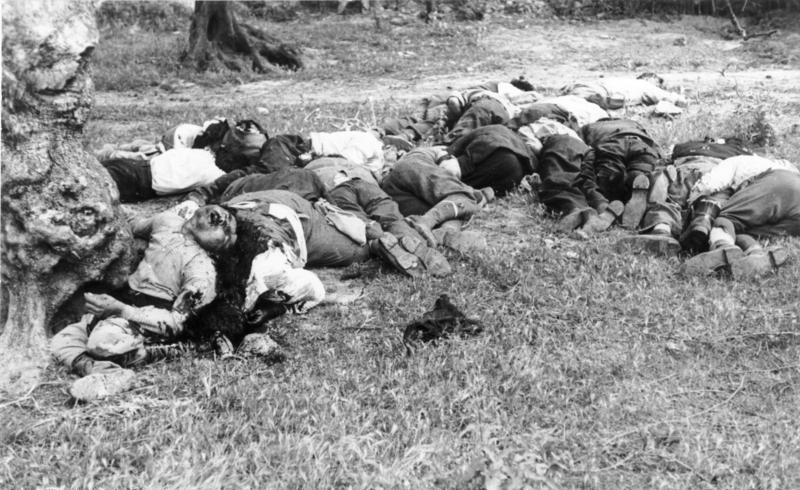
Erschossene Zivilisten in Kondomari, 2. Juni 1941

- 20. Mai bis 1. Juni: Die Luftlandeschlacht um Kreta endet mit der Eroberung der Insel durch die von italienischen Truppen unterstützte deutsche Wehrmacht. Fliegergeneral Kurt Student ordnet ab dem 31. Mai brutale Vergeltungsaktionen gegen die widerständische Inselbevölkerung an. Entsprechend dem Befehl wird zum Beispiel der Ort Kandanos zerstört, und im Dorf Kondomari werden zahlreiche Männer willkürlich ergriffen und erschossen.
- 22. Juni: In einem Wald bei Sisak gründet sich die kommunistische Sisaker Partisanenabteilung.
- 27. Juni: Die jugoslawische Volksbefreiungsarmee unter Führung Josip Broz Titos wird gegründet.
- 5. Juli: Eine kommunistische Proklamation, beschlossen auf einem Treffen des Politbüros der KPJ vom Vortag, ruft die Bevölkerung Jugoslawiens zum bewaffneten Widerstand auf. In der Folge kommt es zu den ersten kleineren Auseinandersetzungen der Partisanen mit der Besatzungsmacht.
- 29. August: In Serbien übernimmt mit der „Regierung der nationalen Rettung“ unter Milan Nedić eine weitere Marionettenregierung die Regierungsgeschäfte.
- 20. September: Die Partisanenrepublik Užice wird in Westserbien ausgerufen.

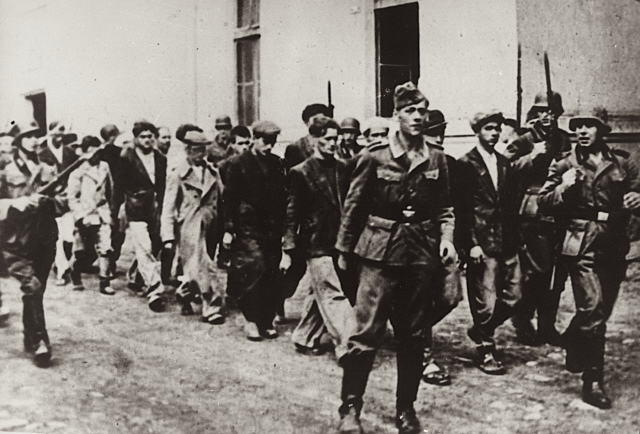
Kragujevac, 21. Oktober 1941

- 21. Oktober: Als Vergeltung für einen Partisanenangriff erschießt die Wehrmacht im Massaker von Kragujevac 2.323 zusammengetriebene Menschen, darunter 300 Schüler eines Gymnasiums mit ihren 18 Lehrern.

##### Sowjetunion/„Unternehmen Barbarossa“
- 30. März: Bei einer Rede vor etwa 200–250 Generälen in der Reichskanzlei kündigt Adolf Hitler den Krieg gegen die Sowjetunion, die Vernichtung des Bolschewismus und Weltmachtpläne an.
- 2. Mai: Herbert Backe, Staatssekretär im Reichsministerium für Ernährung und Landwirtschaft, formuliert in einer Besprechung mit mehreren Staatssekretären und führenden Offizieren der Wehrmacht den sogenannten Hungerplan, mit dem der Hungertod vieler Millionen von Kriegsgefangenen und Zivilisten bei einem Angriff auf die Sowjetunion einkalkuliert wird.
- 13. Mai: Im Kriegsgerichtsbarkeitserlass wird die deutsche Wehrmacht für den bevorstehenden Feldzug gegen die Sowjetunion zu verfahrenslosen Hinrichtungen und kollektiven Gewaltmaßnahmen gegen die Zivilbevölkerung ermächtigt.
- 6. Juni: Im geheimen Kommissarbefehl des OKW ergeht die Weisung an die Wehrmacht, gefangene Politkommissare zu erschießen. Wehrmacht und Sicherheitsdienst kommen kurz darauf überein, dass auch sogenannte Intelligenzler, Juden, fanatische Kommunisten sowie unheilbar Kranke zu liquidieren sind.
- 14. Juni: Hitlers Rede vor den Oberbefehlshabern am 14. Juni 1941 hat den bevorstehenden Ostfeldzug gegen die Sowjetunion zum Inhalt.
- 14. Juni: Die sowjetische Besatzungsmacht deportiert in der Nacht vom 13. auf den 14. Juni 15.000 Letten aus Lettland nach Sibirien und am 14. Juni 40.000 Litauer von Litauen nach Sibirien.
- 15. Juni: Der deutsche kommunistische Spion Richard Sorge übermittelt nach Moskau die Information, dass der Krieg Deutschlands gegen die Sowjetunion am 22. Juni beginnen werde. Diese Nachricht an die GRU mit genauen Informationen über den Tag, die Stärke und die Richtungen des Angriffs wird jedoch von Stalin ignoriert und als Feindpropaganda hingestellt.

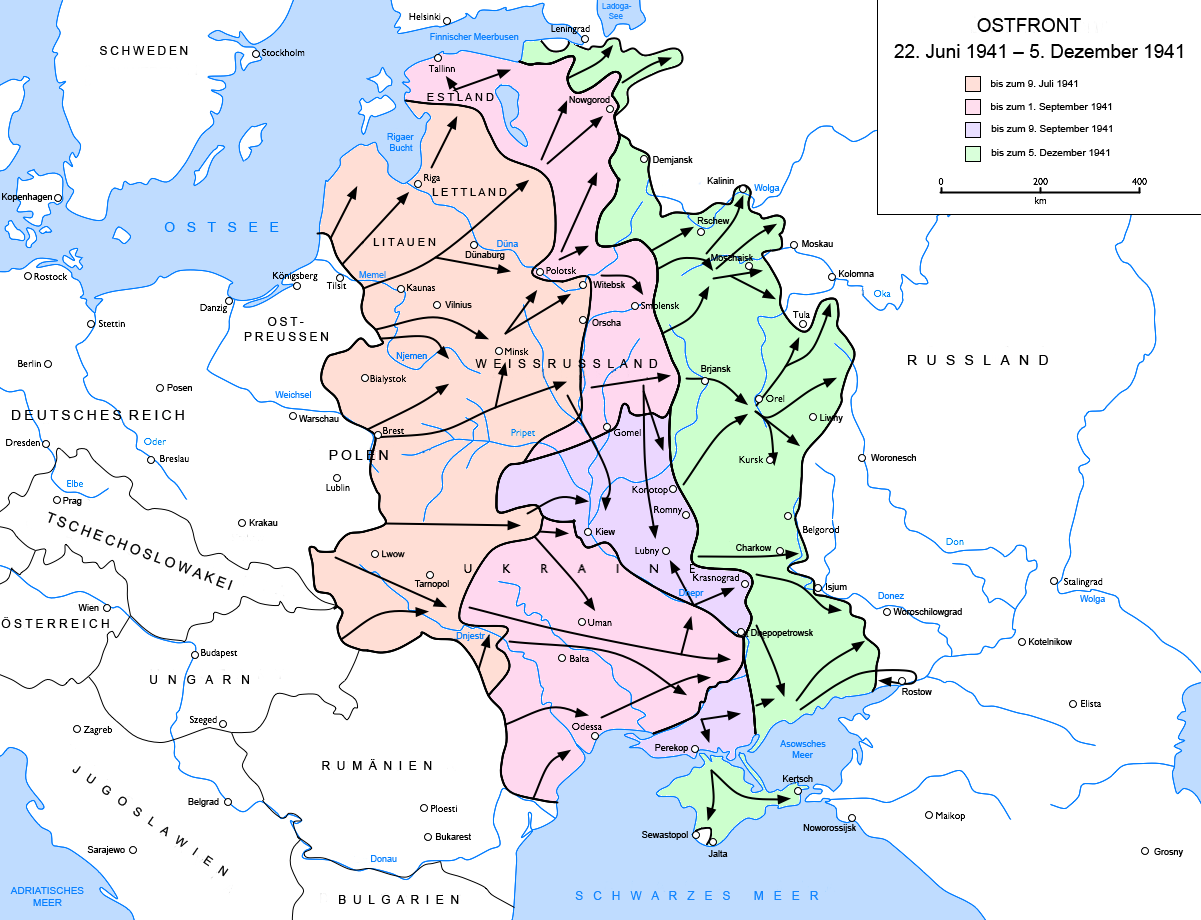
Die deutsche Ostfront 1941

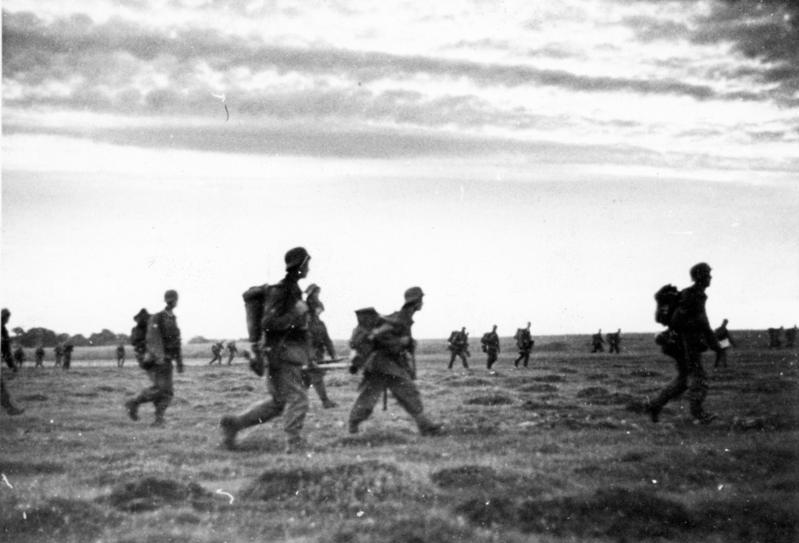
Deutsche Gebirgsjäger beim Vormarsch nahe der deutsch-sowjetischen Interessengrenze, 22. Juni 1941

- 22. Juni: Mit der Umsetzung des Unternehmens Barbarossa, dem Angriff der Wehrmacht auf die Sowjetunion, beginnt der Deutsch-Sowjetische Krieg. Er ist als Vernichtungskrieg zur Zerstörung des „jüdischen Bolschewismus“ angelegt. Der gesamte europäische Teil der Sowjetunion soll erobert, ihre politischen und militärischen Führungskräfte ermordet und große Teile der Zivilbevölkerung dezimiert und entrechtet werden. Nach dem Generalplan Ost sollen großangelegte Vertreibungen folgen, um die eroberten Gebiete anschließend zu germanisieren. Außerdem werden Einsatzgruppen aufgestellt und ausgebildet, die hinter der Front Massenmorde an der jüdischen Bevölkerung begehen sollen.

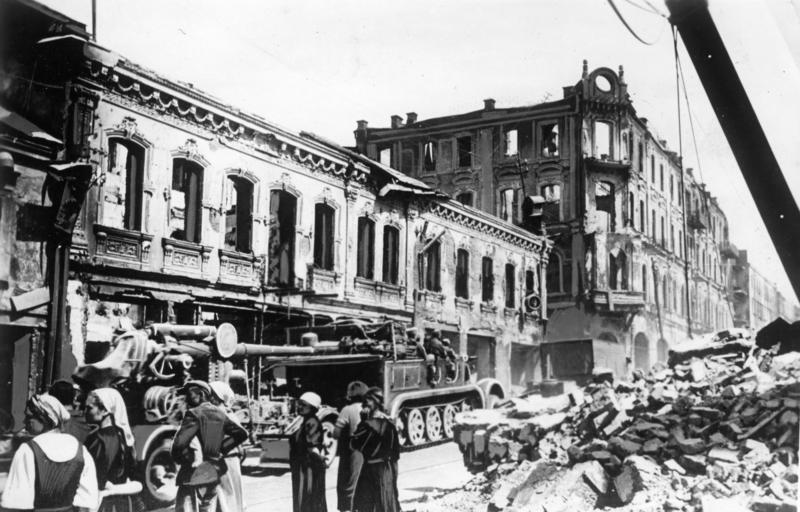
Die Ruinen von Minsk 1941

- 22. Juni: Die Heeresgruppe Mitte der deutschen Wehrmacht unter Fedor von Bock überschreitet die Demarkationslinie zur Sowjetunion und trifft auf die Westfront der Roten Armee. Die darauf folgende Kesselschlacht bei Białystok und Minsk endet mit einem Sieg der Wehrmacht. Bereits am 28. Juni ist der Großteil von Minsk deutsch besetzt, die letzten sowjetischen Truppen kapitulieren aber erst am 9. Juli. Der russische Kommandant Dmitri Grigorjewitsch Pawlow wird nach Moskau zurückbeordert und am 22. Juli wegen Verrats und „verbrecherischer Inkompetenz“ erschossen. Die Wehrmacht setzt ihren Marsch auf Moskau fort.
- 23. Juni bis 29. Juni: In der Panzerschlacht bei Dubno-Luzk-Riwne besiegt die Panzergruppe 1 der Heeresgruppe Süd unter Generalfeldmarschall Gerd von Rundstedt starke Panzerkräfte der sowjetischen Südwestfront unter Generaloberst Michail Kirponos.
- 24. Juni: Heinrich Himmler beauftragt den Agrarwissenschaftler Konrad Meyer als Leiter des Planungsstabs des Reichskommissariats für die Festigung deutschen Volkstums, den Generalplan Ost für die Besiedlung im Osten zu erarbeiten. Das Programm erhält in Anlehnung an den ostfränkischen König Heinrich I. den Namen Programm Heinrich. Die erste Fassung liegt am 15. Juli vor.
- 29. Juni: Das im Auftrag von Joseph Goebbels entstandene Propagandalied Von Finnland bis zum Schwarzen Meer von Herms Niel und Norbert Schultze mit den Chören der Staatsoper Berlin und der Deutschen Oper Berlin sowie großem Orchester wird erstmals im Rundfunk übertragen. An das Ende des Liedes wird das als Russland-Fanfare bekanntgewordene Zitat aus Franz Liszts Les Préludes angefügt, das von nun an die Sondermeldungen des Oberkommandos der Wehrmacht im deutschen Radio einleitet. Zu Beginn des Krieges ist ein anderes Signal benutzt worden, das aus dem Lied Die Wacht am Rhein stammt und daher auch Frankreich-Fanfare genannt wurde.

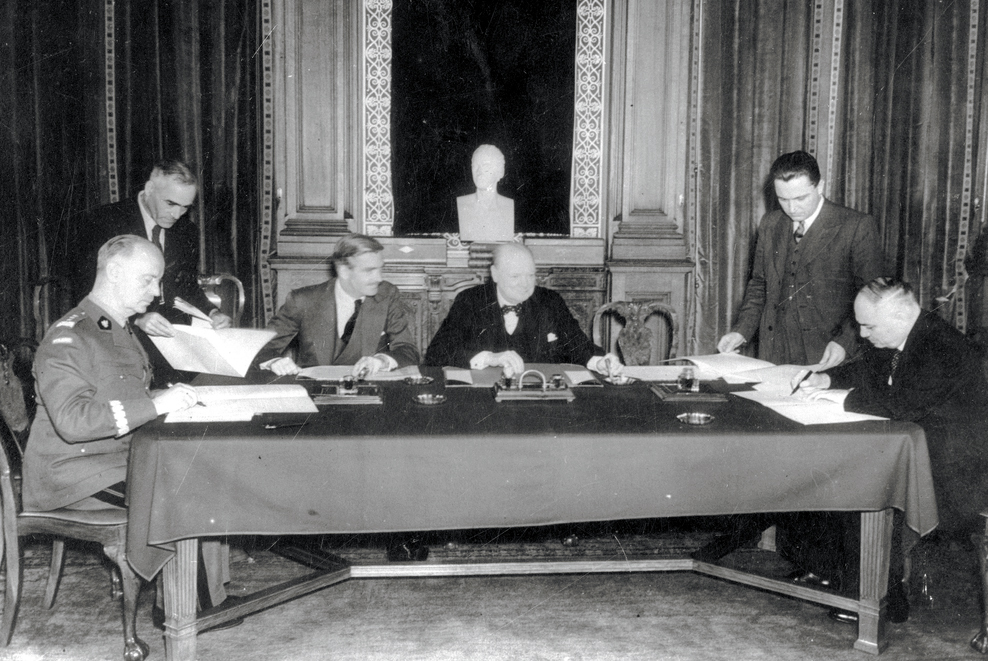
Die Unterzeichnung des Abkommens

- 30. Juni: Zur gemeinsamen Bekämpfung des Deutschen Reiches beschließen die Polnische Exilregierung und die Sowjetunion das Sikorski-Maiski-Abkommen, das aber infolge des Bekanntwerdens des Massakers von Katyn zwei Jahre später wirkungslos bleibt.

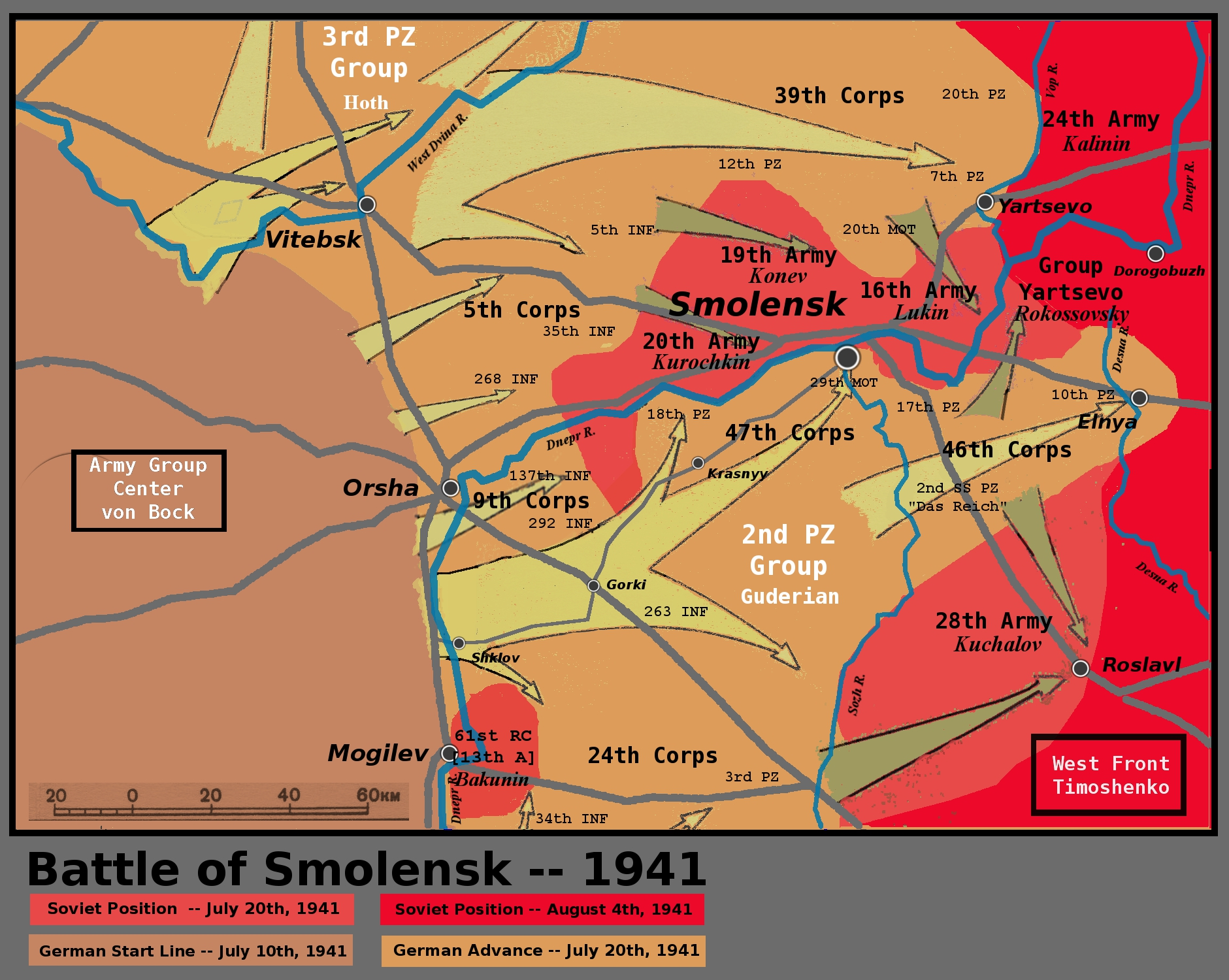
Diagramm der Schlacht um Smolensk

- 10. Juli: Die Kesselschlacht bei Smolensk beginnt. Sie endet zwar am 10. September mit einem weiteren deutschen Sieg, aber es ist den sowjetischen Einheiten gelungen, den Vormarsch der Wehrmacht zu verlangsamen, und deren Blitzkriegskonzept erleidet damit einen ersten Rückschlag.
- 12. Juli: Großbritannien und die Sowjetunion unterzeichnen ein gegenseitiges Hilfsabkommen.
- 13. Juli: Sechs Bombenflugzeuge der sowjetischen Luftstreitkräfte fliegen den ersten der alliierten Luftangriffe auf Ploiești gegen die vom Deutschen Reich kontrollierten Ölförderanlagen. Hiervon sind die Raffinerien Astra Română, Lumina und besonders Orion betroffen. Vom 10. bis 13. August wird die Eisenbahnbrücke bei Cernavodă, die Ploiești mit dem Hafen Constanța verbindet, mehrfach angriffen und schließlich zerstört.
- 15. Juli bis 8. August: In der Kesselschlacht bei Uman zerstört die deutsche Wehrmacht mit ungarischen und rumänischen Hilfstruppen 20 Divisionen der Roten Armee und stößt weiter auf Kiew vor.
- 21. Juli: Mit insgesamt 195 Kampfflugzeugen fliegt die deutsche Luftwaffe einen ersten Luftangriff auf Moskau, der sich bis in den Folgetag erstreckt.
- Juli/August: Die Braune Mappe wird herausgegeben. Sie enthält allgemeine rechtliche, verwaltungsorganisatorische und wirtschaftspolitische Regelungen, die als Orientierungshilfen, Richtlinien und Dienstanweisungen für die Reichskommissare, Generalkommissare und Gebietskommissare in den Zivilverwaltungen des Reichskommissariats Ostland (Teil 1 der Mappe) und Reichskommissariats Ukraine (Teil 2) formuliert worden sind.

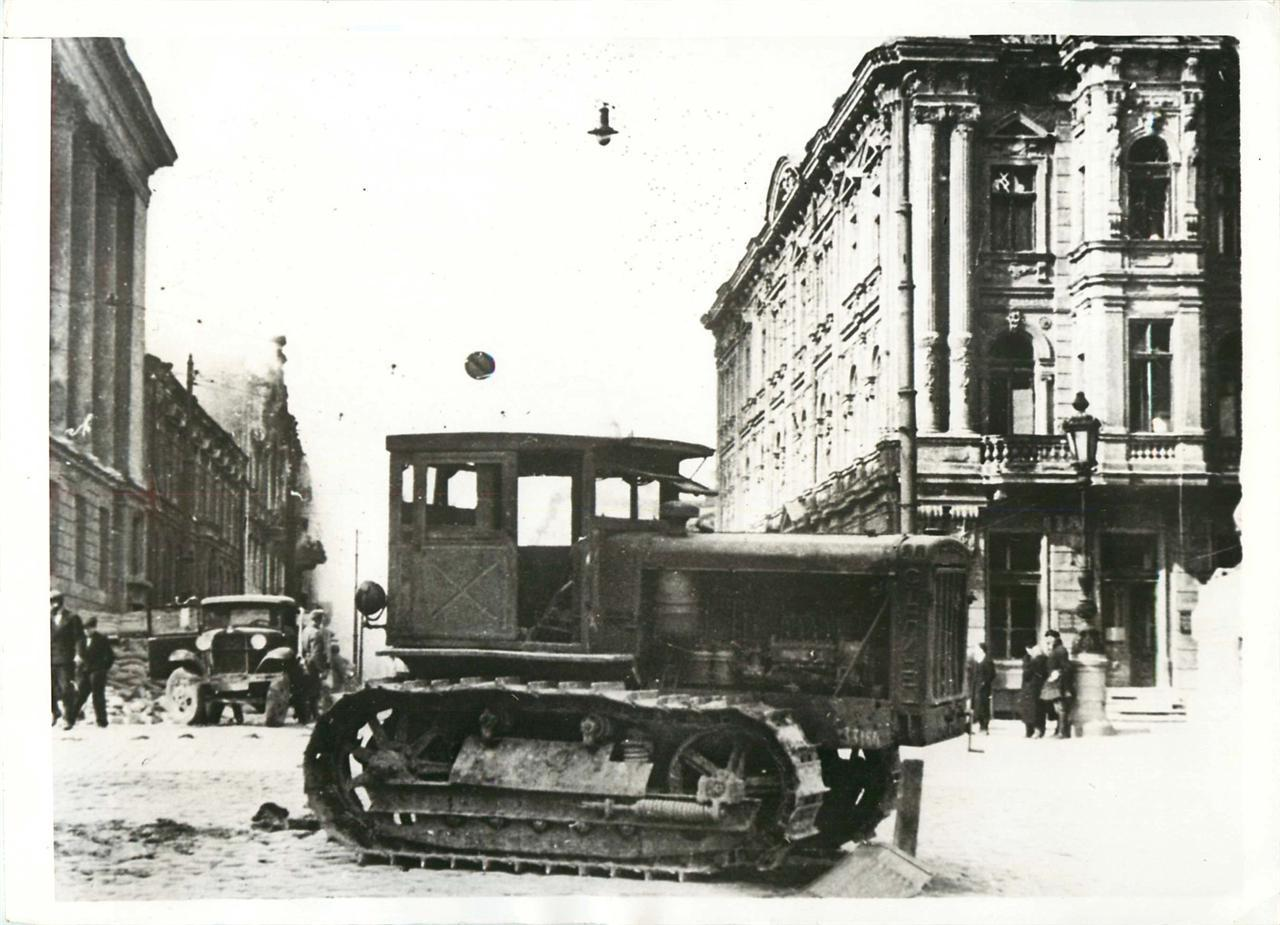
Odessa nach dem Fall

- 8. August: Die Schlacht um Odessa beginnt. Sie endet am 16. Oktober mit einem Sieg der Achsenmächte Rumänien und Deutschland, doch kann deren Vorstoß im südlichen Teil der Ostfront entscheidend verzögert werden. Am 29. September gelingt der deutsche Durchbruch auf die Krim unter General Erich von Manstein und der Bedrohung des Donezbeckens sowie Sewastopols. Das Sowjetische Oberkommando beschließt daraufhin die Evakuierung Odessas.

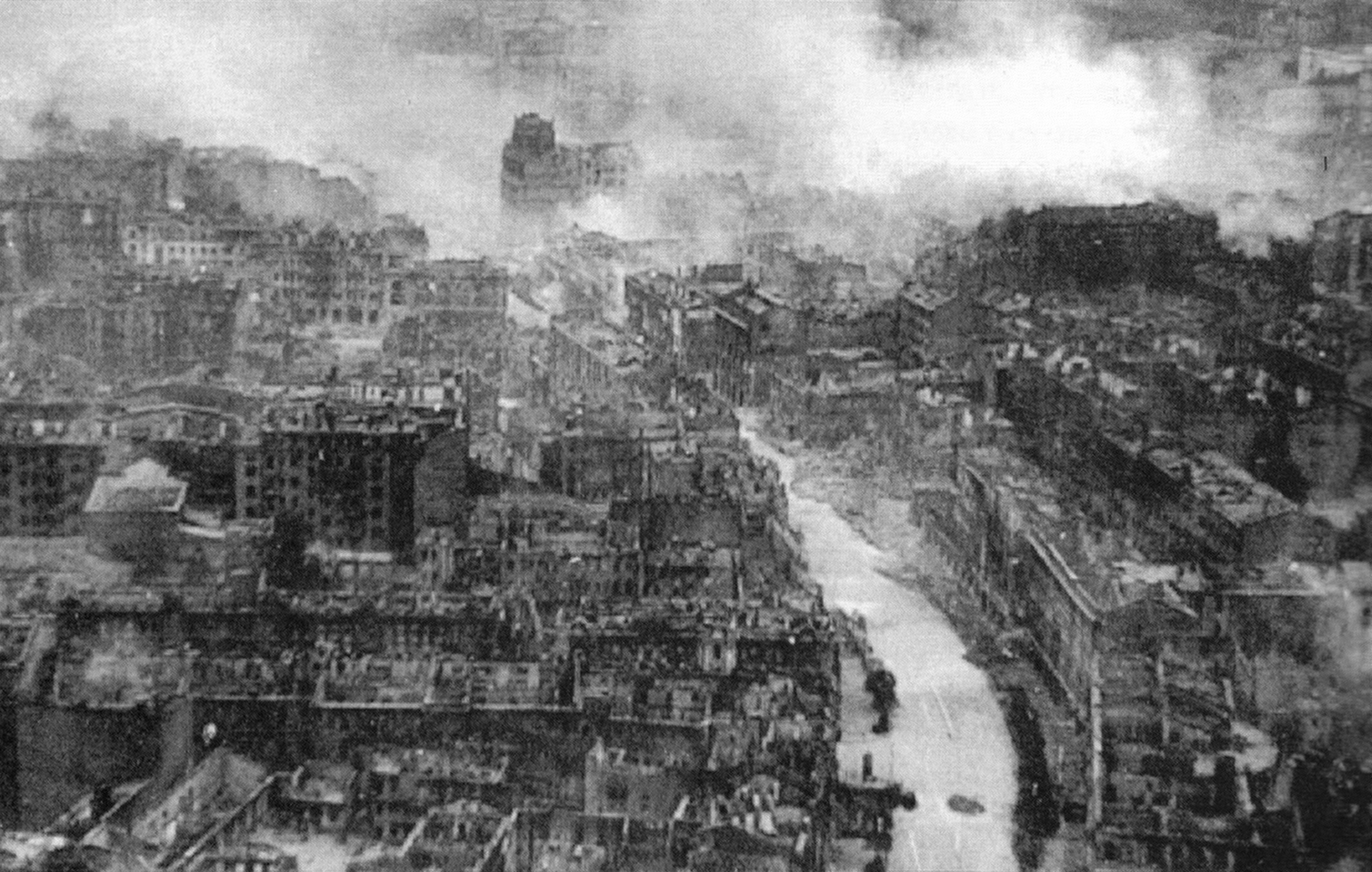
Kiew nach dem Großbrand

- 25. August  Nach wochenlangen Auseinandersetzungen in der Augustkrise drehen die 300 Kilometer vor Moskau stehenden Panzer Guderians nach Süden in den Rücken der Kiewer Gruppierung ein.
- 23. August bis 26. September: Die Schlacht um Kiew endet mit einem Sieg der deutschen Truppen unter Generalfeldmarschall Gerd von Rundstedt und der Besetzung der Stadt durch das Deutsche Reich. Am 24. September bricht durch einen sowjetischen Sprengsatz ein Großfeuer aus, das erst am 29. September unter Kontrolle gebracht werden kann. Die sowjetischen Einheiten unter Semjon Michailowitsch Budjonny verlieren beim Kampf um Kiew rund 700.000 Soldaten. Mit den hohen sowjetischen Verlusten verbindet das Oberkommando der Wehrmacht die Hoffnung, noch vor Einbruch des Winters sowohl die Halbinsel Krim einnehmen als auch in den Kaukasus vorstoßen zu können. Die starken Verluste der Roten Armee bringen die deutsche Heeresführung zu der Annahme, dass der Stoß auf Moskau trotz der fortgeschrittenen Jahreszeit gelingen könne und Hitler befiehlt nun den direkten Marsch auf die sowjetische Hauptstadt.
- 28. August: Die Wolgadeutsche Republik in der Sowjetunion wird aufgelöst.
- 8. September: Die Leningrader Blockade beginnt, bei der bis 1944 über eine Million Einwohner verhungern.
- 10. September: In Moskau beginnt der Deutsche Volkssender seine Hörfunksendungen in deutscher Sprache. Informationen und Propaganda sollen im Reich zum Widerstand gegen die Nationalsozialisten ermutigen.
- 14. September: Nach einer Geheimsitzung des japanischen Kronrats übermittelt Richard Sorge der GRU in Moskau die Information, dass Japan als strategisches Ziel nunmehr die USA und die englischen Kolonien im Pazifik angreifen würde und damit die Gefahr für die Sowjetunion im Fernen Osten gebannt ist. Durch diese kriegsentscheidende Information kann Marschall Georgi Schukow die sowjetischen Truppen aus Sibirien abziehen und sie zum Abstoppen des deutschen Vormarsches 25 km vor Moskau einsetzen. Sorge wird nur einen Monat später enttarnt und am 18. Oktober in Japan verhaftet.

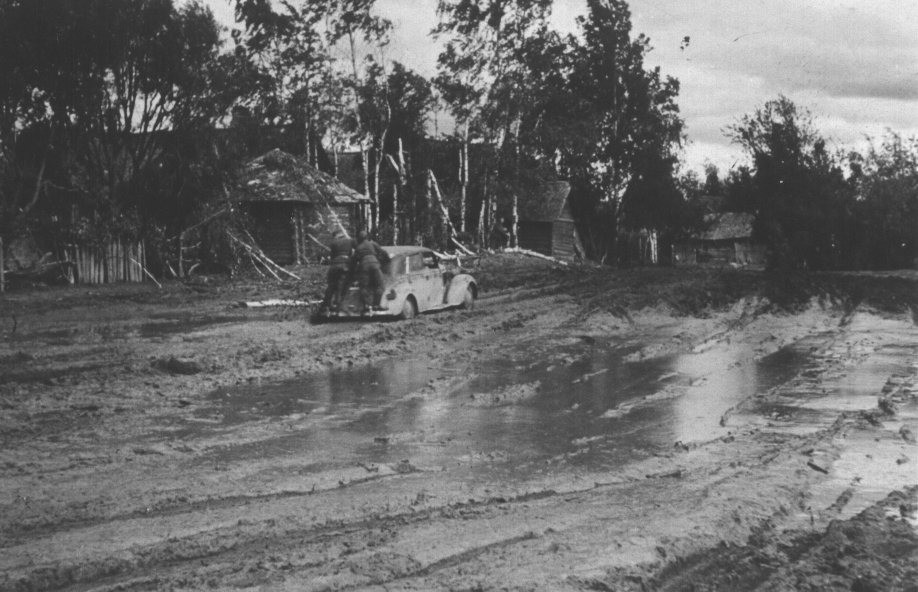
Auswirkungen der Herbstregen vor Moskau

- 30. September bis 30. Oktober: In der Doppelschlacht bei Wjasma und Brjansk zwischen der deutschen Heeresgruppe Mitte und der sowjetischen West-, Reserve- und Brjansker Front kann die Wehrmacht große Teile der sowjetischen Verteidiger einkesseln und aufreiben, der Vorstoß läuft sich jedoch im herbstlichen Schlamm und dem sich verstärkenden sowjetischen Widerstand fest.
- 2. Oktober: Die Schlacht um Moskau beginnt.
- 20. Oktober: Im Verlauf des Unternehmens Taifun zwingen deutsche Truppen vor Moskau die Masse von fünf sowjetischen Armeen im Kessel von Wjasma zur Kapitulation.
- 30. Oktober: Im Russlandfeldzug versucht eine deutsche Armee den Seehafen Sewastopol auf der Halbinsel Krim zu erobern, bleibt jedoch erfolglos. Die Schlacht um Sewastopol nimmt ihren Anfang.
- 1. November: Die deutsche Wehrmacht erobert Simferopol auf der Krim.
- 10. November: Die Straße des Lebens, eine Eisstraße über den Ladogasee zur Versorgung der von der Wehrmacht eingeschlossenen Stadt Leningrad, wird erstmals befahren.
- 17. November: Deutsche und sowjetische Truppen beginnen im Deutsch-Sowjetischen Krieg Offensiven in der Schlacht um Rostow.
- 7. Dezember: Deutsche Truppen stehen 17 Kilometer vor Moskau – und müssen umkehren (siehe Schlacht um Moskau)
- 19. Dezember: Adolf Hitler übernimmt anstelle des entlassenen Generalfeldmarschalls Walther von Brauchitsch den Oberbefehl über das Heer.

##### Der Krieg im Westen
- 14. Januar: In einer Radiosendung der BBC fordert Victor de Laveleye, Mitglied der belgischen Exilregierung, seine Landsleute auf, das Victory-Zeichen als Symbol des Widerstands gegen die deutsche Besatzung zu nutzen. Das Zeichen verbreitet sich daraufhin rasch in den besetzten Teilen Europas. Im selben Jahr greift auch Winston Churchill die Kampagne auf.
- Februar: Marcel Déat gründet die faschistische Partei Rassemblement national populaire, die unter dem Vichy-Regime für die Kollaboration mit der deutschen Besatzungsmacht eintritt.

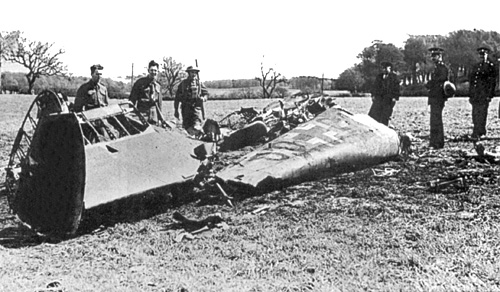
Das Wrack von Heß’ Messerschmitt Bf 110

- 10. Mai: Hitlers Stellvertreter Rudolf Heß fliegt mit einer Messerschmitt Bf 110 nach Schottland, um bei Douglas Douglas-Hamilton, 14. Duke of Hamilton, den er bei den Olympischen Spielen in Berlin kennengelernt hat und den er für den Anführer der britischen Friedensbewegung und Gegner von Premierminister Winston Churchill hält, für einen Frieden mit Deutschland zu werben. Heß springt mit dem Fallschirm ab und gerät in britische Kriegsgefangenschaft. Sein Flug wurde von der nationalsozialistischen Regierung in der Öffentlichkeit als Verrat gewertet und Heß für geisteskrank erklärt. Der Stab des Stellvertreters des Führers wird in Partei-Kanzlei umbenannt und Martin Bormann unterstellt, der zum Reichsminister ernannt wird.
- Mai: Die deutschen Luftangriffe auf Großbritannien gehen merklich zurück, weil Bomber und Jagdflugzeuge für den geplanten Angriff auf die Sowjetunion benötigt werden.
- 7. Dezember: Der geheime Nacht-und-Nebel-Erlass des OKW ergeht. Er sieht zur Abschreckung die heimliche Verschleppung von Westeuropäern vor, die des Widerstandes gegen die Besatzung verdächtigt werden.
- 11. Dezember: Vier Tage nach dem japanischen Angriff auf Pearl Harbor erfolgt die Kriegserklärung Deutschlands und Italiens an die Vereinigten Staaten.

##### Die „Endlösung der Judenfrage“/Verfolgung anderer Bevölkerungsgruppen
- 12. Februar: In Amsterdam wird auf Befehl von Hans Böhmcker, Stellvertreter von Arthur Seyß-Inquart, der Judenrat Amsterdam errichtet.
- 3. März: Der Chef des Verwaltungsdistrikts Krakau, der SS-Gruppenführer Otto Wächter, befiehlt die Einrichtung einer „jüdischen Wohnsiedlung“. Bis zum 20. März müssen alle jüdischen Bewohner und Bewohnerinnen der Stadt in das Ghetto Krakau umgezogen sein. 15.000 Menschen sind ab diesem Zeitpunkt in einem Stadtteil zusammengepfercht, in dem vorher 3.000 Menschen lebten.

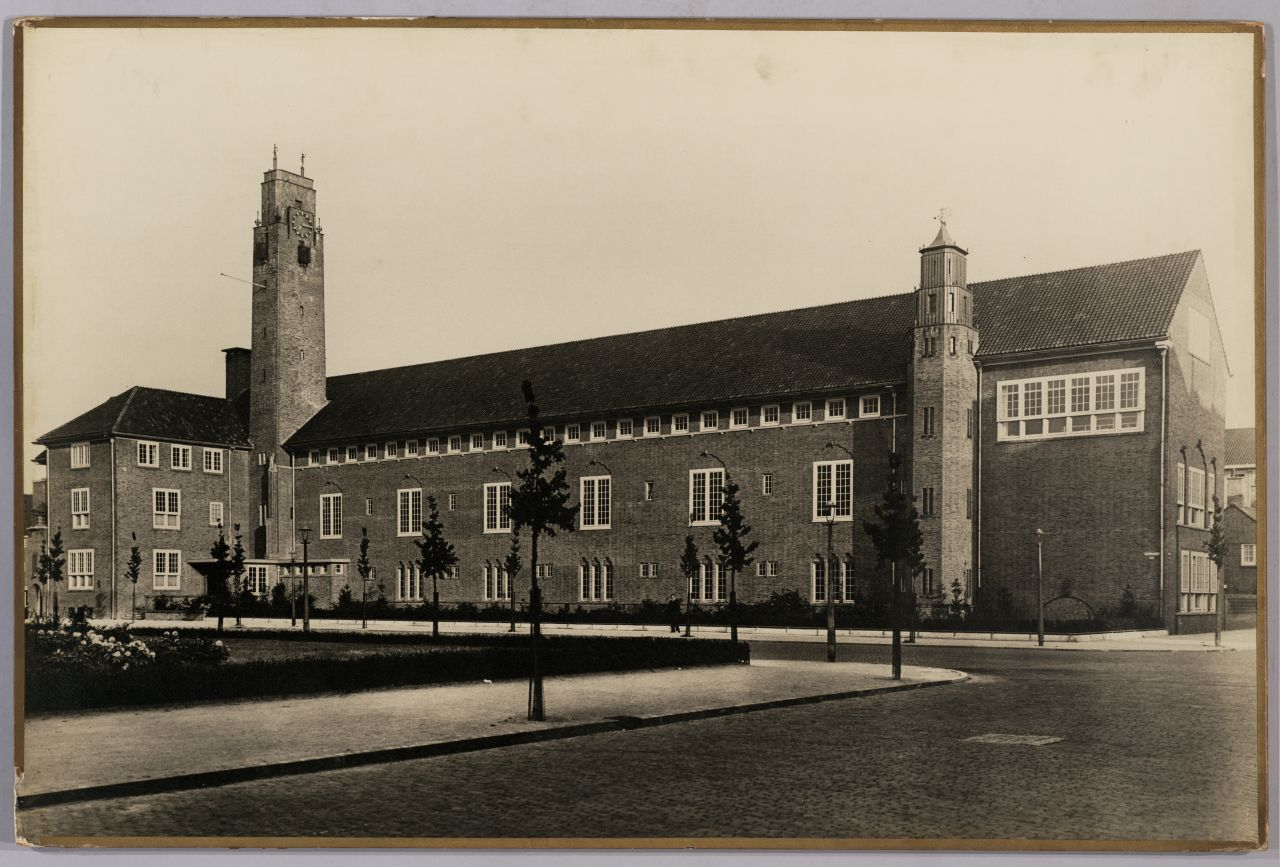
HBS Schulgebäude als Zentralstelle

- Ende März: Die Zentralstelle für jüdische Auswanderung in Amsterdam wird nach dem Konzept der Zentralstelle für jüdische Auswanderung in Wien gebildet. Sie ist in einem Schulgebäude der Hogere Burgerschool (HBS) in der Adama van Scheltemaplein 1 in Amsterdam untergebracht.
- April: Die Aktion 14f13, die Selektion und Tötung von als „krank“, „alt“ und „nicht mehr arbeitsfähig“ betitelten KZ-Häftlingen, beginnt.
- 27. Juni: Das deutsche Polizeibataillon 309 brennt in Białystok die Große Synagoge nieder, in der etwa zweitausend zusammengetriebene Juden eingesperrt sind.
- 10. Juli: Beim Massaker von Jedwabne werden 1600 (?) Juden von Polen bei lebendigem Leibe verbrannt. Nach Ausgrabungen im Jahr 2001 handelt es sich jedoch um 300 bis 400 jüdische Opfer.

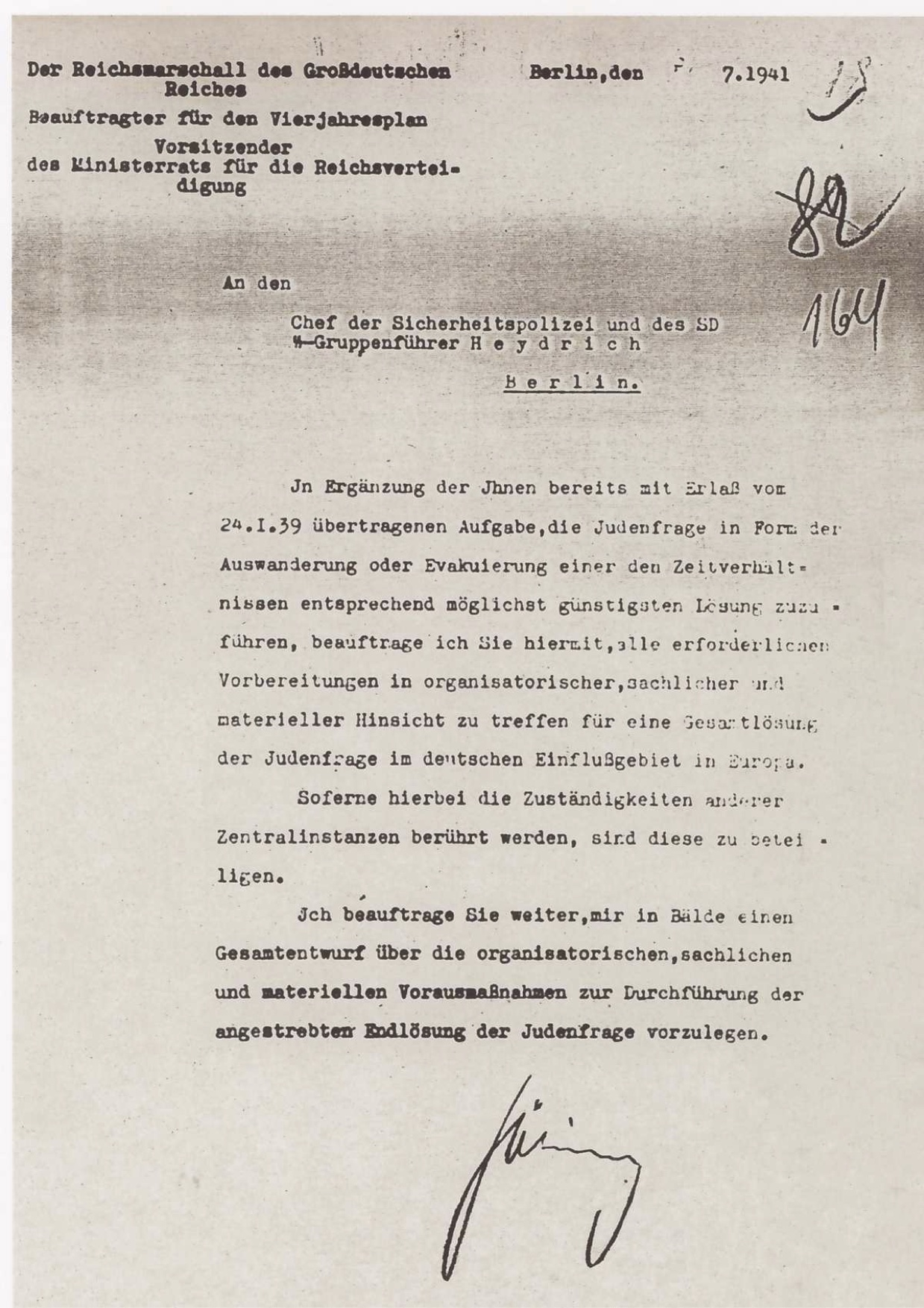
Görings Auftrag

- 31. Juli: Der deutsche Reichsmarschall Hermann Göring beauftragt Reinhard Heydrich, den Chef der Sicherheitspolizei und des SD, ihm einen Gesamtentwurf über die Durchführung der angestrebten Endlösung der Judenfrage vorzulegen.
- 24. August: Nach kirchlichen Protesten erfolgt die Einstellung der als „Euthanasie“ bezeichneten „Aktion T4“ in der NS-Zeit. Die so genannte „wilde Euthanasie“ wird jedoch später in der Aktion Brandt fortgesetzt. Auch die sogenannte „Kinder-Euthanasie“ geht bis 1945 weiter. Dem Mord an den Kranken und Behinderten fallen mehrere hunderttausend Menschen zum Opfer.
- 27. August: SS und Polizeibataillon 320 führen beim Massaker von Kamenez-Podolsk Massenerschießung von 23.600 Juden durch. Erstmals werden unterschiedslos alle Juden einer Region, ohne Rücksicht auf ihr Alter und Geschlecht, ermordet.
- 1. September: Die nationalsozialistische Führung erlässt eine Polizeiverordnung, die das Tragen des „Judensterns“ ab dem 19. September für alle Juden im Deutschen Reich ab dem sechsten Lebensjahr verbindlich macht. Das Abzeichen besteht aus zwei gelben Stoffdreiecken, die in Form eines sechszackigen Sterns übereinander genäht werden, und trägt in schwarzen Buchstaben die Aufschrift „Jude“. Der Stern muss „deutlich sichtbar“ und „fest an der linken Brustseite des Kleidungsstücks angenäht“ getragen werden. Auch zu Hause müssen Juden den „Judenstern“ tragen, wenn sie jemandem die Haustür öffnen. – Polizeistreifen kontrollieren willkürlich auf der Straße, ob das Abzeichen auch fest genug angenäht ist. Zuwiderhandlungen können eine Einweisung in ein Konzentrationslager (so genannte „Schutzhaft“) nach sich ziehen. In der Folgezeit werden weitere diskriminierende Verordnungen gegen die Juden erlassen, so z. B. das Verbot, das Weichbild des Heimatortes zu verlassen. – In den besetzten polnischen Gebieten, dem so genannten „Generalgouvernement“, wurde die Kennzeichnungspflicht für Juden schon im November 1939 durch Generalgouverneur Hans Frank eingeführt und besteht in einer weißen Armbinde mit blauem Stern.
- 29. September: Bei Babyn Jar exekutieren Mitglieder des SD und der Einsatzgruppe C in Kooperation mit der Wehrmacht mehr als 33.000 Kiewer Juden.

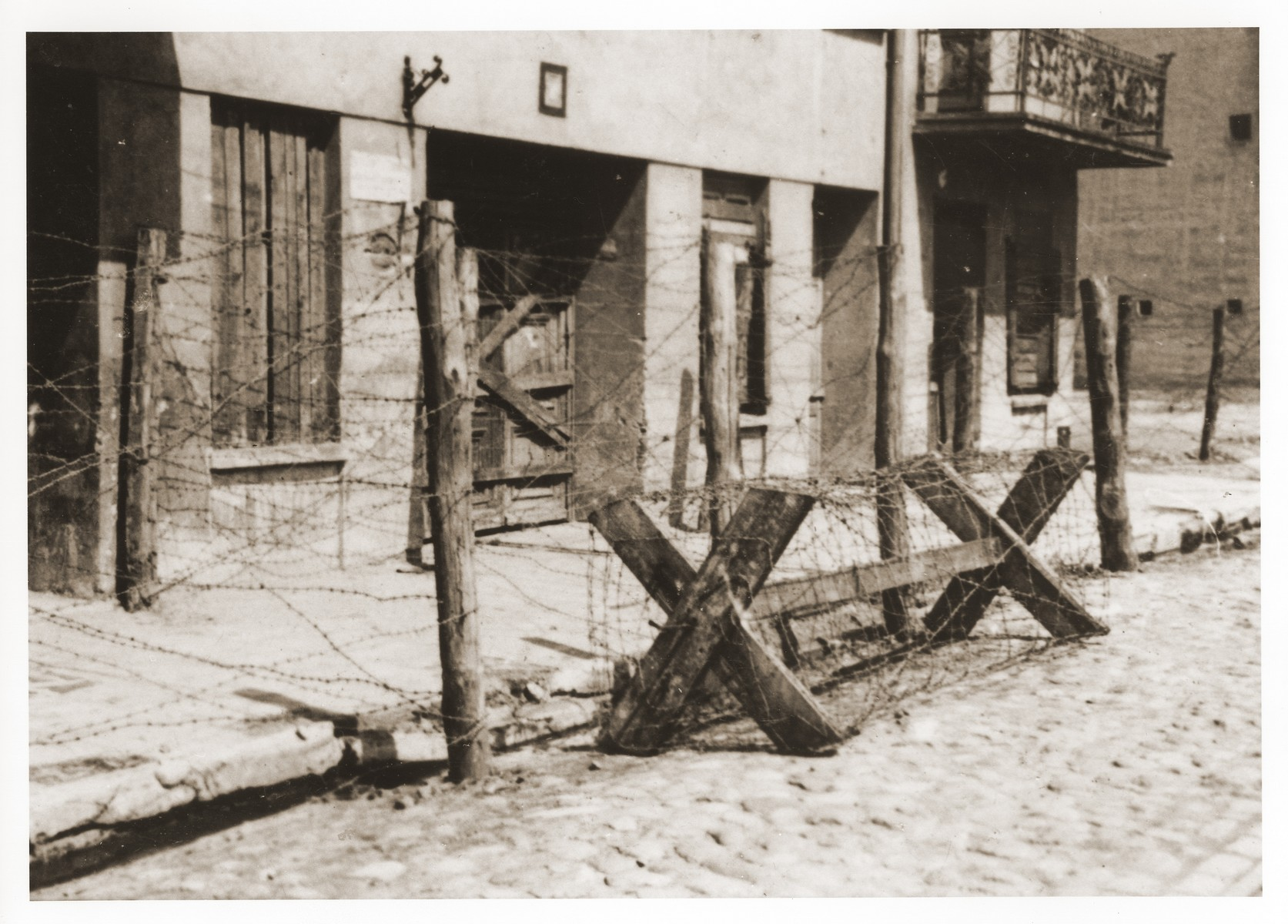
Bild vom „Zigeunerlager“ genannten Bereich

- 18. Oktober: Heinrich Himmler untersagt in einem Erlass mit Wirkung vom 23. Oktober allen Juden die Genehmigung zur Auswanderung.
- 27. Oktober: Die Staatspolizeileitstelle Düsseldorf organisiert von mehreren Bahnhöfen aus erste Deportationen von jüdischen Männern, Frauen und Kindern in das Ghetto Litzmannstadt. Zwischen dem 5. und 9. November werden 5.007 Sinti und Roma ins Ghetto deportiert und in einen separierten Bereich, das sogenannte „Zigeunerlager“, gesperrt.
- 24. November: Der erste Zug mit jungen jüdischen Männern kommt bei Terezin im KZ Theresienstadt an, sie bilden das Aufbaukommando für das neue Konzentrationslager.
- 25. November: Eine von Diktator Ante Pavelić im faschistischen Unabhängigen Staat Kroatien erlassene Gesetzanordnung legalisiert die Errichtung des KZ Jasenovac.
- 30. November: Beginn des Massakers im Wald von Rumbula in Riga. An drei Tagen werden etwa 27.500 Juden von SS-Einsatzgruppen und Hilfspolizei-Kommandos von Viktors Arājs ermordet.
- 9. bis 13. Dezember: Das Sonderkommando 11b und die Stabseinheit der Einsatzgruppe D des Sicherheitsdienstes des Reichsführers SS begehen mit Unterstützung der Wehrmacht auf der Krim das Simferopol-Massaker an 13.000 Juden, Krimtschaken und „Zigeunern“.
- 17. Dezember: Der Militärbefehlshaber Frankreich, Otto von Stülpnagel, belegt die Juden in Frankreich mit einer Judenbuße von 1 Milliarde Francs.
- 21. Dezember: Im Konzentrationslager Bogdanowka beginnt der Massenmord an den etwa 54.000 jüdischen Häftlingen durch rumänische Soldaten, ukrainische Polizisten und örtliche Volksdeutsche.

##### Der Krieg in Afrika

Karte des Schlachtgebiets des Afrikafeldzugs 1941/42

- 22. Januar: Britische Einheiten unter Richard O’Connor erobern während der Operation Compass die zur Festung ausgebaute libysche Stadt Tobruk. 25.000 Soldaten der italienischen Kolonialmacht werden zu Kriegsgefangenen.
- 3. Februar: In Italienisch-Ostafrika beginnt die Schlacht von Keren. Truppen des Britischen Empires wollen die von italienischen Einheiten gehaltene Stadt in Eritrea erobern, eine Hürde beim geplanten britischen Vormarsch auf den Flottenstützpunkt des Feindes in der Hafenstadt Massaua.
- 11. Februar: Die ersten Verbände des Deutschen Afrikakorps unter dem Befehl des Generalleutnants Erwin Rommel treffen im Rahmen des Unternehmens Sonnenblume zur Unterstützung der italienischen Streitkräfte von Neapel kommend in Libyen ein und erreichen am 14. Februar Tripolis. Um den alliierten Truppen entgegenzutreten, werden sie nach Sirte verlegt.
- 26. März: Im Ostafrikafeldzug gegen italienische Verbände erobern nigerianische Regimenter Harar nach einem Vorstoß von 930 km in 30 Tagen. Dies ist zu diesem Zeitpunkt der schnellste militärische Vorstoß der Weltgeschichte.[1]
- 4. April: Die libysche Stadt Bengasi wird von deutsch-italienischen Panzereinheiten beim Afrikafeldzug eingenommen.
- 5. April: Britische Truppen nehmen Addis Abeba, die Hauptstadt des Italienisch-Ostafrika zugeordneten annektierten Abessinien, ein.
- 11. April: Die Belagerung von Tobruk durch das deutsche Afrikakorps beginnt.
- 25. Mai: Der Aufmarsch der deutschen Wehrmacht in Nordafrika ist mit der 15. Panzer-Division abgeschlossen.
- 15. bis 17. Juni: Die Operation Battleaxe der Alliierten zum Entsatz von Tobruk scheitert.
- 18. November: Die alliierte Operation Crusader unter Claude Auchinleck beginnt.
- 27. November: Die Achsenmächte müssen die Belagerung von Tobruk abbrechen und ziehen sich aus der Kyrenaika zurück.

##### Irak/Syrisch-Libanescher Feldzug
- 1. April: In einem Militärputsch übernimmt das „Goldene Quadrat“, vier nationalistische Offiziere und der ehemalige Premierminister Raschid Ali al-Gailani die Macht mit dem Ziel, den britischen Einfluss im Irak zu beenden. Abd ul-Ilah, Regent für den minderjährigen König Faisal II., wird von den Putschisten angeklagt, die Verfassung zu missachten.
- Am 28. April besetzen irakische Truppen die Höhen um den britischen Luftwaffenstützpunkt Habbaniyya. Der Kommandeur der irakischen Einheiten fordert die Briten auf, ihre Flüge einzustellen, andernfalls werde er das Flugfeld beschießen. Diese fordern daraufhin die Iraker zum Rückzug auf. Als dieser nicht erfolgt, werden am 2. Mai britische Angriffe auf die irakischen Truppen und irakische Flugplätze bei Bagdad gestartet. Die überraschten Belagerer müssen innerhalb kurzer Zeit große Materialverluste hinnehmen. Gleichzeitig werden die britischen Truppen in Transjordanien alarmiert und auf einen Einmarsch in den Irak vorbereitet.
- 6. Mai: Auf Initiative des Diplomaten Fritz Grobba werden zur Unterstützung der Putschisten etwa 20 deutsche und 12 italienische Kampfflugzeuge über Syrien in den Irak verlegt. Die Mission wird vom „Sonderstab F“ unter dem Luftwaffengeneral Hellmuth Felmy ausgeführt.

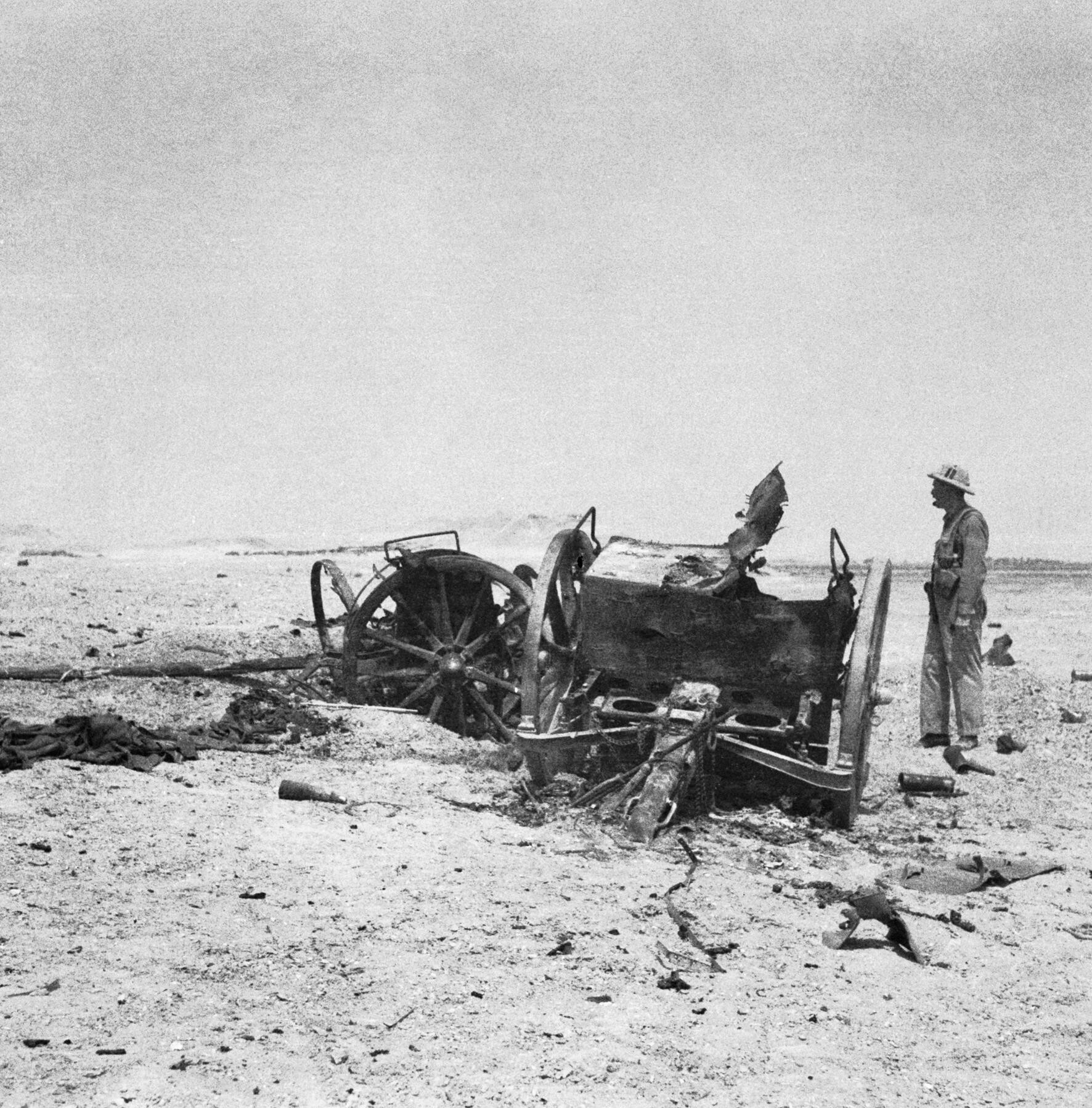
Zerstörte irakische Geschütze auf den Höhen um Habbaniyya im Mai 1941

- Trotz der zahlenmäßigen Überlegenheit der irakischen Truppen gelingt es den britischen Verbänden, deren Verteidigungsstellungen schnell zu überrennen und innerhalb mit Hilfe der Verstärkung aus Transjordanien über Falludscha nach Bagdad vorzustoßen. Am 27. Mai beginnt der Angriff auf Bagdad, der am 31. Mai mit der Kapitulation der Stadt endet.

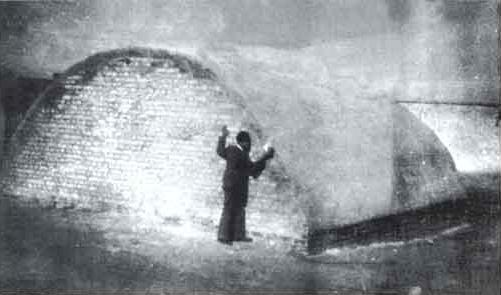
Massengrab von Farhud-Opfern, 1941

- 1./2. Juni: Als Folge der Niederlage kommt es unter der Führung des Muftis Mohammed Amin al-Husseini zum Farhud, einem Pogrom an der jüdischen Bevölkerung von Bagdad
- 5. Juni: Britische Bomber greifen von Transjordanien aus den Flughafen von Aleppo an.
- 8. Juni: Der Syrisch-Libanesische Feldzug beginnt, als zwei Brigaden der australischen 7. Infanteriedivision unter General John Lavarack nördlich von Akkon und Tiberias die Grenze nach Syrien überqueren und in Richtung Beirut und Rayak marschieren. Britisch-indische Truppen unter General Paul Legentilhomme dringen zur gleichen Zeit weiter östlich bei Dar'a ins Landesinnere ein, um auf Damaskus vorzustoßen.

Offensive der Alliierten Truppen aus dem Irak

- 21. Juni: Nach schweren Kämpfen ziehen die Briten in Damaskus ein. Am selben Tag stößt die Arabische Legion vom Irak aus nach Palmyra vor.
- 9. Juli: Australische Einheiten erobern Damur südlich von Beirut.
- Henri Fernand Dentz, französischer Hochkommissar für Syrien und den Libanon, bietet einen Waffenstillstand an, der am 12. Juli in Kraft tritt.
- Am 14. Juli wird in Akkon die Konvention über die Einstellung der Feindseligkeiten unterzeichnet. Die alliierten Truppen besetzen das gesamte französische Mandatsgebiet und erreichten die Übergabe der vichy-französischen Flugzeuge.

##### Anglo-sowjetische Invasion im Iran

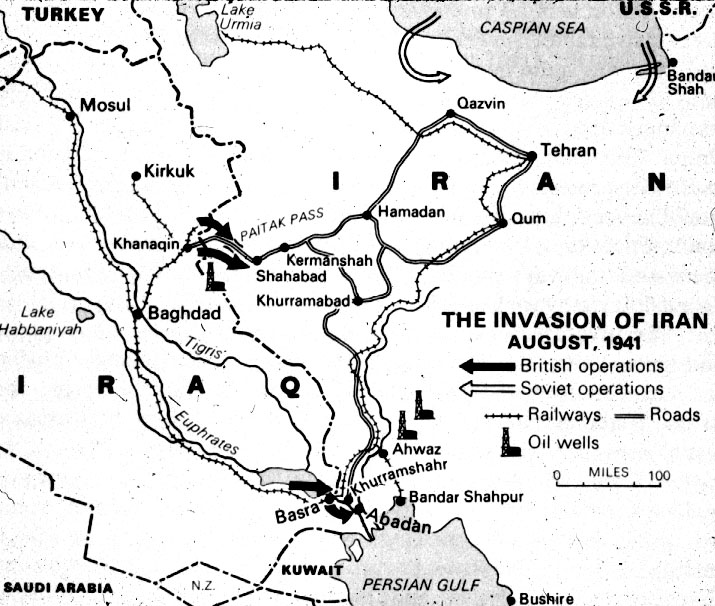
Karte der Invasion

- 25. August: Sowjetische und britische Truppen marschieren ohne Kriegserklärung im Rahmen der Operation Countenance in den neutralen Iran ein. Ziel der Invasion ist die Sicherung der iranischen Ölfelder und die Einrichtung einer Nachschublinie, über den die Vereinigten Staaten im Rahmen des Leih- und Pachtgesetzes militärische Ausrüstung über die Transiranische Eisenbahn in die Sowjetunion transportieren. Bis zum 17. September kommt es zu einer vollständigen Besetzung des Iran, die bis zum Ende des Zweiten Weltkriegs andauert.
- 16. September: Reza Schah Pahlavi unterzeichnet seine Abdankungserklärung zu Gunsten seines Sohnes Mohammad Reza.
- 17. September: Mohammad Reza Pahlavi legt vor dem iranischen Parlament den Eid auf die Verfassung ab und übernimmt die Regentschaft als Schah des Iran.
- 17. September: Die Operation Countenance ist beendet. Faktisch bleibt der Iran bis zum Ende des Krieges in eine britische Besatzungszone im Süden und eine sowjetische Besatzungszone im Norden geteilt. Der iranischen Armee wird es zudem untersagt, in den von den sowjetischen Truppen besetzten Gebiete des Nordiran eigene Streitkräfte zu stationieren. Dies hat zur Folge, dass die Zentralregierung in Teheran die Kontrolle über den Norden des Iran verliert.

##### Zweiter Japanisch-Chinesischer Krieg
- 6. September: Die zweite Schlacht um Changsha im Zweiten Japanisch-Chinesischen Krieg beginnt. Der japanische Angriff unter Yasuji Okamura wird bis zum 8. Oktober von den chinesischen Verteidigern zurückgeschlagen.
- 24. Dezember: Die dritte Schlacht um Changsha ist der dritte Versuch, die chinesische Stadt Changsha in der südchinesischen Provinz Hunan zu erobern, der bis zum 31. Dezember wegen des erbitterten Widerstands der chinesischen Verteidiger unter Xue Yue erfolglos bleibt.

##### Südostasien und Pazifikraum

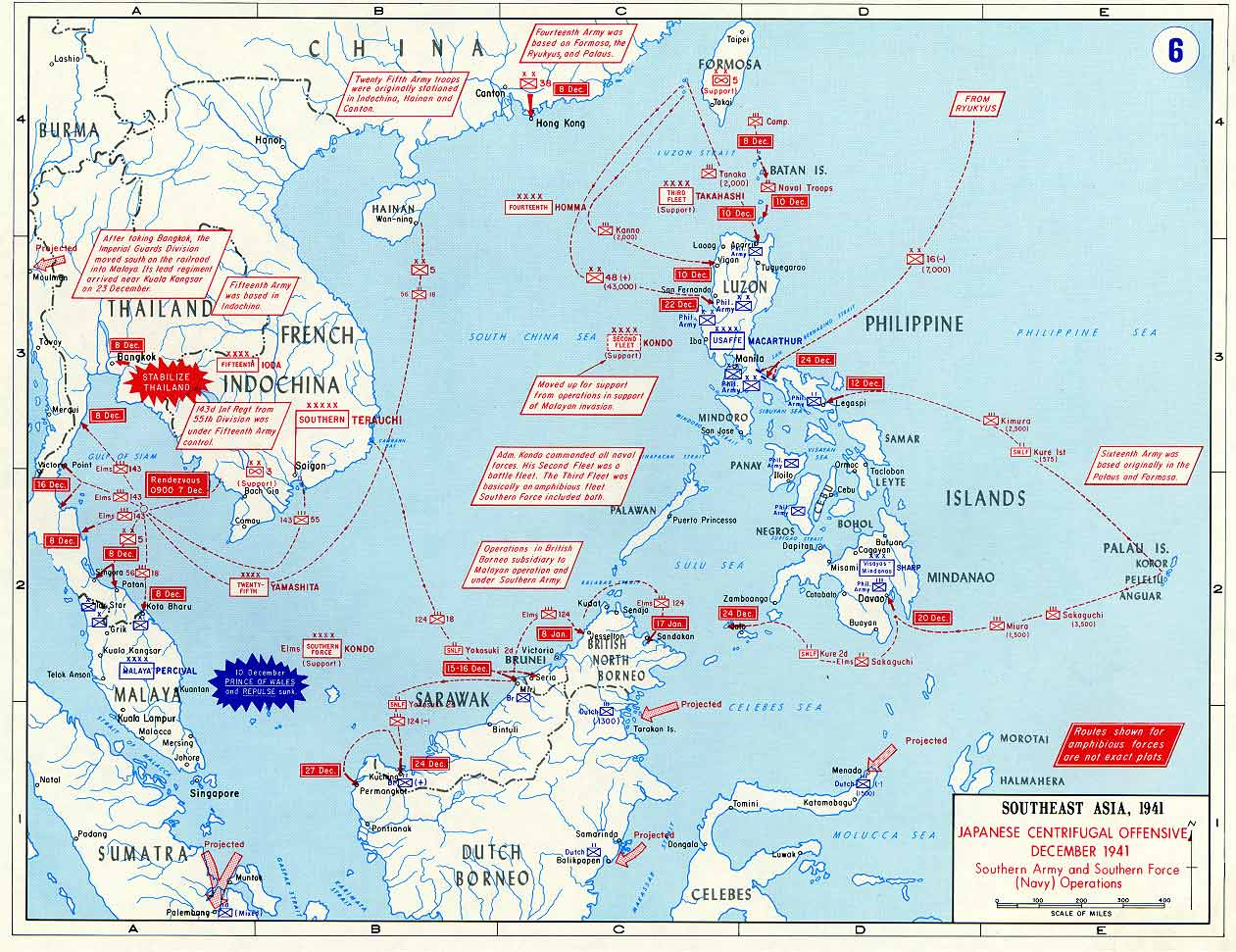
Die japanischen Eroberungen in Südostasien 1941

- 4. Januar: Französische Bomber greifen im Französisch-Thailändischen Krieg die Städte Udon Thani und Nong Khai an.
- 6. Januar: Eine thailändische Division überquert die kambodschanische Grenze und nimmt die Grenzstadt Poipet ein, eine zweite Division marschiert in Laos ein.
- 11. Januar: Die thailändische Luftwaffe greift die vietnamesische Stadt Hanoi mit sechs Bombern und vier Jagdflugzeugen an.

Schlacht von Ko Chang

- 17. Januar: Im Französisch-Thailändischen Krieg fügt die Marine Nationale in der Seeschlacht bei Ko Chang ihrem Gegner eine schwere Niederlage zu. Auf Vermittlung Japans wird am 28. Januar eine Feuerpause vereinbart. Am 7. Februar beginnt in Tokio eine Friedenskonferenz. Die Verhandlungen enden am 9. Mai mit thailändischen Gebietsgewinnen in den französischen Kolonien Laos und Kambodscha: Frankreich tritt die Provinzen Sayaburi, Battambang und Siem Reap (nicht aber die Tempel von Angkor Wat) wieder an Thailand ab.

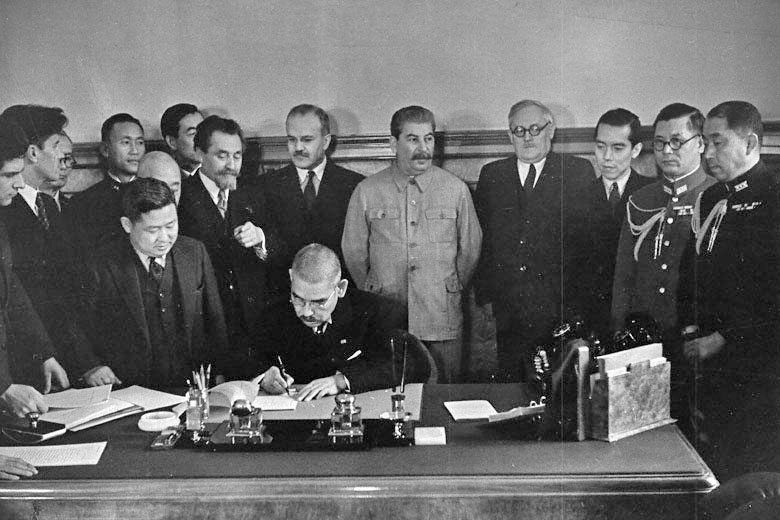
Unterzeichnung des Vertrages durch den japanischen Außenminister Matsuoka

- 13. April: Japan und die Sowjetunion unterzeichnen ein Neutralitätsabkommen.
- 25. Juli: Die Vereinigten Staaten verhängen ein komplettes Öl-Embargo gegen Japan. Da sich Großbritannien und Niederländisch-Indien diesem Schritt anschließen, verliert Japan 75 % seines Außenhandels und 90 % seiner Öl-Importe.
- 11. August: In Japan wird die Generalmobilmachung angeordnet. Die Entwicklung zu einem Krieg beginnt, als Erfolge in Verhandlungen mit den USA über das japanische Vorgehen in Indochina und im pazifischen Raum ausbleiben.
- 17. Oktober: Der japanische Premierminister Konoe Fumimaro tritt zurück, sein Nachfolger wird Tōjō Hideki.

Die Flugrouten der japanischen Angreifer

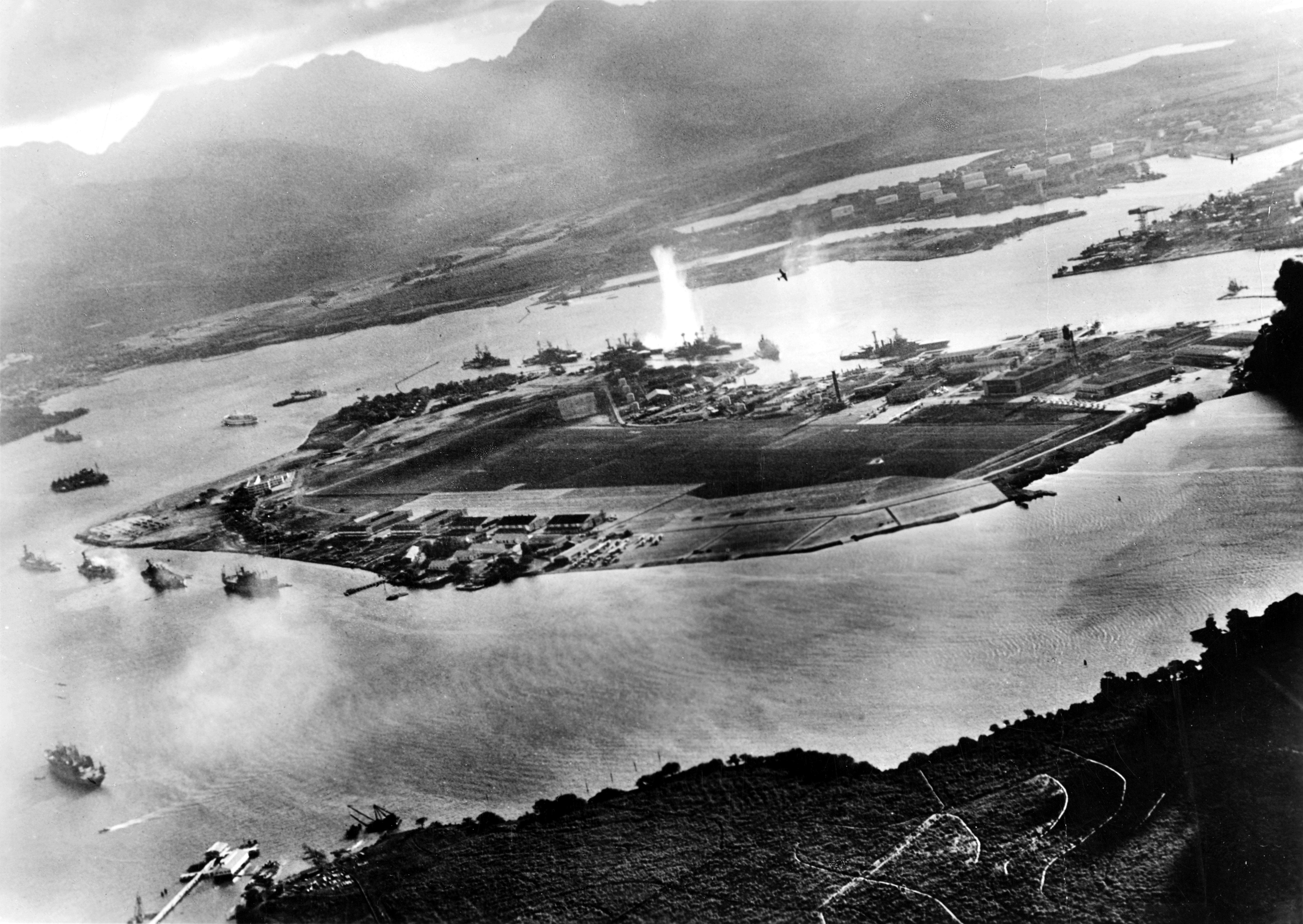
Angriff auf die im Hafen liegenden Schiffe

- 7. Dezember: Unter dem Oberbefehl von Admiral Yamamoto Isoroku führen die Kaiserlich Japanischen Marineluftstreitkräfte den Angriff auf Pearl Harbor. Dieser ohne Kriegserklärung erfolgte Angriff auf die in Pearl Harbor auf Hawaii vor Anker liegende Pazifikflotte der Vereinigten Staaten führt bereits am folgenden Tag zum Eintritt der Vereinigten Staaten in den Zweiten Weltkrieg und dem damit verbundenen Pazifikkrieg.
- 7. Dezember: Zwei japanische Zerstörer beschießen die Midwayinseln.
- 8. Dezember: Gleichzeitig mit dem Angriff auf Pearl Harbor beginnt auf der anderen Seite der Datumsgrenze die japanische Offensive im Pazifik und in Südostasien. Die Japaner beginnen mit den Landungen auf den Philippinen. Die Japanische Invasion der Malaiischen Halbinsel und in Thailand beginnt, außerdem beginnt der Angriff auf die britische Kronkolonie Hongkong.

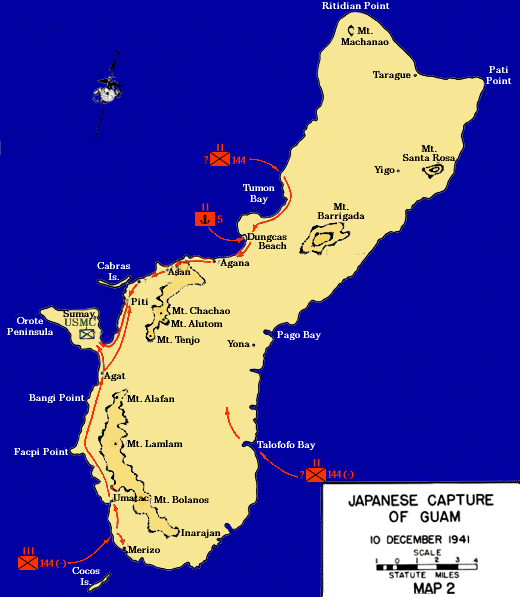
Japanische Landungen auf Guam

- 8. Dezember: Japanische Einheiten beginnen mit dem Angriff auf Guam. Sie erobern die Insel nur zwei Tage später.

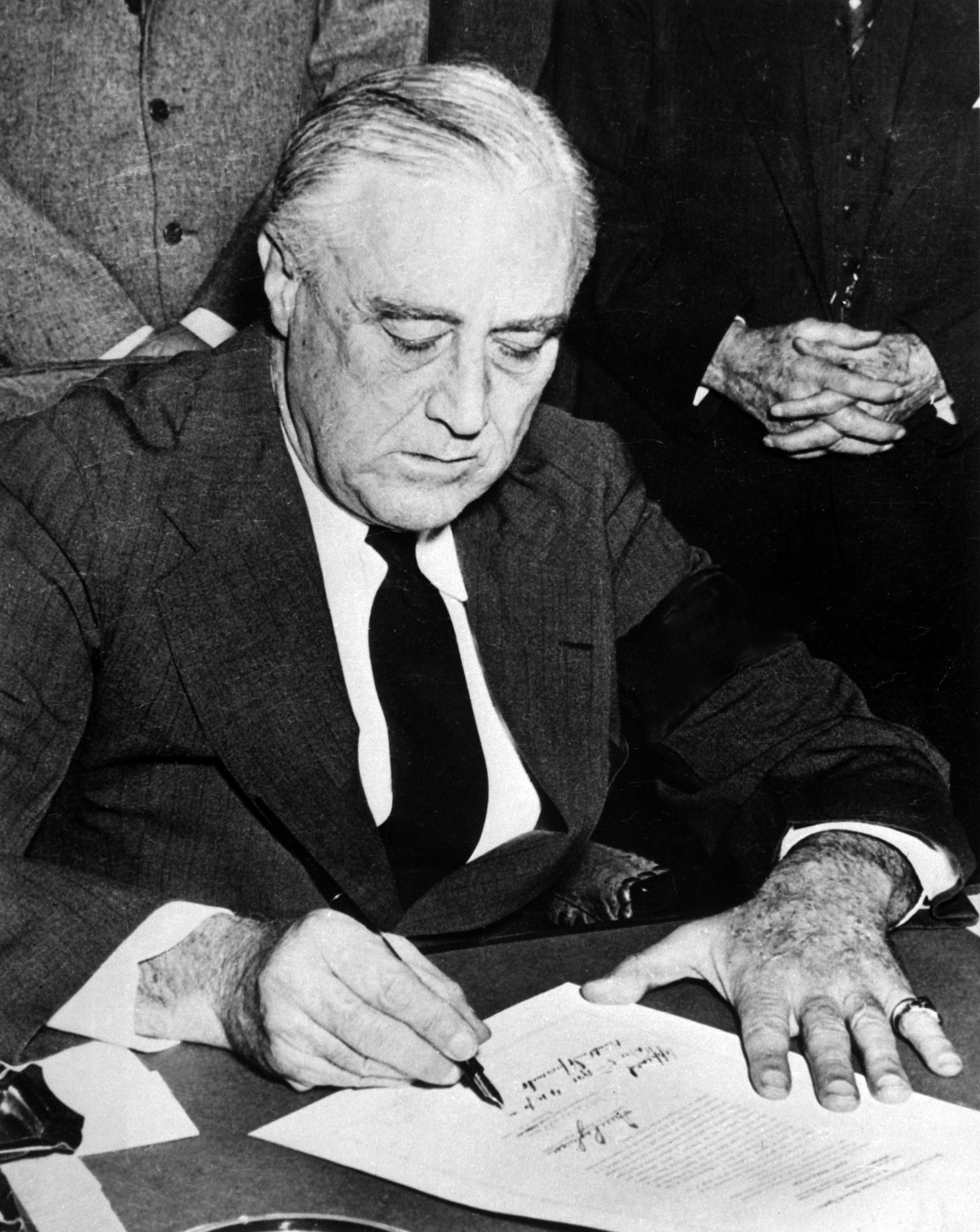
Franklin D. Roosevelt unterzeichnet die Kriegserklärung an Japan

- 8. Dezember: Neben den USA erklären mehrere Alliierte Staaten sowie die niederländische Exilregierung dem Japanischen Kaiserreich den Krieg.
- 8. Dezember: Die Schlacht um Wake beginnt. Sie endet am 23. Dezember mit der Eroberung des Wake-Atolls durch die japanischen Angreifer.
- 10. Dezember: Die Versenkung der HMS Prince of Wales und HMS Repulse durch Kaiserlich Japanische Marineluftstreitkräfte ist ein herber Rückschlag für die Royal Navy und erschüttert den Glauben an die Singapur-Strategie und einen Sieg der Alliierten erstmals nachhaltig.
- 10. Dezember: Auf der philippinischen Hauptinsel Luzon gehen japanische Landungstruppen unter dem Befehl des Generals Homma Masaharu in der Schlacht um die Philippinen an Land.
- 16. Dezember: Im Pazifikkrieg beginnt die japanische Invasion Borneos unter dem Befehl von Kiyotake Kawaguchi.
- 25. Dezember: Nach achtzehntägigen Kämpfen übergibt Gouverneur Mark Aitchison Young die britische Kronkolonie Hongkong an die Kaiserlich Japanische Armee. Die japanische Besetzung Hongkongs im Pazifikkrieg beginnt.

##### Seekrieg im Atlantik und in den europäischen Gewässern
- 16. Januar: Vor der Rockall-Sandbank wird das britische Passagierschiff Oropesa von dem deutschen U-Boot U 96 torpediert und versenkt. 106 Passagiere und Besatzungsmitglieder ertrinken, fast die Hälfte der an Bord befindlichen Personen.
- 17. Januar: 35 Meilen nordöstlich der Rockall-Sandbank wird das uneskortierte britische Passagierschiff Almeda Star vom deutschen U-Boot U 96 torpediert und beschossen. Der Dampfer sinkt innerhalb von drei Minuten, alle 360 Passagiere und Besatzungsmitglieder kommen ums Leben.
- 17. Januar: Das deutsche U-Boot U 106 versenkt bei Rockall das britische Passagierschiff Zealandic, wobei alle 73 Menschen an Bord ums Leben kommen.
- 25. März: Der deutsche Hilfskreuzer Thor attackiert an der westafrikanischen Küste das britische Passagierschiff Britannia, das ohne Geleitschutz auf dem Weg nach Bombay ist. Der Ozeandampfer geht in Flammen auf und sinkt. 122 Besatzungsmitglieder und 127 Passagiere kommen ums Leben.
- 28. März: In der Schlacht bei Kap Matapan besiegt die britische Mediterranean Fleet unter dem Befehl von Andrew Cunningham vor der Insel Gavdos eine italienische Flotteneinheit unter Angelo Iachino. Das Unternehmen Herkules zur Eroberung von Malta wird für die Achsenmächte damit unmöglich. Die Belagerung der Inselgruppe wird allerdings fortgesetzt.
- 30. April: Südöstlich der Felseninsel Rockall wird der britische Passagier- und Frachtdampfer Nerissa, der mit Militärangehörigen wie auch Zivilisten auf dem Weg nach Liverpool ist, von dem deutschen U-Boot U 552 ohne Vorwarnung mit drei Torpedos angegriffen und innerhalb weniger Minuten versenkt. 207 Menschen kommen ums Leben.
- 9. Mai: Britische Kriegsschiffe kapern das deutsche U-Boot U 110 und erbeuten dabei eine intakte Enigma-Chiffriermaschine samt zugehöriger Geheimdokumente.

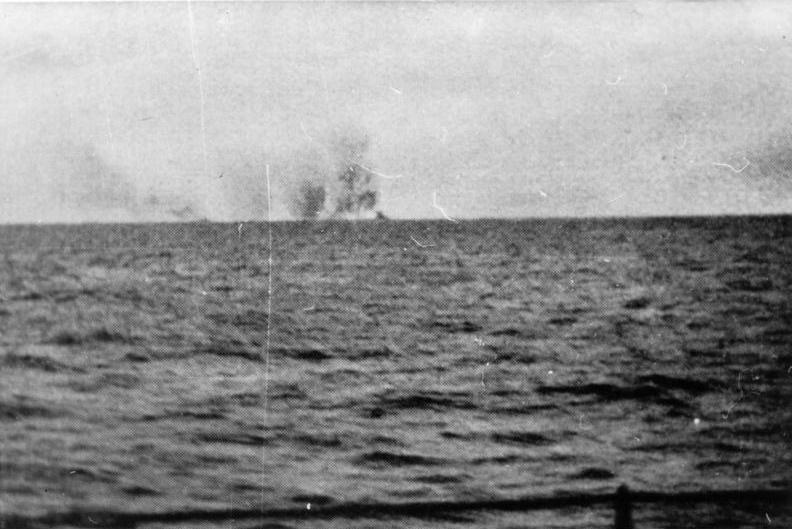
Explosion der Hood

- 24. Mai: Im Rahmen des Unternehmens Rheinübung, mit dem Admiral Erich Raeder versucht, zwei deutsche Schiffe in den Atlantik zu entsenden, werden das Schlachtschiff Bismarck und der Schwere Kreuzer Prinz Eugen von Einheiten der britischen Royal Navy in der Dänemarkstraße gestellt. Beim Gefecht in der Dänemarkstraße versenkt die Bismarck den Schlachtkreuzer Hood. Nur drei von 1.419 Besatzungsmitgliedern überleben.

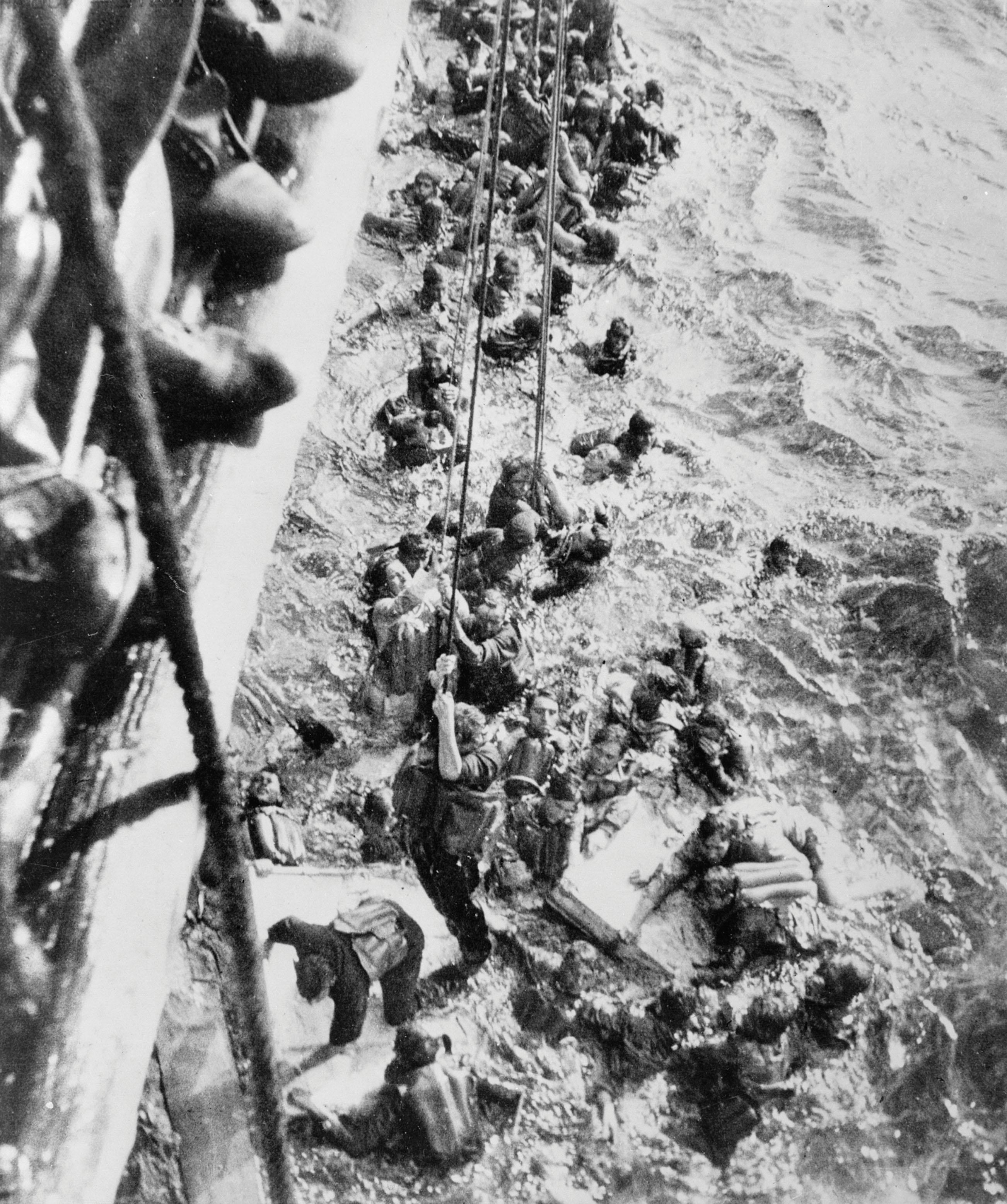
Überlebende der Bismarck werden von der Dorsetshire gerettet

- 27. Mai: Die Bismarck wird von zwei Schlachtschiffen und zwei Schweren Kreuzern der Royal Navy angegriffen und versenkt. 2.104 Besatzungsmitglieder kommen ums Leben, 116 werden gerettet.
- 1. Juni: Die Prinz Eugen erreicht den Hafen von Brest. Das Unternehmen Rheinübung ist damit beendet.
- 19. August: Südwestlich des Fastnet-Felsens an der irischen Küste wird der britische Passagierdampfer Aguila von dem deutschen U-Boot U 201 versenkt. 157 Passagiere und Besatzungsmitglieder sterben.
- 13. September: Im Vestfjord wird das unbewaffnete norwegische Passagierschiff Barøy vom Torpedo eines britischen Fairey-Albacore-Torpedobombers versenkt. 112 Menschen, größtenteils norwegische Zivilisten, sterben.
- 13. September: Der Hurtigruten-Passagierdampfer Richard With wird an der Küste der nordnorwegischen Finnmark von dem britischen U-Boot Tigris versenkt. 99 Passagiere und Besatzungsmitglieder sterben.
- 7. November: Das sowjetische Hospitalschiff Armenija wird mit 5000 bis 7000 Menschen an Bord im Schwarzen Meer von einer deutschen Heinkel He 111 versenkt.

#### Weitere Ereignisse in Europa
- 1. Januar: Das Schweizer Bürgerrecht wird geändert. Eine Aberkennung der Bürgerrechte ist jetzt möglich.
- 1. Januar: Ernst Wetter wird neuer Bundespräsident der Schweiz.
- 15. Januar: König Alfons XIII. verzichtet im römischen Exil zugunsten seines Sohnes Juan de Borbón y Battenberg auf den spanischen Thron.
- wurde Auf der italienischen KZ-Insel Ventotene wurde von den Antifaschisten Altiero Spinelli, Ernesto Rossi und Eugenio Colorni in ihrer Gefangenschaft das Manifest von Ventotene geschrieben, in dem erstmals eine europäische Vision beschrieben wurde.

#### Vereinigte Staaten von Amerika
- 6. Januar: US-Präsident Franklin D. Roosevelt formuliert in seiner State of the Union Address die Four Freedoms.

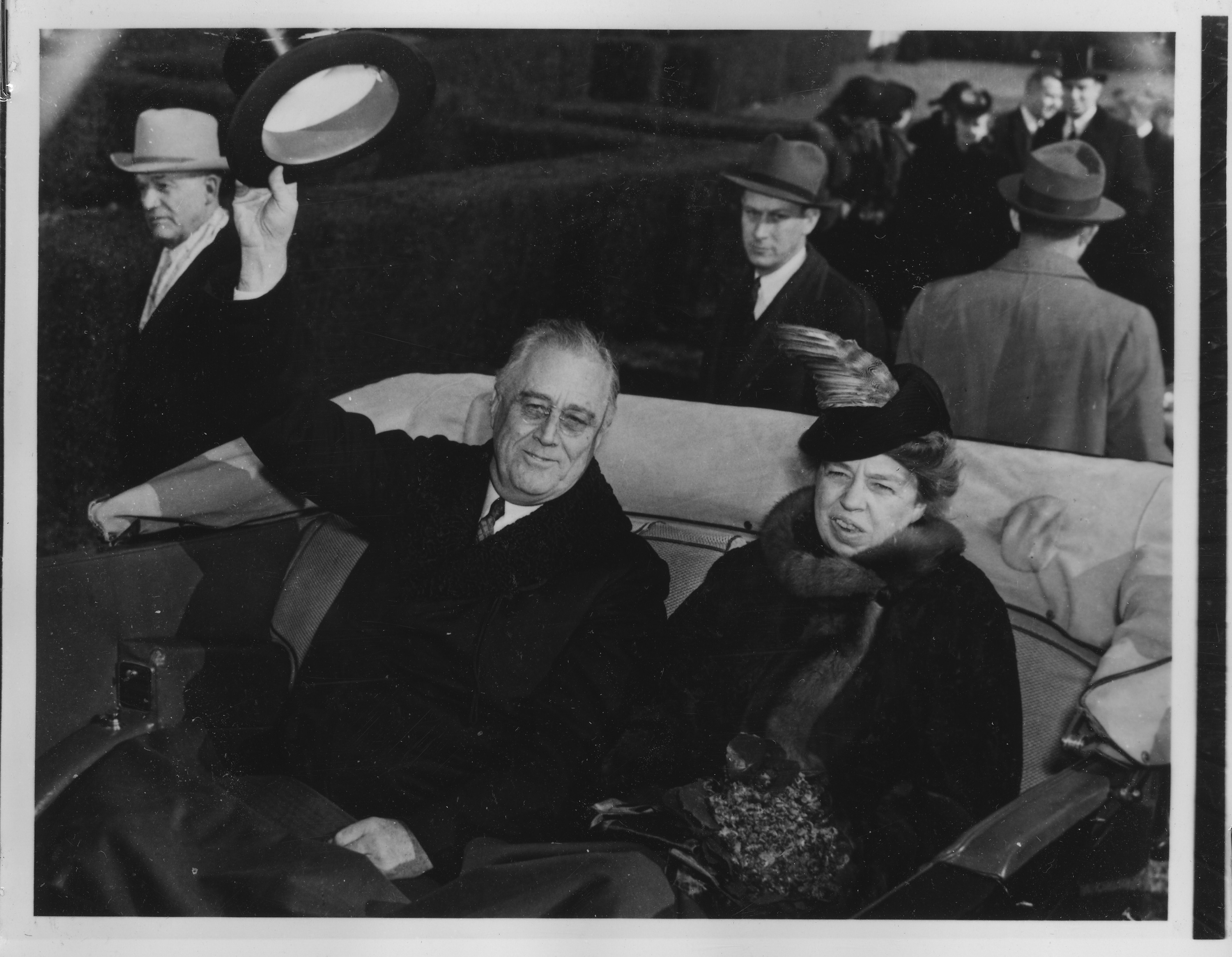
Roosevelt mit seiner Frau Eleanor auf dem Weg zur Vereidigung

- 20. Januar: Der US-amerikanische Präsident Franklin D. Roosevelt beginnt seine dritte Amtszeit.

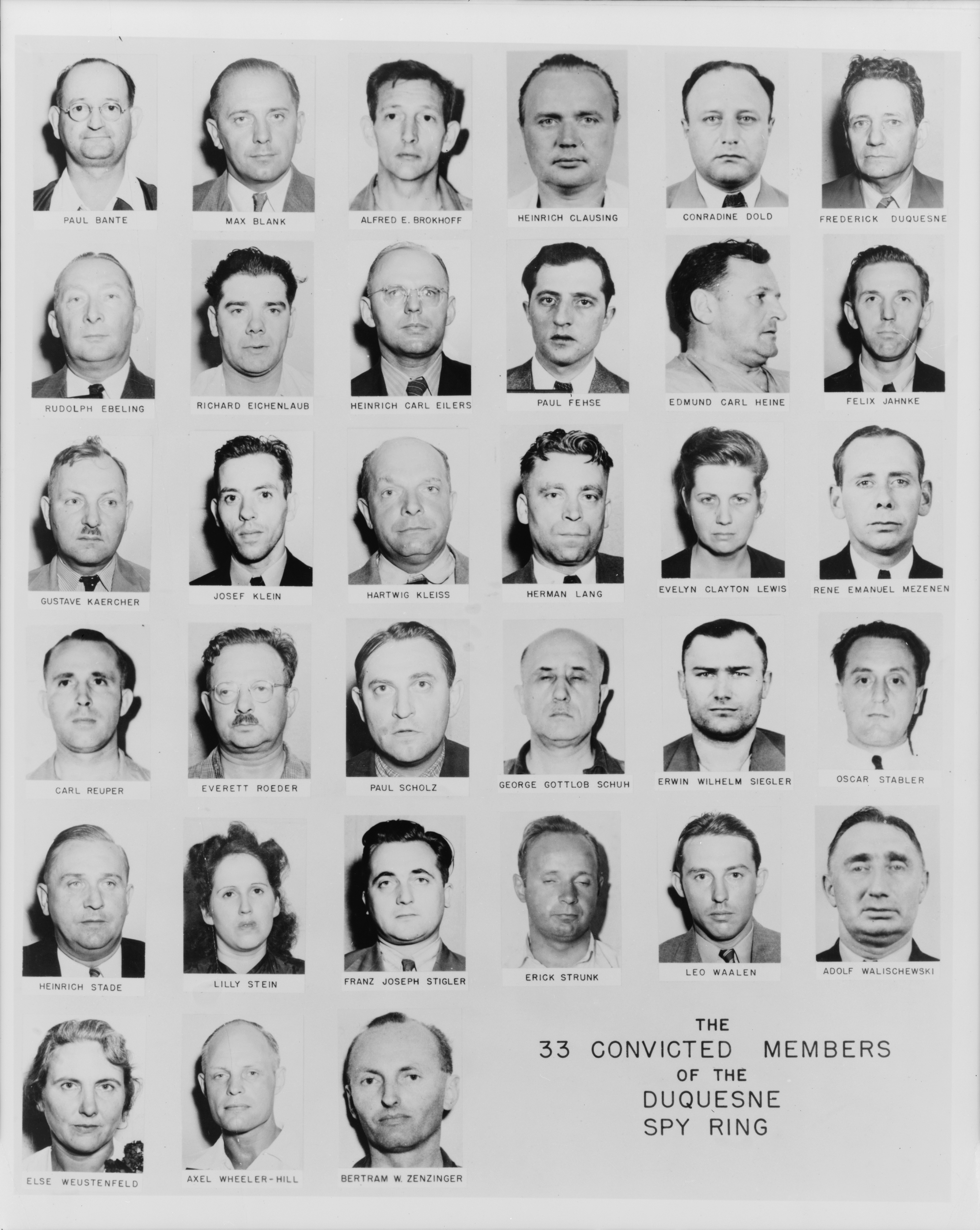
Die 33 verurteilten Mitglieder des Duquesne-Spionagerings (Foto des FBI)

- 29. Juni: Mit Hilfe eines Doppelagenten kann der gesamte deutsche Duquesne-Spionagering in den Vereinigten Staaten verhaftet werden.
- 11. September: Die Grundsteinlegung zum Pentagon findet statt.

#### Weitere Ereignisse weltweit
- 5. Juli: Grenzstreitigkeiten lösen zwischen beiden Staaten den Peruanisch-Ecuadorianischen Krieg aus. Das Eingreifen der Vermittlungsmächte Brasilien, Argentinien und USA führt schon am 31. Juli zum Rückzug ihrer Truppen aus dem Abschnitt des umstrittenen Grenzverlaufs, ehe der Konflikt ein schweres Problem wird.

### Wirtschaft
- 4. Februar: Für die Erfindung der Teflon-Beschichtung erhält der US-Amerikaner Roy Plunkett das beantragte US-Patent.
- 2. April: In Französisch-Äquatorialafrika wird vom Freien Frankreich unter Charles de Gaulle die Caisse Centrale de la France Libre gegründet, um als Emissionsinstitut für Zentralafrika zu fungieren.
- 14. Juni: Die amerikanische Regierung friert alle deutschen Guthaben in den USA ein.
- 16. Juni: Der Wirtschaftsführungsstab Ost gibt die Grüne Mappe heraus.
- 1. Juli: Der kommerzielle TV-Betrieb startet in den Vereinigten Staaten auch mit der Ausstrahlung des ersten Fernsehwerbespots. Der Sender WBNT im New Yorker Empire State Building zeigt Fernsehwerbung zum Uhrenhersteller Bulova.
- 31. Juli: Die erste Basler Trolleybuslinie wird in Betrieb genommen.
- 29. Juli: In der Schweiz wird die Warenumsatzsteuer mit Steuersätzen von zwei und drei Prozent eingeführt.
- 30. Oktober: Die nationalsozialistische Führung in Deutschland führt für Sparer ein Eisernes Sparen genanntes Programm ein, um überschüssige Kaufkraft der Bevölkerung zu binden und mit dem Anreiz von Steuervorteilen eine Finanzquelle für Kriegsausgaben zu eröffnen.

### Wissenschaft und Technik

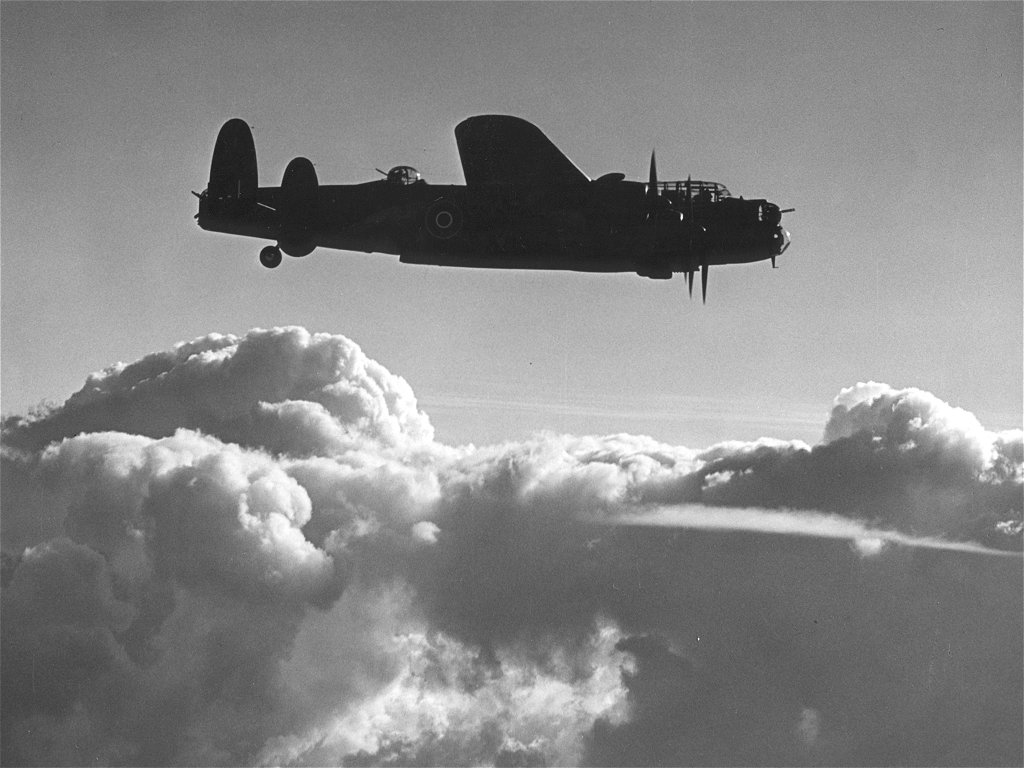
Avro Lancaster

- 9. Januar: Der britische Bomber Avro Lancaster wird im Erstflug getestet. Das Flugzeug wird in der Folge in hoher Stückzahl (7377 Exemplare) für die Royal Air Force hergestellt.
- 12. Februar: Ein Londoner Polizist wird als erster Mensch mit Penicillin behandelt, verstirbt jedoch mehrere Wochen später, da man die Therapie aufgrund unzureichender Vorräte abbrechen muss.
- 19. Februar: Die US-Zeitung Daily News nennt in ihrer Ausgabe ein geländegängiges Fahrzeug „Jeep“.
- 27. April: Im annektierten Reichsgau Wartheland gründen Nationalsozialisten die Reichsuniversität Posen mit einem Bildungsauftrag nach ihren ideologischen Grundsätzen.
- 12. Mai: Konrad Zuse stellt die Rechenmaschine Zuse Z3, einen der ersten funktionsfähigen Digitalrechner weltweit, vor.
- 25. Juli: In Wiener Neudorf erfolgt der erste Spatenstich für das Hauptwerk der Flugmotorenwerke Ostmark.
- Sommer: In einem ägyptischen Steinbruch werden die Tura-Papyri entdeckt.

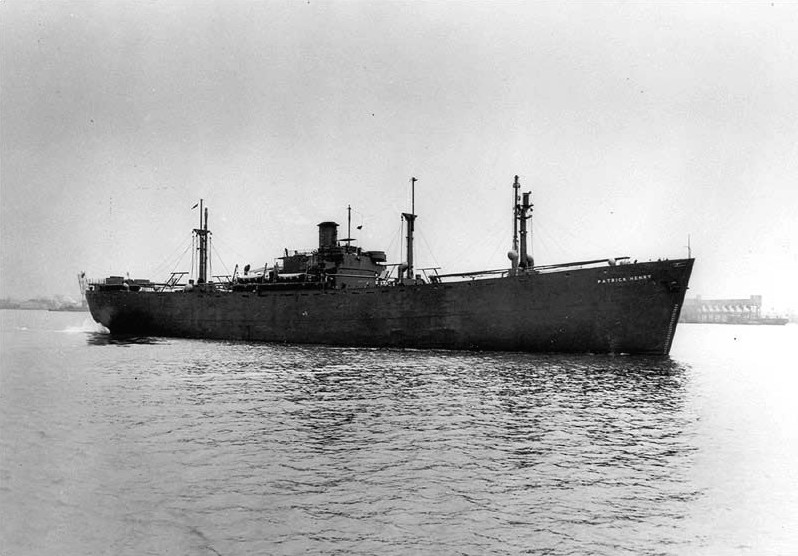
Patrick Henry

- 27. September: In Baltimore läuft mit der Patrick Henry der erste von 2.710 Liberty-Frachtern im Rahmen des Emergency Shipbuilding Programs vom Stapel.

### Kultur

#### Bildende Kunst
- 18. Januar: Das Museu Marítim de Barcelona öffnet für Besucher. Durch den Spanischen Bürgerkrieg hat sich die früher geplante Museumseröffnung verzögert.
- 31. Oktober: Nach 14-jährigen Bauarbeiten wird das Mount Rushmore National Memorial für vollendet erklärt.
- Pablo Picasso malt das Gemälde Dora Maar au Chat.

#### Film

Filmlogo Ohm Krüger

- 4. April: In Berlin hat der NS-Propagandafilm Ohm Krüger mit Emil Jannings in der Titelrolle seine Uraufführung.
- 1. Mai: Im New Yorker Palace Theatre hat Orson Welles’ Film Citizen Kane Premiere.
- 3. Oktober: Der Kriminalfilm The Maltese Falcon von John Huston hat in den USA Premiere. Bei der dritten Verfilmung des gleichnamigen Romans von Dashiell Hammett hat sich der Regisseur in den achtwöchigen Dreharbeiten erstmals nahe an das Original gehalten. Humphrey Bogart spielt die Hauptrolle des hartgesottenen Privatdetektivs Sam Spade. Die Low-Budget-Produktion wird ein großer Erfolg und gilt als die Initialzündung für das Genre des Film Noir.
- 23. Oktober: In New York hat das Filmmusical You’ll Never Get Rich (Reich wirst du nie) mit Rita Hayworth an der Seite von Fred Astaire Premiere.
- 31. Oktober: In Berlin hat Frauen sind doch bessere Diplomaten, der erste deutsche Spielfilm in Farbe, Premiere.
- 14. November: Alfred Hitchcocks Psychothriller Suspicion (Verdacht), mit Cary Grant und Joan Fontaine in den Hauptrollen, hat Premiere.

#### Musik und Theater
- 10. Januar: Das Stück Arsen und Spitzenhäubchen (Arsenic and Old Lace) von Joseph Kesselring hat am Broadway Premiere.
- 15. Januar: Das Quatuor pour la fin du temps (Quartett für das Ende der Zeiten) von Olivier Messiaen wird im Kriegsgefangenenlager Stalag VIII A in Görlitz uraufgeführt.
- 23. Januar: Die Uraufführung des Musicals Lady in the Dark mit Musik von Kurt Weill und den Gesangstexten von Ira Gershwin findet am Alvin Theatre in New York statt. Das Buch stammt von Moss Hart, der auch die Regie übernimmt. In der Originalbesetzung spielen Gertrude Lawrence, Danny Kaye, Macdonald Carey und Victor Mature mit.
- 5. Februar: Die Oper Fürstin Tarakanowa von Boris Blacher wird in Wuppertal uraufgeführt.
- 24. März: Die Schauspielfassung des Romans Native Son von Richard Wright wird unter der Regie von Orson Welles am St. James Theatre in New York uraufgeführt.
- 5. April: Die Uraufführung des Balletts Verklungene Feste von Pia und Pino Mlakar (Libretto und Choreografie) zur Musik von François Couperin in der Bearbeitung von Richard Strauss erfolgt am Nationaltheater München.
- 19. April: Bertolt Brechts Drama Mutter Courage und ihre Kinder wird am Schauspielhaus Zürich uraufgeführt. Der Stoff des Epischen Theaterstücks stammt aus dem Schelmenroman Trutz Simplex oder Lebensbeschreibung der Ertzbetrügerin und Landstörtzerin Courasche von Hans Jakob Christoffel von Grimmelshausen.
- 30. April: Die Uraufführung der Operette Der Reiter der Kaiserin von August Pepöck nach Motiven des Romans Der Kerzlmacher von St. Stephan von Alfons von Czibulka erfolgt am Raimundtheater in Wien.
- 11. Oktober: Die Oper Die Hexe von Passau von Ottmar Gerster wird in Düsseldorf uraufgeführt.
- 18. Oktober: Die deutsche Erstaufführung der Oper Aladin von Kurt Atterberg findet in Chemnitz statt.
- 25. Dezember: In den USA stellt Bing Crosby in einer Radiosendung erstmals das von Irving Berlin stammende Lied White Christmas vor.

### Religion
- 3. Januar: Marcial Maciel gründet die Kongregation Legionäre Christi in Mexiko-Stadt.
- 1. September: Ida Geiger verweigert ihren Kindern den Gang zur Schule und protestiert damit öffentlich und unter Lebensgefahr gegen den Kreuzerlass der Nationalsozialisten. Im Oktober werden die Kreuze in der Schule wieder aufgehängt.

### Katastrophen
- 7. November: Das sowjetische Hospitalschiff Armenija wird im Schwarzen Meer von einer deutschen Heinkel He 111 mit 5000 bis 7000 Menschen an Bord versenkt.
- 13. Dezember: Ein Gletscherabbruch in den Palcacocha-See der peruanischen Anden bewirkt den Zerfall des den See aufstauenden Moränenwalls. Eine rasend ins Tal stürzende Schlammlawine tötet in der 23 Kilometer entfernten Stadt Huaraz etwa 6.000 Menschen.
- Herbst/Winter 1941/1942: Große Hungersnot in Griechenland

Kleinere Unglücksfälle sind in den Unterartikeln von Katastrophe und in der Liste von Katastrophen aufgeführt.

### Natur und Umwelt

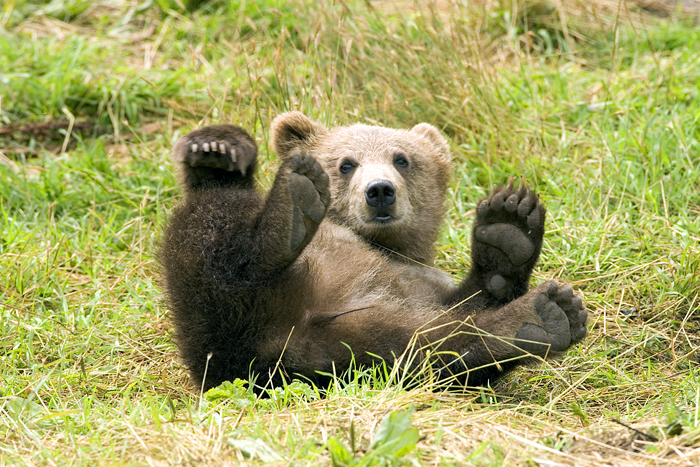
Kodiak National Wildlife Refuge (Braunbär)

- 19. August: Auf der Kodiak-Insel im Golf von Alaska wird das Schutzgebiet Kodiak National Wildlife Refuge gegründet.
- 18./19. September: binnen 24 Stunden treffen sechs Sonnenstürme der Stärke neun, also der höchsten Magnitude, auf die Erde.[2]

### Sport
- 22. Juni: Mit dem SK Rapid Wien gewinnt einmalig in der Geschichte eine österreichische Mannschaft die deutsche Fußballmeisterschaft. Die Wiener besiegen im Endspiel im Berliner Olympiastadion den FC Schalke 04 nach einem 0:3-Rückstand noch mit 4:3.

## Nobelpreise
Nobelpreise wurden im Jahr 1941 nicht verliehen.

## Geboren

### Januar
- 01. Januar: Marco Antonio Andolfi, italienischer Schauspieler († 2018)
- 01. Januar: Simón Andreu, spanischer Schauspieler
- 01. Januar: Joseph Bessala, kamerunischer Boxer († 2010)
- 01. Januar: Fernando Suárez Paz, argentinischer Tango-Violinist († 2020)
- 02. Januar: Johannes Gerster, deutscher Politiker, Vorsitzender der Konrad-Adenauer-Stiftung in Israel († 2021) Johannes Gerster, 2009

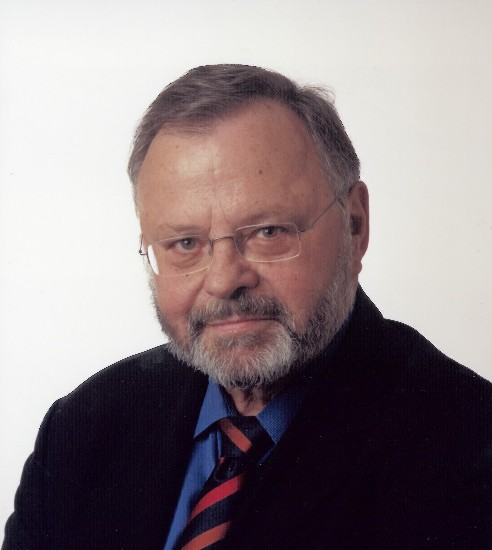
Johannes Gerster, 2009

- 02. Januar: Björgólfur Guðmundsson, isländischer Unternehmer († 2025)
- 02. Januar: Joachim Kath, deutscher Kommunikationswissenschaftler und Buchautor
- 03. Januar: Sergio Hualpa, argentinischer Komponist († 1990)
- 03. Januar: Horst W. Opaschowski, deutscher Erziehungswissenschaftler
- 04. Januar: Wayne Baughman, US-amerikanischer Ringer († 2022)
- 04. Januar: George Pan Cosmatos, griechischer Filmregisseur († 2005)
- 05. Januar: Chuck McKinley, US-amerikanischer Tennisspieler, Wimbledon-Sieger († 1986)
- 05. Januar: Hayao Miyazaki, japanischer Zeichentrickfilmregisseur
- 06. Januar: Philippe Busquin, belgischer Politiker
- 06. Januar: Tamara Lund, finnische Opernsängerin und Schauspielerin († 2005)
- 07. Januar: John Ernest Walker, US-amerikanischer Biochemiker
- 08. Januar: Severino Andreoli, italienischer Radprofi
- 08. Januar: Graham Chapman, britischer Schauspieler und Schriftsteller († 1989)
- 08. Januar: Annette Peacock, US-amerikanische Musikerin
- 08. Januar: Boris Vallejo, US-amerikanischer Illustrator peruanischer Herkunft
- 09. Januar: Joan Baez, US-amerikanische Folk-Sängerin Joan Baez, 2005

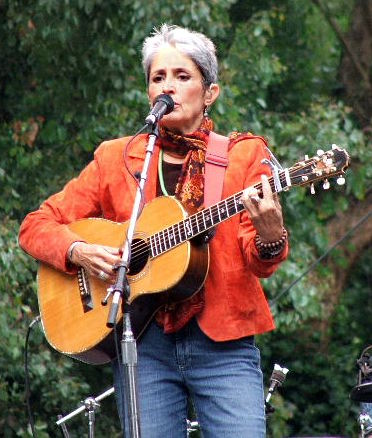
Joan Baez, 2005

- 09. Januar: Ernst Vlcek, österreichischer Science-Fiction-Autor († 2008)
- 10. Januar: Fleurette Campeau, kanadische Fechterin († 2022)
- 10. Januar: Horst Jüssen, deutscher Schauspieler, Regisseur und Autor († 2008)
- 10. Januar: Peter Schmidl, österreichischer Klarinettist († 2025)
- 11. Januar: Shmuel Ashkenasi, israelischer Violinist
- 11. Januar: Georges Claisse, französischer Schauspieler († 2021)
- 11. Januar: Wolf Lepenies, deutscher Soziologe
- 11. Januar: Rašid Šemšedinović, jugoslawischer Eishockeytorwart († 2021)
- 11. Januar: Lawrence Shreeve, kanadischer Wrestler
- 12. Januar: Long John Baldry, britischer Sänger († 2005)
- 12. Januar: Hans Georg Koch, deutscher Komponist († 2005)
- 13. Januar: Eckhard Krautzun, deutscher Fußballtrainer und Fußballspieler
- 13. Januar: Pasqual Maragall, katalanischer Politiker
- 13. Januar: Meinhard Nehmer, deutscher Bobfahrer
- 14. Januar: Faye Dunaway, US-amerikanische Schauspielerin, Regisseurin, Produzentin und Drehbuchautorin Faye Dunaway, 2011

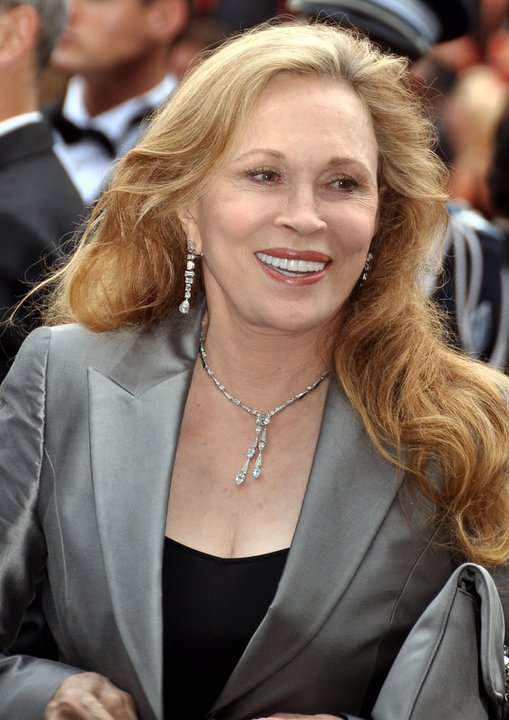
Faye Dunaway, 2011

- 14. Januar: Milan Kučan, jugoslawischer bzw. slowenischer Politiker und Staatsmann
- 14. Januar: Oscar Quiñones Carrillo, peruanischer Schachspieler und -lehrer
- 15. Januar: Geoffrey Beevers, britischer Schauspieler
- 16. Januar: Jan Aust, deutscher Schauspieler, Theaterregisseur und -intendant († 2023)
- 16. Januar: Marcel Honorat Léon Agboton, beninischer Erzbischof († 2023)
- 16. Januar: Ewa Demarczyk, polnische Sängerin und Schauspielerin († 2020)
- 16. Januar: Iris Gusner, deutsche Regisseurin
- 16. Januar: Carlo Maria Viganò, italienischer Geistlicher, ehemaliger Kurienerzbischof
- 17. Januar: Karin Reichert-Frisch, deutsche Leichtathletin
- 18. Januar: Bobby Goldsboro, US-amerikanischer Musiker und Musikproduzent
- 18. Januar: David Ruffin, US-amerikanischer Gospel- und Soulsänger († 1991)
- 19. Januar: Tony Anholt, britischer Schauspieler († 2002)
- 19. Januar: Stan Persky, kanadischer Schriftsteller, Medienkommentator und Hochschuldozent († 2024)
- 20. Januar: Pete Ariel, deutscher Filmregisseur, Filmeditor, Regieassistent und Drehbuchautor († 2012)
- 20. Januar: Giuseppe Arzilli, Staatsoberhaupt von San Marino († 2023)
- 20. Januar: Herbert Christ, deutscher Politiker
- 21. Januar: Plácido Domingo, spanischer Opernsänger (Tenor) Plácido Domingo, 2008

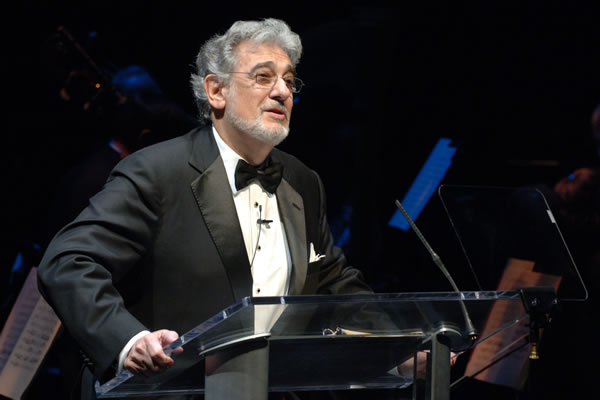
Plácido Domingo, 2008

- 21. Januar: Stathis Giallelis, griechischer Schauspieler
- 21. Januar: Richie Havens, US-amerikanischer Folk-Sänger und Musiker († 2013)
- 21. Januar: Harald Kahl, deutscher Politiker
- 21. Januar: Elaine Showalter, US-amerikanische Feministin und Literaturwissenschaftlerin
- 23. Januar: Dumeng Giovanoli, Schweizer Skirennläufer
- 23. Januar: João Ubaldo Ribeiro, brasilianischer Schriftsteller († 2014)
- 24. Januar: Michael Chapman, britischer Gitarrist († 2021)
- 24. Januar: Neil Diamond, US-amerikanischer Sänger und Songschreiber Neil Diamond, 2007

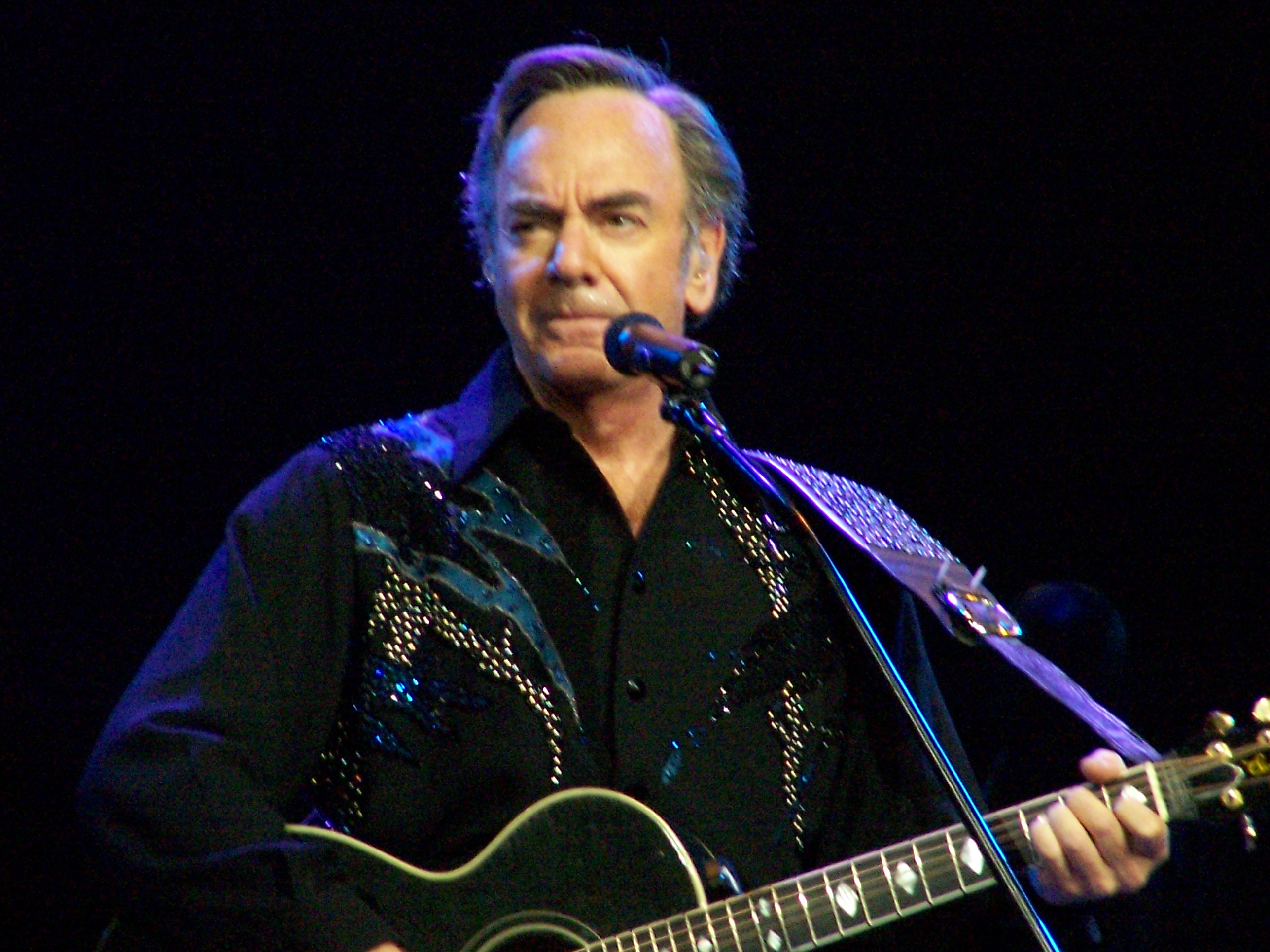
Neil Diamond, 2007

- 24. Januar: Siegfried Kettmann, deutscher Radsportler
- 24. Januar: Aaron Neville, US-amerikanischer Sänger
- 24. Januar: Peter Randt, deutscher Handballspieler
- 24. Januar: Dan Shechtman, israelischer Physiker
- 25. Januar: Sengai Aaliyan, tamilischer Schriftsteller († 2016)
- 25. Januar: Buddy Baker, US-amerikanischer Automobilrennfahrer († 2015)
- 25. Januar: Sara Jenkins, kanadische Schwimmerin († 2020)
- 25. Januar: Siegfried Trotnow, deutscher Frauenarzt und Reproduktionsmediziner († 2004)
- 26. Januar: Kurt Laurenz Metzler, Schweizer Bildhauer († 2024)
- 26. Januar: Jochen Missfeldt, deutscher Schriftsteller
- 26. Januar: Heinrich von Pierer, deutscher Manager
- 26. Januar: Joan A. Steitz, US-amerikanische Biochemikerin
- 27. Januar: Karl Diller, deutscher Politiker
- 27. Januar: Bobby Hutcherson, US-amerikanischer Jazz-Vibraphonist, Xylophon- und Marimbaspieler († 2016)
- 27. Januar: Beatrice Tinsley, eine neuseeländische Astronomin und Kosmologin († 1981)
- 28. Januar: Jochen Busse, deutscher Schauspieler und Kabarettist Jochen Busse, 2005

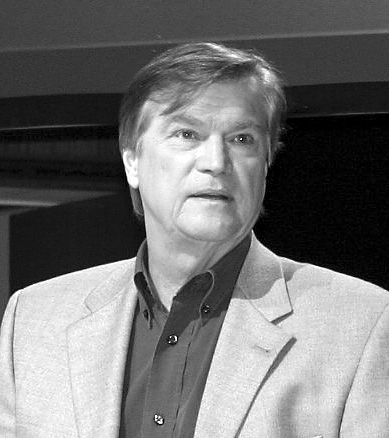
Jochen Busse, 2005

- 28. Januar: Wolfgang Hepp, deutscher Schauspieler
- 28. Januar: King Tubby, jamaikanischer Reggae-Musiker († 1989)
- 28. Januar: Peter Voß, deutscher Journalist
- 29. Januar: Michael Arndt, deutscher Erzbischof
- 29. Januar: Gail Mowry Ashley, US-amerikanische Geologin
- 29. Januar: Sibylle Cramer, deutsche Literaturkritikerin († 2025)
- 29. Januar: Uwe H. Schneider, deutscher Jurist
- 30. Januar: Gregory Benford, US-amerikanischer Science-Fiction-Autor und Physiker
- 30. Januar: Dick Cheney, US-amerikanischer Politiker, Vizepräsident der USA
- 30. Januar: Wolfgang Marguerre, deutscher Unternehmer und Mäzen
- 00. Januar James William Ashton, australischer Polospieler († 2010)

### Februar
- 01. Februar: Karl Dall, deutscher Fernsehmoderator und Komödiant († 2020) Karl Dall, 2008

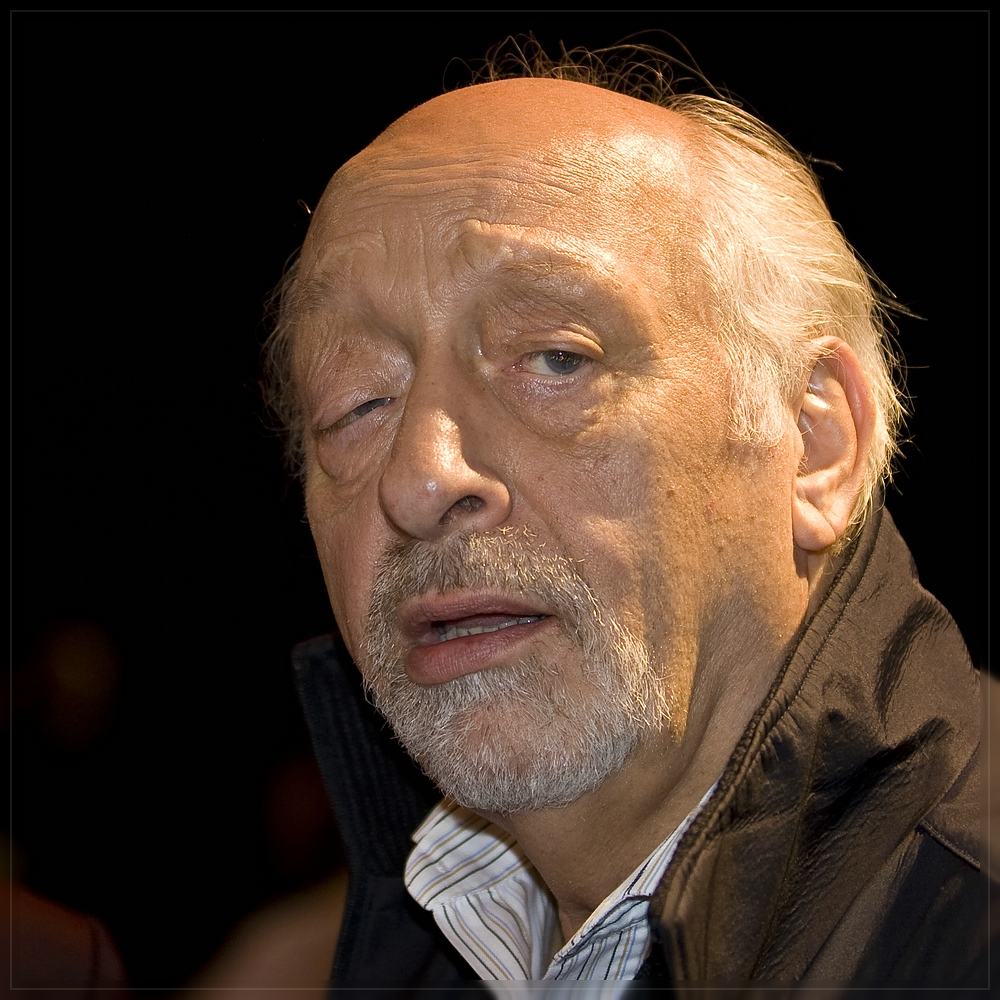
Karl Dall, 2008

- 01. Februar: Anatoli Wassiljewitsch Firsow, russischer Eishockeyspieler († 2000)
- 01. Februar: Jerry Spinelli, Autor von Jugendbüchern und Romanen für junge Erwachsene
- 02. Februar: Bolívar Echeverría, ecuadorianisch-mexikanischer Wissenschaftler, Philosoph und Schriftsteller († 2010)
- 02. Februar: Serge Tcherepnin, US-amerikanischer Komponist
- 03. Februar: Michael Scharang, österreichischer Schriftsteller
- 04. Februar: Wolfgang Buresch, freier Autor, Puppenspieler, Regisseur († 2025)
- 04. Februar: Edina Pop, deutsch-ungarische Schlagersängerin
- 04. Februar: Peter Raue, deutscher Kunstförderer
- 04. Februar: Hubert Straßl, österreichischer Schriftsteller
- 05. Februar: Barrett Strong, US-amerikanischer Songwriter und Sänger († 2023)
- 05. Februar: Kaspar Villiger, Schweizer Politiker
- 05. Februar: Gareth Wyn Williams, britischer Politiker († 2003)
- 06. Februar: Klaus Buchner, deutscher Physiker und ÖDP-Politiker Klaus Buchner

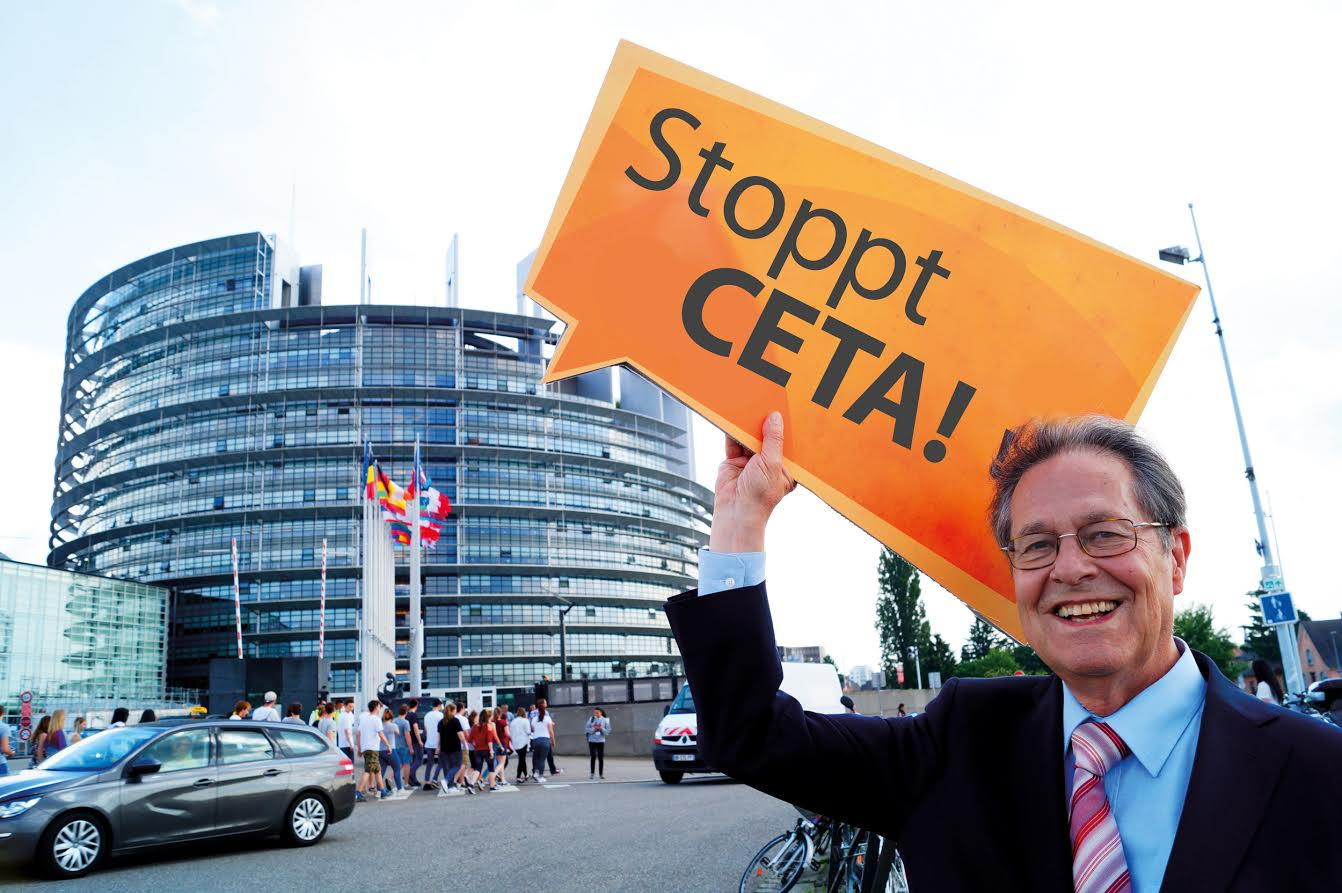
Klaus Buchner

- 07. Februar: Rosemarie Ambé, deutsche Schlagersängerin und Fernsehmoderatorin († 2014)
- 07. Februar: James Roger Prior Angel, US-amerikanischer Astronom
- 07. Februar: Volker Fadinger, deutscher Althistoriker
- 07. Februar: Carlos Ferrero Costa, peruanischer Politiker († 2025)
- 07. Februar: Leslie Lamport, US-amerikanischer Informatiker
- 07. Februar: Dieter Pürschel, deutscher Eishockeytorwart († 2023)
- 08. Februar: Wolfgang Blochwitz, deutscher Fußballspieler († 2005)
- 08. Februar: Nick Nolte, US-amerikanischer Schauspieler Nick Nolte, 2000

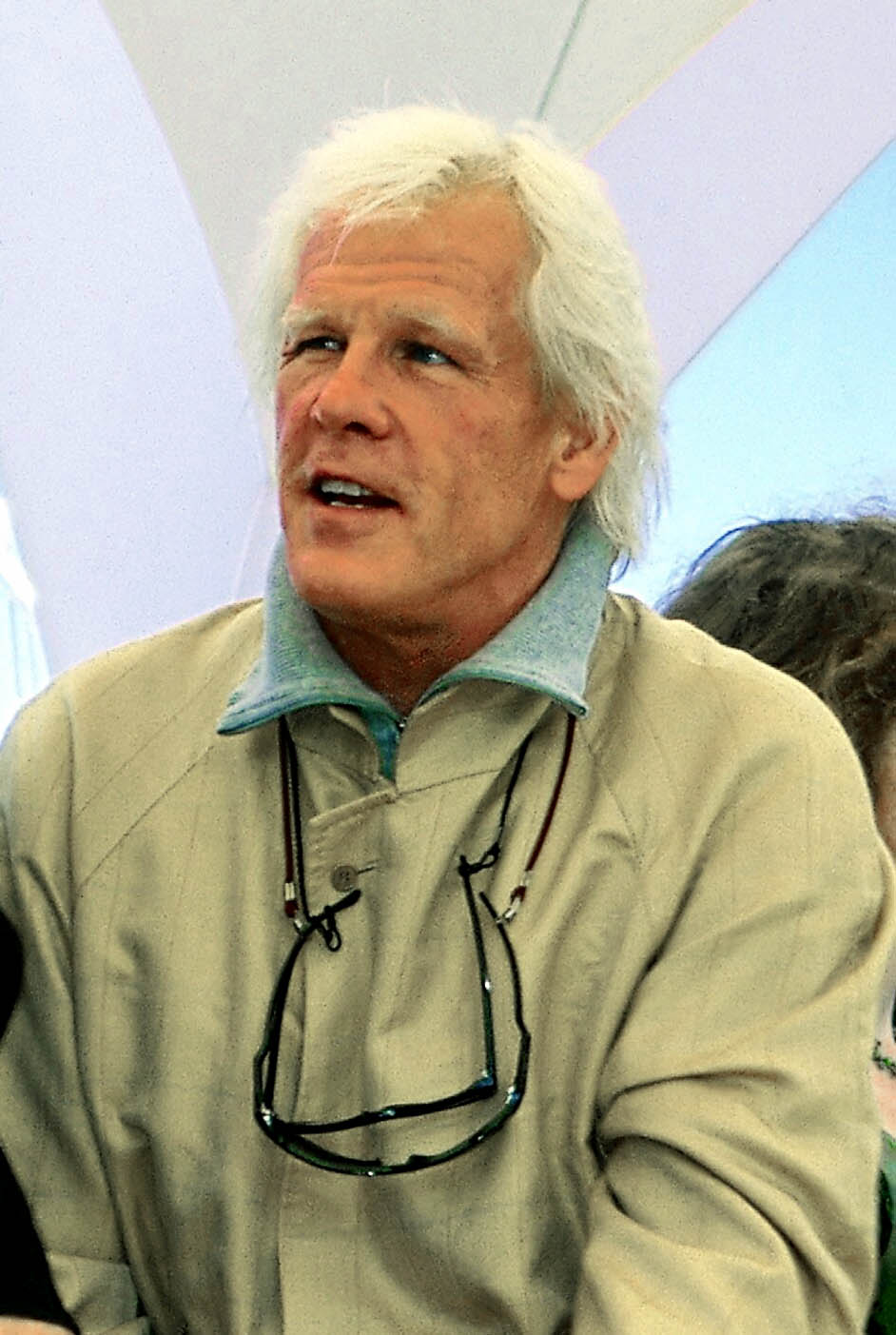
Nick Nolte, 2000

- 09. Februar: Irmlind Berg, bayerische Politikerin (SPD)
- 09. Februar: Norbert Heugel, deutscher Fußballspieler
- 10. Februar: Michael Apted, britischer Regisseur († 2021)
- 10. Februar: Ray Miller, deutscher Schlagersänger († 2024)
- 10. Februar: David Parnas, Pionier der Softwaretechnik
- 10. Februar: Eike von Savigny, deutscher Philosoph
- 11. Februar: Rudolf Brunnenmeier, deutscher Fußballspieler († 2003)
- 11. Februar: Neritan Ceka, albanischer Archäologe und Politiker
- 11. Februar: Sérgio Mendes, brasilianischer Pianist und Arrangeur († 2024)
- 11. Februar: Margot Middelhauve, deutsche Künstlerin
- 12. Februar: Christoph Höhne, deutscher Leichtathlet
- 12. Februar: Bruno Lawrence, englischer Musiker und Schauspieler († 1995)
- 12. Februar: Queen Esther Marrow, US-amerikanische Gospel-Sängerin
- 12. Februar: Binjamin Wilkomirski, Schweizer Autor
- 12. Februar: Amado Palacios, mexikanischer Fußballspieler († 2025)
- 13. Februar: Percy Barnevik, schwedischer Manager († 2025)
- 13. Februar: Konrad Gilges, deutscher Politiker
- 13. Februar: Walter Hirche, deutscher Politiker
- 13. Februar: Heidi Horten, österreichische Kunstsammlerin († 2022)
- 13. Februar: Peter Noelke, deutscher Archäologe († 2025)
- 13. Februar: Sigmar Polke, deutscher Maler († 2010)
- 13. Februar: Samuel Rhodes, US-amerikanischer Bratschist, Komponist und Musikpädagoge
- 13. Februar: Bo Svenson, US-amerikanischer Schauspieler
- 14. Februar: Big Jim Sullivan, britischer Gitarrist († 2012)
- 15. Februar: Florinda Bolkan, brasilianische Schauspielerin
- 15. Februar: Klaus Matthiesen, deutscher Politiker († 1998)
- 15. Februar: Peter Reusse, deutscher Schauspieler und Schriftsteller († 2022)
- 16. Februar: Josef Schnusenberg, deutscher Steuerberater und Fußballfunktionär († 2024)
- 17. Februar: Heidi Biebl, deutsche Skirennläuferin und Olympiasiegerin († 2022) Heidi Biebl, 1960

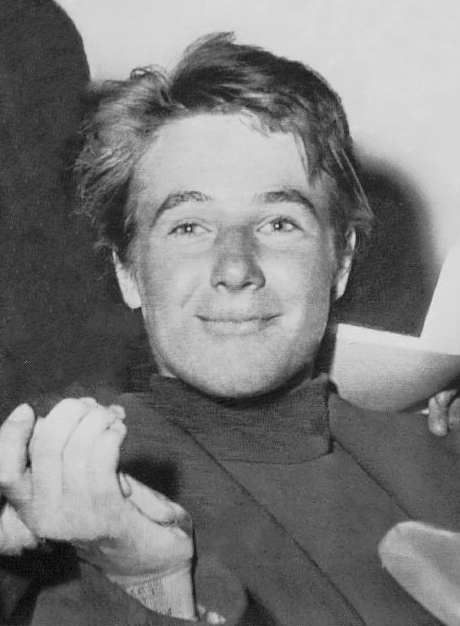
Heidi Biebl, 1960

- 17. Februar: Julia McKenzie, britische Schauspielerin
- 18. Februar: Lajos Dudas, deutsch-ungarischer Jazz-Klarinettist
- 18. Februar: David Thomson, britischer Filmkritiker
- 19. Februar: Carlos Roqué Alsina, argentinischer Komponist († 2023)
- 19. Februar: David Gross, US-amerikanischer Physiker und Träger des Nobelpreises für Physik
- 19. Februar: Hil Kabashi, albanischer römisch-katholischer Bischof
- 19. Februar: Imre Szöllősi, ungarischer Kanute († 2022)
- 20. Februar: Alexander Gauland, deutscher Jurist, Publizist und Politiker
- 20. Februar: Siegfried „Sigi“ Hupfauer, deutscher Bergsteiger
- 20. Februar: Lim Kit Siang, malaiischer Politiker
- 20. Februar: Dave Manders, US-amerikanischer American-Football-Spieler
- 20. Februar: Buffy Sainte-Marie, kanadische Musikerin, Komponistin und Darstellende Künstlerin
- 21. Februar: Nojim Maiyegun, nigerianischer Boxer († 2024)
- 21. Februar: Heinrich Zankl, deutscher Humanbiologe und Sachbuchautor
- 22. Februar: Giorgos Arvanitis, griechischer Kameramann
- 22. Februar: Jack Darcus, kanadischer Regisseur, Drehbuchautor, Maler und Schriftsteller
- 22. Februar: Günter Fischer, deutscher Politiker und MdL
- 22. Februar: Rafael Hipólito Mejía Domínguez, Präsident der Dominikanischen Republik
- 22. Februar: Jürgen Nöldner, deutscher Fußballspieler († 2022)
- 22. Februar: Jean-Pierre Rouget, französischer Automobilrennfahrer
- 25. Februar: Pierluigi Cera, italienischer Fußballspieler
- 25. Februar: Jutta Oesterle-Schwerin, deutsche Politikerin
- 26. Februar: Katharina Bott, deutsche Kunsthistorikerin
- 26. Februar: Wolfram Lindner, deutscher Radsporttrainer († 2010)
- 26. Februar: Jobst Plog, deutscher Intendant des NDR
- 26. Februar: Keith Thomson, neuseeländischer Cricket- und Hockeyspieler († 2023)
- 26. Februar: Hagen Tschoeltsch, deutscher Politiker, MdL
- 27. Februar: Paddy Ashdown, britischer Politiker († 2018)
- 27. Februar: Rudolf Kraus, deutscher Politiker († 2018)
- 27. Februar: Gabriel Zubeir Wako, Erzbischof von Khartum und Kardinal

### März
- 01. März: Hans Lagerwall, schwedischer Fechter († 2022)
- 01. März: Sulejman Halil Mato, albanischer Schriftsteller
- 01. März: Franklin Zielski, kanadischer Ruderer († 2021)
- 03. März: Jutta Hoffmann, deutsche Bühnen- und Filmschauspielerin
- 03. März: Eero Tapio, finnischer Ringer († 2022)
- 03. März: John Curtis Thomas, US-amerikanischer Leichtathlet († 2013)
- 04. März: John Aprea, US-amerikanischer Schauspieler († 2024)
- 04. März: David Darling, US-amerikanischer Musiker († 2021)
- 04. März: Adrian Lyne, britischer Regisseur
- 06. März: Peter Brötzmann, deutscher Jazzmusiker († 2023)
- 06. März: Dieter Rexroth, deutscher Musikwissenschaftler und Dramaturg († 2024)
- 07. März: Ralph Bryans, britischer Motorradrennfahrer († 2014)
- 07. März: Heinz Fraas, deutscher Politiker
- 07. März: Peter Schuster, österreichischer Chemiker
- 07. März: Manfred Seipold, deutscher Schauspieler und Synchronsprecher († 1989)
- 08. März: Ivana Loudová, tschechische Komponistin († 2017)
- 08. März: Alexei Nikolajewitsch Mischin, russischer Eiskunstläufer und Eiskunstlauftrainer Alexei Mischin

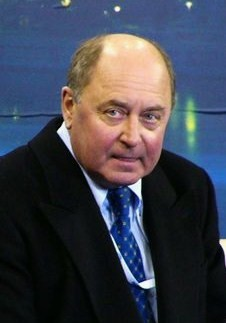
Alexei Mischin

- 08. März: Wilfrid Fox Kardinal Napier, Erzbischof von Durban
- 09. März: Norbert Langer, deutscher Schauspieler und Synchron- und Hörspielsprecher
- 09. März: Wolfgang Schröder, österreichisch-deutscher Forstwissenschaftler
- 10. März: Péter Mansfeld, ungarischer Schüler und Opfer der kommunistischen Justiz in Ungarn († 1959)
- 11. März: Tim Johnston, britischer Leichtathlet († 2021)
- 12. März: Erkki Salmenhaara, finnischer Komponist und Musikwissenschaftler († 2002)
- 13. März: Heinrich Burger, deutscher Fernschachgroßmeister
- 13. März: John Clark, schottischer Fußballspieler († 2025)
- 14. März: James R. Clapper, US-amerikanischer Geheimdienstdirektor
- 14. März: Malcolm Douglas, australischer Tierfilmer († 2010)
- 14. März: Sarhad Jammo, irakischer chaldäisch-katholischer Bischof († 2025)
- 14. März: Jürgen Knieper, deutscher Komponist von Filmmusik
- 14. März: Wolfgang Petersen, deutscher Filmregisseur und Produzent († 2022) Wolfgang Petersen, 2006

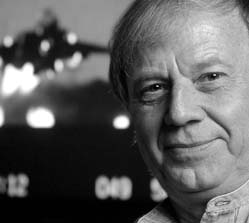
Wolfgang Petersen, 2006

- 15. März: Gudrun Brüne, deutsche Malerin († 2025)
- 15. März: Jean-Louis Lafosse, französischer Automobilrennfahrer († 1981)
- 15. März: Mike Love, US-amerikanischer Musiker
- 16. März: Bernardo Bertolucci, italienischer Filmregisseur († 2018)
- 16. März: Robert Guéï, militärischer Führer von Côte d’Ivoire († 2002)
- 17. März: Paul Kantner, US-amerikanischer Rockmusiker († 2016)
- 18. März: Wolfgang Bauer, österreichischer Schriftsteller des Forum Stadtpark († 2005)
- 18. März: Wilson Pickett, US-amerikanischer Soul-Sänger († 2006)
- 19. März: Bruno Leonardo Gelber, argentinischer Pianist
- 19. März: Ole Nydahl, dänischer Buddhist
- 19. März: Tommi Piper, deutscher Schauspieler und Synchronsprecher
- 20. März: Gianfranco Lombardi, italienischer Basketballspieler und -trainer († 2021)
- 21. März: Violeta Andrei, rumänische Schauspielerin
- 21. März: Hubert Deittert, deutscher Politiker und Bundestagsabgeordneter († 2020)
- 21. März: Dirk Frimout, belgischer Astronaut
- 21. März: Hannu Taina, finnischer Designer und Illustrator († 2025)
- 22. März: Bruno Ganz, Schweizer Schauspieler († 2019)
- 24. März: Leopold Auburger, deutscher Sprachwissenschaftler
- 24. März: Karl Blessing, deutscher Verleger († 2005)
- 24. März: Mara Cruz, spanische Schauspielerin
- 24. März: Ulrich Parzany, deutscher Theologe, Evangelist, Leiter CVJM und ProChrist
- 25. März: Richard Agreiter, österreichischer Bildhauer
- 25. März: Erhard Busek, österreichischer Politiker († 2022)
- 25. März: Mathias Gnädinger, Schweizer Schauspieler († 2015)
- 25. März: Gunter Pleuger, deutscher Diplomat
- 25. März: Gerd Poppe, Bürgerrechtler und Minister ohne Geschäftsbereich der DDR († 2025)
- 26. März: Richard Dawkins, englischer Zoologe, Ethologe und Evolutionsbiologe Richard Dawkins, 2010

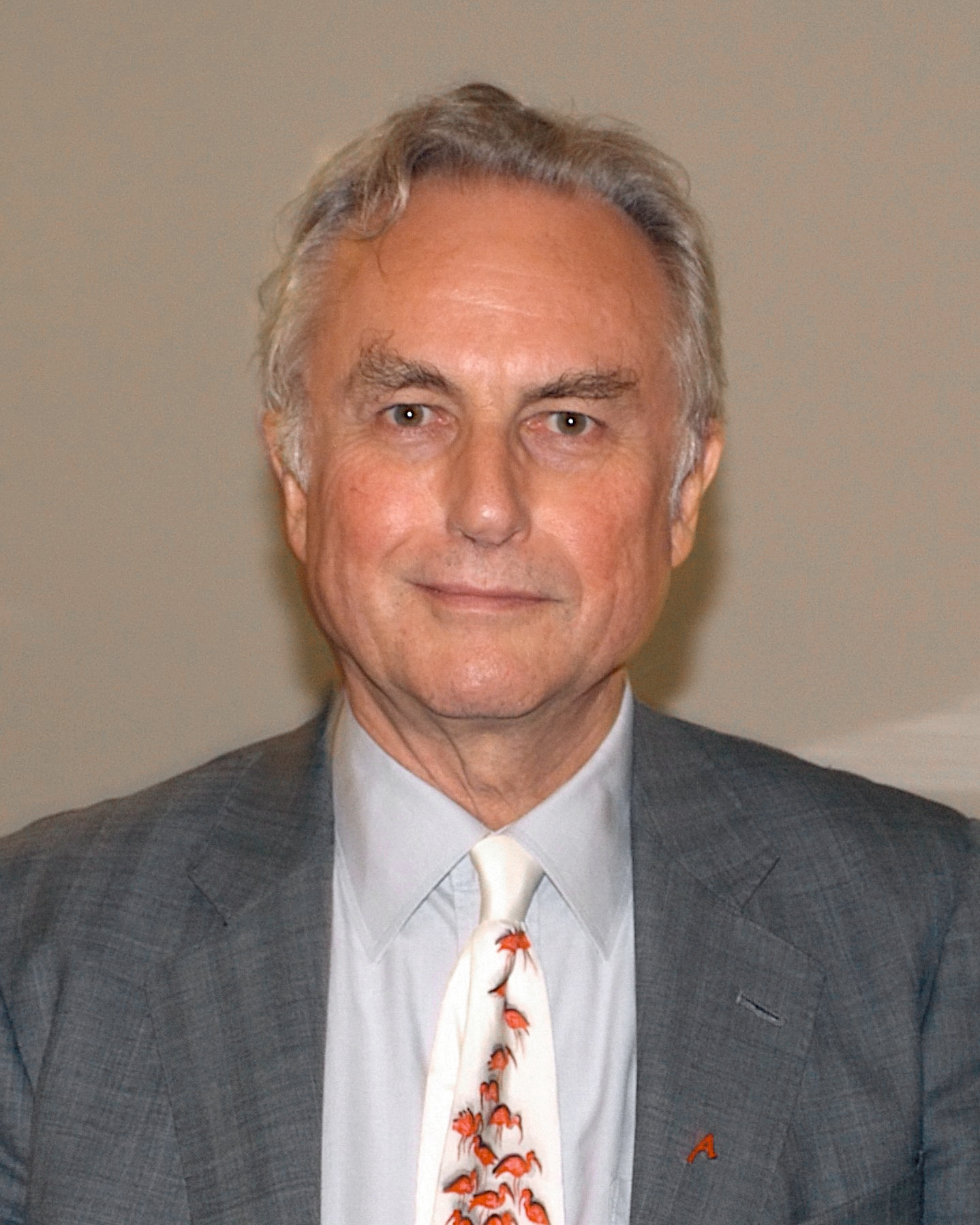
Richard Dawkins, 2010

- 27. März: Kurt Felix, Fernsehmoderator und Fernsehjournalist († 2012)
- 27. März: Ivan Gašparovič, slowakischer Politiker und Staatspräsident
- 27. März: Liese Prokop, österreichische Politikerin († 2006)
- 28. März: Holger Bartsch, deutscher Politiker
- 28. März: Alf Clausen, US-amerikanischer Komponist († 2025)
- 28. März: Detlev Ganten, Facharzt für Pharmakologie und molekulare Medizin
- 28. März: Peter Hladik, deutscher Schauspieler
- 28. März: Zsuzsanna Sirokay, ungarische Pianistin
- 28. März: Rolf Zacher, deutscher Schauspieler († 2018)
- 29. März: Renato Corsetti, Vorsitzender der UEA († 2025)
- 29. März: Julio César Cortés, uruguayischer Fußballspieler († 2025)
- 29. März: Peter Sadler, britischer Automobilrennfahrer († 2009)
- 29. März: Bruno Simma, deutscher Völkerrechtler
- 29. März: Joseph Hooton Taylor Jr., US-amerikanischer Astrophysiker und Nobelpreisträger
- 30. März: André de Cortanze, französischer Rennwagenkonstrukteur und Automobilrennfahrer
- 30. März: Kurt Pfammatter, Schweizer Eishockeyspieler († 2022)
- 31. März: Mirla Castellanos, venezolanische Sänger
- 31. März: Heinz Putzhammer, deutscher Volksschullehrer, Mitglied des DGB und des Nationalen Ethikrat († 2006)

### April
- 01. April: David Childs, US-amerikanischer Architekt († 2025)
- 02. April: Heinz Hermann Thiele, deutscher Unternehmer († 2021)
- 03. April: Eric Braeden, US-amerikanischer Schauspieler
- 03. April: Joel Krosnick, US-amerikanischer Cellist, Kammermusiker und Musikpädagoge († 2025)
- 03. April: Roland W., deutscher Schlagersänger († 2009)
- 04. April: Angelica Domröse, deutsche Schauspielerin
- 04. April: Helme Heine, deutscher Schriftsteller
- 04. April: Siegfried Schmalzriedt, deutscher Hochschullehrer und Musikwissenschaftler († 2008)
- 05. April: Hans-Werner Bussinger, deutscher Schauspieler († 2009)
- 05. April: Renate Heymer, deutsche Schauspielerin
- 05. April: Dave Swarbrick, britischer Geiger († 2016)
- 06. April: Hans W. Geißendörfer, deutscher Regisseur, Autor und Produzent Hans W. Geißendörfer, 2009

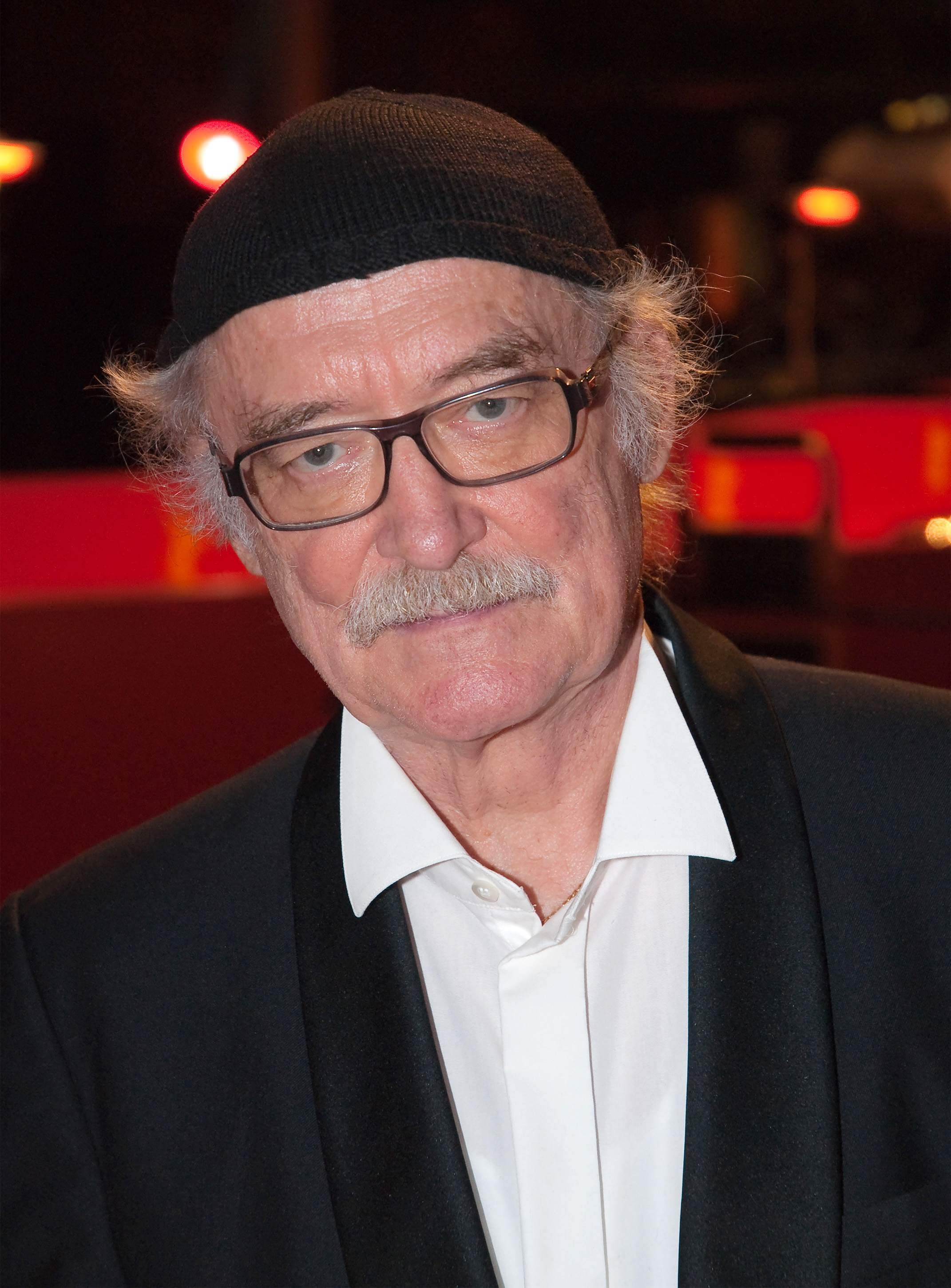
Hans W. Geißendörfer, 2009

- 06. April: Gheorghe Zamfir, rumänischer Panflöten-Virtuose
- 07. April: Kristin Tüttenberg, Richterin am Bundessozialgericht
- 07. April: Heinz Zuber, deutscher Schauspieler
- 08. April: Astrīda Kairiša, sowjetische bzw. lettische Schauspielerin († 2021)
- 08. April: Monika Krause-Fuchs, deutsche Politikerin und Sexualwissenschaftlerin in Kuba († 2019)
- 08. April: Vivienne Westwood, englische Modedesignerin († 2022)
- 09. April: Hansjörg Bräumer, deutscher evangelischer Theologe († 2025)
- 09. April: Amos Johnson, US-amerikanischer Automobilrennfahrer
- 10. April: Jamie Reid, kanadischer Dichter, Schriftsteller und Kunst-Aktivist († 2015)
- 10. April: Gilles de Robien, französischer Politiker
- 10. April: Paul Theroux, US-amerikanischer Reiseschriftsteller
- 10. April: Martin Waddell, britischer Schriftsteller
- 11. April: Benno Hurt, deutscher Schriftsteller, Fotograf und Jurist
- 11. April: Lewis E. Platt, US-amerikanischer Manager († 2005)
- 11. April: Karsten Voigt, deutscher Politiker
- 12. April: Dieter Auch, deutscher Politiker
- 12. April: Bobby Moore, englischer Fußballspieler († 1993)
- 12. April: Iain Quarrier, kanadischer Schauspieler
- 13. April: Michael Stuart Brown, US-amerikanischer Genetiker
- 13. April: Jean-Marc Reiser, französischer Comiczeichner († 1983)
- 14. April: Landolf Scherzer, deutscher Schriftsteller und Publizist
- 14. April: Ingrid Smejkal, österreichische Politikerin († 2017)
- 15. April: Jochen van Aerssen, deutscher Politiker († 1992)
- 15. April: Roland Astor, österreichischer Schauspieler, Musicaldarsteller, Hörspielsprecher und Synchronsprecher († 2024)
- 15. April: Ulrich Heising, deutscher Regisseur († 2013)
- 15. April: Klaus Stiller, deutscher Schriftsteller († 2024)
- 16. April: Alois Büchel, Liechtensteiner Theaterintendant, Regisseur und Sportler
- 16. April: Roberto Poggiali, italienischer Radrennfahrer
- 17. April: Fritz von Friedl, österreichischer Schauspieler und Sprecher († 2024)
- 17. April: Adolphus Hailstork, US-amerikanischer Komponist und Musikpädagoge
- 18. April: Michael D. Higgins, irischer Politiker und Dichter, amtierender irischer Staatspräsident
- 19. April: Edit Buchholz, deutsche Tischtennisspielerin († 2024)
- 19. April: Leopoldo Igarza, venezolanischer Komponist, Gitarrist und Musikpädagoge
- 19. April: Jürgen Kocka, deutscher Sozialhistoriker
- 20. April: Alewtina Wiktorowna Aparina, russische Politikerin († 2013)
- 20. April: Ryan O’Neal, US-amerikanischer Schauspieler († 2023)
- 20. April: Friedhelm Prayon, deutscher Archäologe
- 21. April: David Boren, US-amerikanischer Politiker († 2025)
- 21. April: Harry Miller, südafrikanischer Jazzbassist († 1983)
- 21. April: Michael Succow, deutscher Biologe
- 22. April: Hans Robert Hansen, deutsch-österreichischer Wirtschaftswissenschaftler und Wirtschaftsinformatiker
- 22. April: Amir Pnueli, israelischer Informatiker († 2009)
- 22. April: Michael Schulte, deutscher Schriftsteller und literarischer Übersetzer († 2019)
- 23. April: Jacqueline Boyer, französische Chanson- und Schlagersängerin
- 23. April: Hal Daub, US-amerikanischer Politiker (Republikanische Partei)
- 23. April: Arie den Hartog, niederländischer Radrennfahrer († 2018)
- 24. April: Rolf Grimm, deutscher Fußballspieler
- 24. April: Richard Holbrooke, US-amerikanischer Diplomat († 2010)
- 24. April: John Christopher Williams, australischer Gitarrist
- 25. April: Werner Enke, deutscher Schauspieler und Autor
- 25. April: Markus Lüpertz, deutscher Maler
- 25. April: Walter Mixa, deutscher römisch-katholischer Bischof und katholischer Militärbischof Walter Mixa, 2008

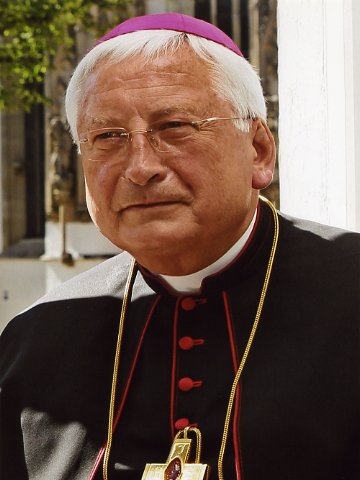
Walter Mixa, 2008

- 25. April: Rudolf Růžička, tschechischer Komponist († 2022)
- 25. April: Bertrand Tavernier, französischer Filmregisseur († 2021)
- 26. April: Claudine Auger, französische Schauspielerin († 2019)
- 26. April: Regine Hildebrandt, deutsche Biologin und Politikerin († 2001)
- 27. April: Norbert A’Campo, niederländischer Mathematiker
- 27. April: Lutz Ackermann, deutscher Bildhauer
- 27. April: Henning Brümmer, deutscher Brigadegeneral des Heeres der Bundeswehr († 2017)
- 27. April: Peter Ensikat, deutscher Schriftsteller und Kabarettist († 2013)
- 27. April: Friedrich Goldmann, deutscher Komponist und Dirigent († 2009)
- 27. April: Fethullah Gülen, türkisch-islamischer Gelehrter († 2024)
- 27. April: Aminata Sow Fall, senegalesische Schriftstellerin
- 28. April: Horst Adler, österreichischer Prähistoriker
- 28. April: Lucien Aimar, französischer Radrennfahrer
- 28. April: Ann-Margret, schwedische Schauspielerin Ann-Margret, 1988

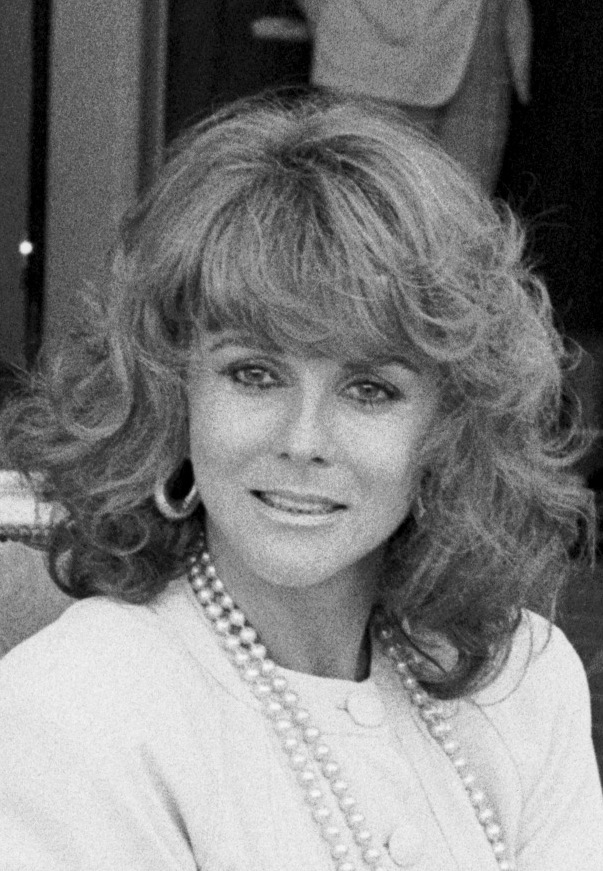
Ann-Margret, 1988

- 28. April: Irina Asmus, sowjetische Schauspielerin und Zirkusdarstellerin († 1986)
- 28. April: Peter Kunter, deutscher Fußballspieler († 2024)
- 28. April: Philippe Vidal, französischer Automobilrennfahrer
- 29. April: Toney Anaya, US-amerikanischer Politiker
- 29. April: Nana Caymmi, brasilianische Sängerin († 2025)
- 29. April: Hanne Darboven, deutsche Konzeptkünstlerin († 2009)
- 30. April: Sean Arnold, britischer Schauspieler († 2020)
- 30. April: Stavros Dimas, griechischer Politiker und EU-Kommissar für Umweltpolitik
- 30. April: Bruno Franceschetti, italienischer Turner († 2025)
- 30. April: Luis Antonio García Navarro, spanischer Dirigent († 2001)
- 30. April: Heinz Prüller, österreichischer Journalist

### Mai
- 01. Mai: Jorge Felix Arrate MacNiven, chilenischer Politiker
- 02. Mai: Tony Adamowicz, US-amerikanischer Automobilrennfahrer († 2016)
- 02. Mai: Elvira Hoffmann, deutsche Schriftstellerin
- 02. Mai: Eddy Louiss, französischer Jazzpianist und -organist († 2015)
- 02. Mai: Jules Albert Wijdenbosch, surinamischer Politiker († 2025)
- 03. Mai: Dieter Borchmeyer, deutscher Literaturwissenschaftler
- 03. Mai: Nona Gaprindaschwili, georgische Schachspielerin
- 03. Mai: Jochen Dieter Range, deutscher Baltist († 2025)
- 03. Mai: Dave Robinson, US-amerikanischer American-Football-Spieler
- 04. Mai: David LaFlamme, US-amerikanischer Rockgeiger († 2023)
- 04. Mai: Kay Nehm, deutscher Jurist, Generalbundesanwalt
- 04. Mai: Joachim Wanke, deutscher Bischof
- 05. Mai: Ingvild Goetz, deutsche Kunstsammlerin und Kuratorin
- 05. Mai: Georg Hamburger, deutscher Politiker und CDU-Mitglied († 2024)
- 05. Mai: Alexander Pawlowitsch Ragulin, russischer Eishockeyspieler († 2004)
- 06. Mai: Gena Dimitrowa, bulgarische Opernsängerin († 2005)
- 06. Mai: Ivica Osim, jugoslawischer Fußballspieler und Trainer († 2022)
- 08. Mai: Robert Ian Moore, britischer Historiker († 2025)
- 08. Mai: Friedrich Seifert, deutscher Mineraloge und Geophysiker
- 09. Mai: Hinrich Enderlein, deutscher Politiker

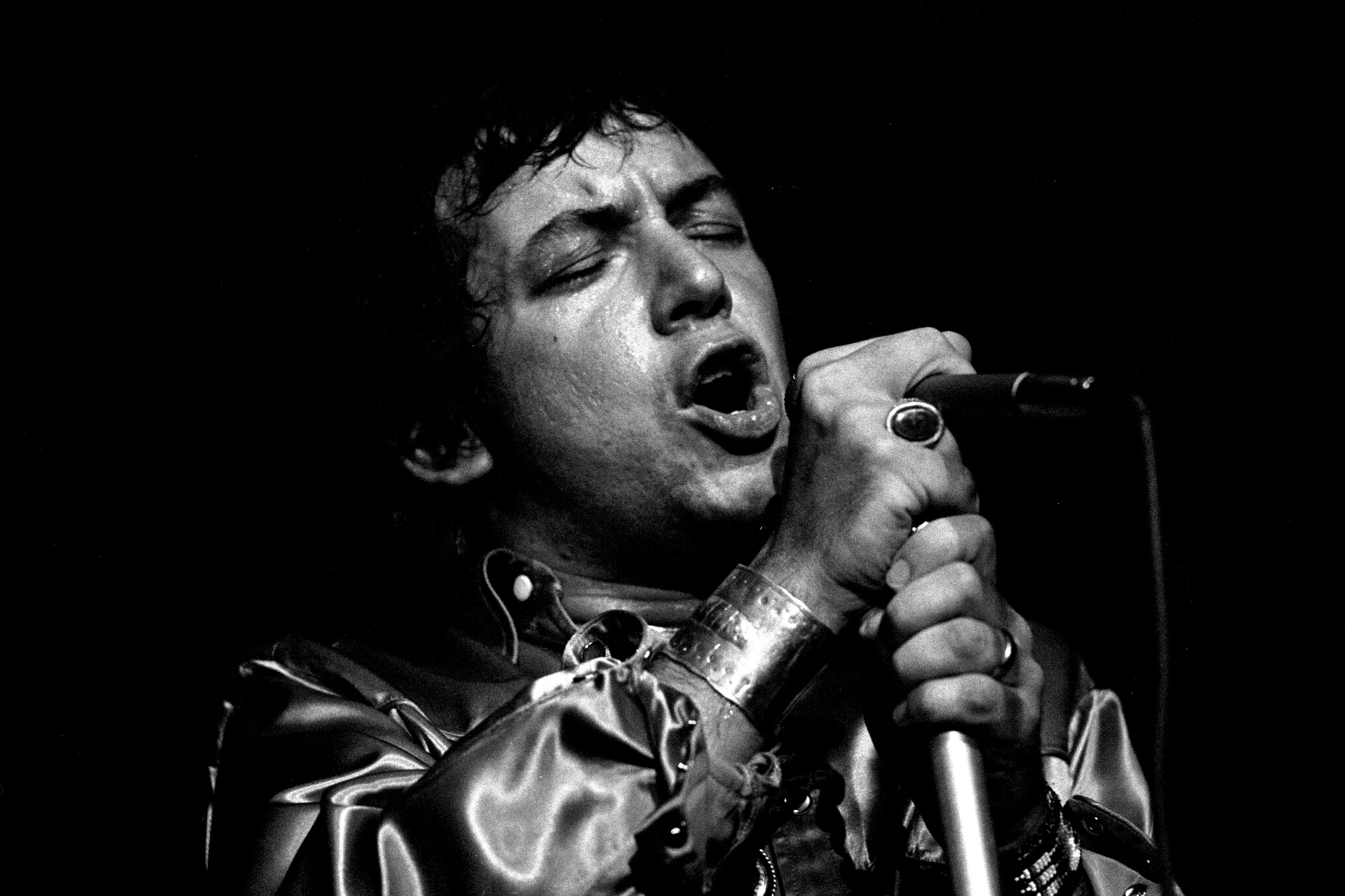
Eric Burdon, 1973

- 11. Mai: Alexander Bergenthal, deutscher Brigadegeneral des Heeres der Bundeswehr († 1992)
- 11. Mai: Eric Burdon, britischer Rocksänger (The Animals)
- 12. Mai: Katalin Benkő, ungarische Kanutin († 2023)
- 12. Mai: Erik Zimen, schwedischer Biologe († 2003)
- 13. Mai: Hademar Bankhofer, österreichischer Journalist

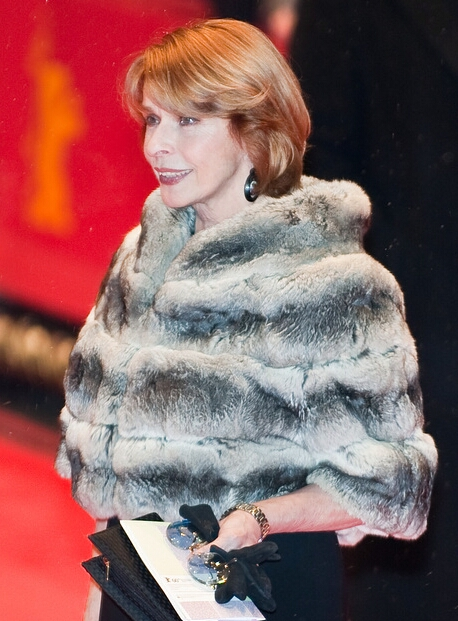
Senta Berger, 2010

- 13. Mai: Senta Berger, österreichische Schauspielerin und Filmproduzentin
- 13. Mai: Heinrich Bolleter, Bischof der evangelisch-methodistischen Kirche Mittel- und Südeuropa
- 13. Mai: Joe Brown, britischer Musiker
- 13. Mai: Imca Marina, niederländische Sängerin
- 13. Mai: Ritchie Valens, US-amerikanischer Rock-’n’-Roll-Musiker († 1959)
- 14. Mai: Habib Galhia, tunesischer Boxer († 2011)
- 14. Mai: Hernán Godoy, chilenischer Fußballspieler und -trainer († 2025)
- 14. Mai: Ada den Haan, niederländische Schwimmerin († 2023)
- 15. Mai: Jürgen Gosch, deutscher Unternehmer
- 15. Mai: Francisco Valada, portugiesischer Radrennfahrer († 2021)
- 15. Mai: Hans Weber, deutscher Motorsportler († 1969)
- 17. Mai: Csilla von Boeselager, Mitbegründerin des ungarischen Malteser-Caritas-Dienstes († 1994)
- 17. Mai: Earl Benjamin Nelson, US-amerikanischer Politiker
- 18. Mai: Malcolm Sim Longair, schottischer Astronom
- 18. Mai: Mauricio de Narváez, kolumbianischer Automobilrennfahrer und Rennstallbesitzer
- 18. Mai: Wolfgang Senff, deutscher Politiker
- 19. Mai: Ritt Bjerregaard, dänische sozialdemokratische Politikerin († 2023)
- 19. Mai: Nora Ephron, US-amerikanische Drehbuchautorin und Filmregisseurin († 2012)
- 19. Mai: John Fletcher, britischer Musiker († 1987)
- 19. Mai: Heinz Oberhummer, österreichischer Physiker († 2015)
- 20. Mai: Goh Chok Tong, Premierminister von Singapur und Generalsekretär der People’s Action Party (PAP)
- 20. Mai: Josef Schwarz, deutscher Leichtathlet
- 20. Mai: Peter Sefrin, deutscher Arzt und Persönlichkeit der Notfall- und Katastrophenmedizin
- 21. Mai: Erhard Ahmann, deutscher Fußballspieler und Trainer († 2005)
- 21. Mai: Martin Carthy, britischer Folksänger, -gitarrist und Mandolinespieler
- 21. Mai: Norbert Klaus Fuchs, deutscher Autor, Herausgeber und Verleger
- 22. Mai: Donald Harman Akenson, US-amerikanischer Historiker und Schriftsteller
- 22. Mai: Martha Langbein, deutsche Leichtathletin
- 23. Mai: Otto Andrae, schweizerischer Trompeten- und Posaunenspieler († 2021)
- 23. Mai: Roderik de Man, niederländischer Komponist
- 23. Mai: Ernst Schubert, deutscher Historiker († 2006)

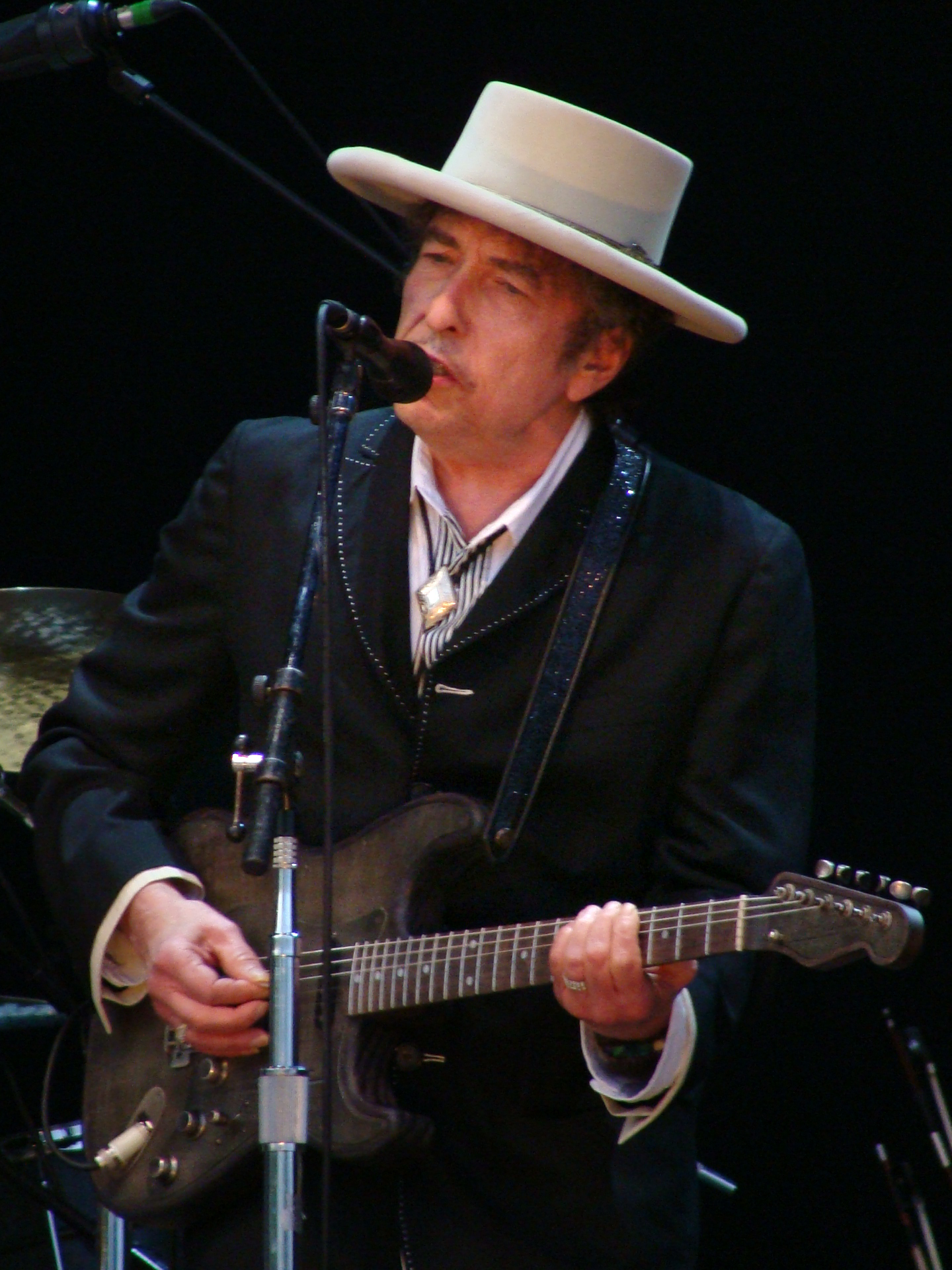
Bob Dylan, 2010

- 24. Mai: Bob Dylan, US-amerikanischer Folk- und Rockmusiker
- 25. Mai: Winfried Bölke, deutscher Radrennfahrer († 2021)
- 25. Mai: Oleg Dal, sowjetischer Schauspieler († 1981)
- 25. Mai: Vladimir Voronin, moldawischer Politiker und Staatspräsident von Moldawien
- 26. Mai: Aldrich Ames, CIA-Angestellter und Doppelagent
- 26. Mai: Giorgio Ariani, italienischer Komiker und Schauspieler († 2016)
- 27. Mai: Gisela Bock, bayerische Politikerin
- 28. Mai: Guntram Vesper, deutscher Schriftsteller und Dichter († 2020)
- 29. Mai: Inger Reidun Aufles, norwegische Skilangläuferin
- 29. Mai: Pepi Bader, deutscher Bobfahrer († 2021)
- 29. Mai: David McHugh, US-amerikanischer Komponist
- 29. Mai: Doug Scott, britischer Extrembergsteiger († 2020)
- 29. Mai: Bob Simon, US-amerikanischer CBS-Korrespondent († 2015)
- 30. Mai: Detlev Blanke, deutscher Dozent für Interlinguistik († 2016)
- 30. Mai: José Luís Encarnação, portugiesischer Informatiker
- 30. Mai: Heribert Faßbender, deutscher Sportjournalist
- 31. Mai: Wolfgang Fahrian, deutscher Fußballspieler († 2022)
- 31. Mai: Roland Girtler, österreichischer Soziologe, Kulturanthropologe und Philosoph
- 31. Mai: Hans Neuenfels, deutscher Schriftsteller, Librettist, Theater- und Opernregisseur († 2022)
- 31. Mai: William D. Nordhaus, US-amerikanischer Wirtschaftswissenschaftler
- 31: Mai: Michael von Scotti, deutscher Generalmajor
- 31. Mai: Karin Tietze-Ludwig, deutsche Moderatorin und Fernsehansagerin

### Juni
- 01. Juni: Abdou Sara Janha, gambischer Politiker († 2025)
- 01. Juni: Dschigdschidiin Mönchbat, mongolischer Ringer († 2018)
- 02. Juni: Stacy Keach, US-amerikanischer Schauspieler
- 02. Juni: Irène Schweizer, schweizerische Pianistin und Schlagzeugerin († 2024)
- 02. Juni: Charlie Watts, britischer Schlagzeuger, Mitglied der Rolling Stones († 2021) Charlie Watts, 1965

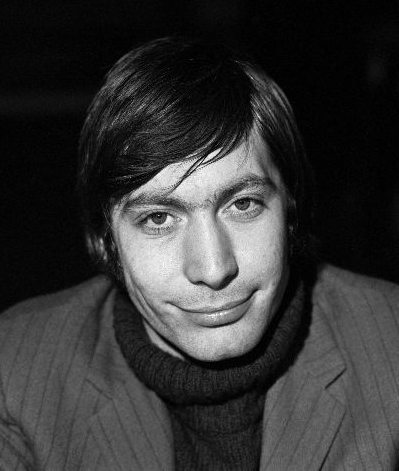
Charlie Watts, 1965

- 03. Juni: Monika Maron, deutsche Schriftstellerin
- 04. Juni: Klaus Michael Grüber, deutscher Theater- und Opernregisseur († 2008)
- 04. Juni: Winfried Albert Holtmann, deutscher Radsportmanager und Journalist († 2003)
- 05. Juni: Martha Argerich, argentinische Pianistin
- 05. Juni: Werner Böhm, deutscher Sänger († 2020)
- 05. Juni: Barbara Brylska, polnische Schauspielerin
- 05. Juni: Arne Fuhrmann, deutscher Politiker
- 05. Juni: Spalding Gray, US-amerikanischer Schauspieler, Drehbuchautor und Schriftsteller († 2004)
- 05. Juni: Hartmut Heidemann, deutscher Fußballspieler († 2022)
- 05. Juni: Alfred Luhmer, deutscher Professor für Betriebswirtschaftslehre
- 07. Juni: Larry Donn, US-amerikanischer Rockabilly-Musiker († 2012)
- 07. Juni: Herbert Herrmann, Schweizer Schauspieler
- 08. Juni: Jörg Herrmann, deutscher  Silhouettenfilmer und Trickfilmproduzent
- 08. Juni: George Pell, Erzbischof von Sydney und Kardinal der römisch-katholischen Kirche († 2023)
- 08. Juni: Paula Robison, US-amerikanische Flötistin und Musikpädagogin
- 09. Juni: Wolfgang Benz, deutscher Historiker
- 09. Juni: Jon Lord, britischer Musiker († 2012)
- 09. Juni: Dieter Schulte, deutscher Politiker
- 09. Juni: Florian Vetsch, Schweizer Unternehmer und Automobilrennfahrer
- 09. Juni: Joseph Jules Zerey, ägyptischer Erzbischof
- 10. Juni: José Antonio Ardanza Garro, spanischer Politiker († 2024)
- 10. Juni: Horst Kubatschka, deutscher Politiker und MdB († 2022)
- 10. Juni: Jürgen Piepenburg, deutscher Fußballspieler († 2025)
- 10. Juni: Jürgen Prochnow, deutscher Schauspieler Jürgen Prochnow

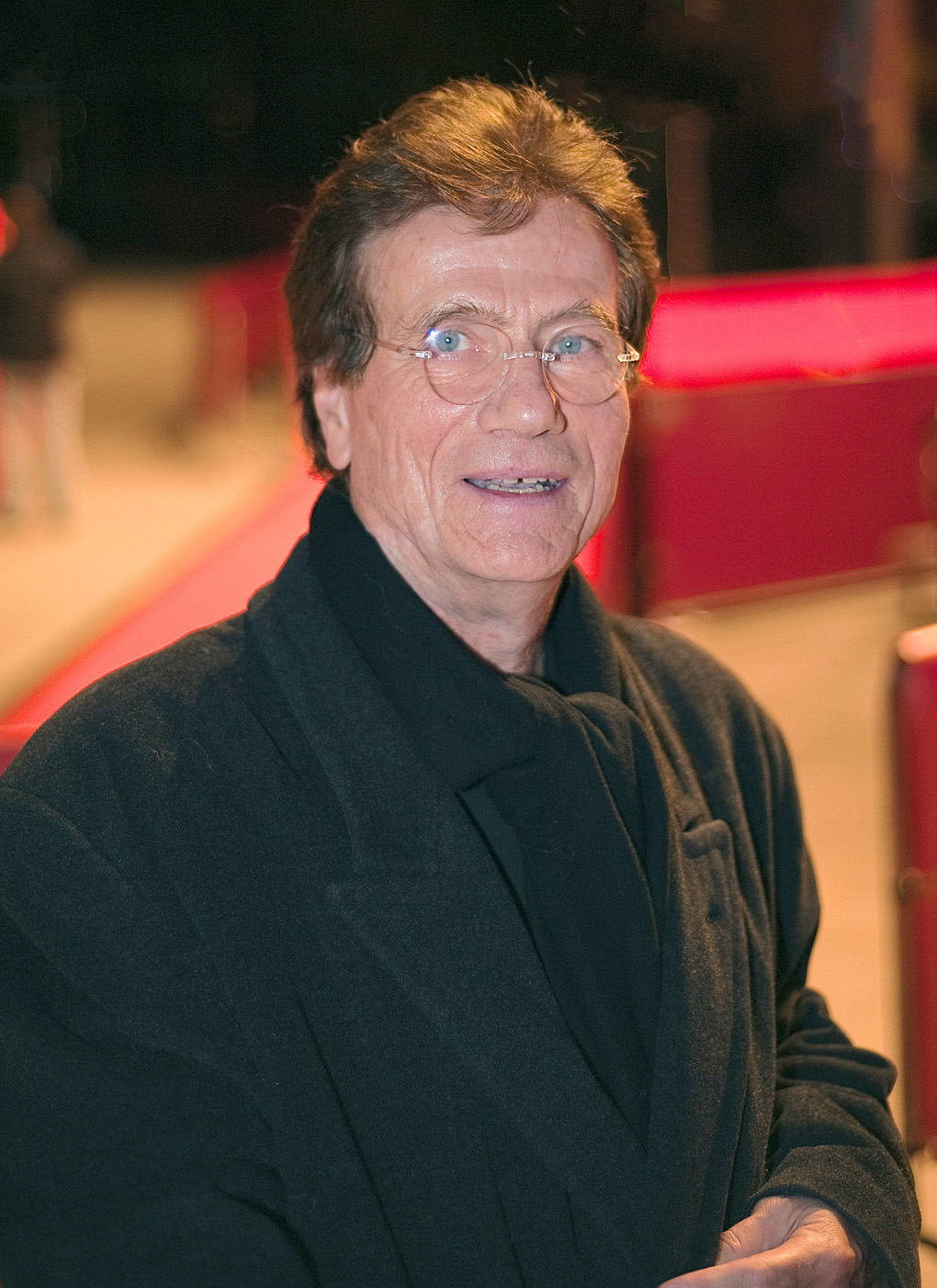
Jürgen Prochnow

- 10. Juni: Oswald Schwemmer, deutscher Philosoph
- 10. Juni: Dave Walker, australischer Automobilrennfahrer († 2024)
- 11. Juni: Helmut Krauss, deutscher Schauspieler, Kabarettist und Synchronsprecher († 2019)
- 12. Juni: Brigitte Bachmann-Geiser, Schweizer Musikethnologin
- 12. Juni: Chick Corea, US-amerikanischer Jazz-Pianist und Komponist († 2021)
- 12. Juni: Roy Harper, britischer Musiker
- 12. Juni: Sid Kucera, Schweizer Jazzmusiker († 2025)
- 12. Juni: Walther Umstätter, Professor für Bibliotheks- und Informationswissenschaft († 2019)
- 13. Juni: Esther Ofarim, israelische Schauspielerin und Sängerin
- 13. Juni: Grazia Salvatori, italienische Komponistin und Organistin
- 13. Juni: Frans Verbeeck, belgischer Radrennfahrer
- 15. Juni: Neal Adams, US-amerikanischer Comic-Zeichner und Graphiker († 2022)
- 15. Juni: Winfried E.H. Blum, deutsch-österreichischer Bodenbiologe und Forstwissenschaftler
- 15. Juni: Hagen Kleinert, deutscher Physiker
- 15. Juni: Jürg Lamprecht, Schweizer Biologe († 2000)
- 15. Juni: Frank Strecker, deutscher Schauspieler, Regisseur und Autor († 2000)
- 15. Juni: Christer Manhusen, schwedischer Diplomat
- 16. Juni: Micaëla Kreißler, deutsche Schauspielerin († 2017)
- 16. Juni: Tõnu Õim, estnischer Schachmeister
- 16. Juni: Hans-Peter Wild, Schweizer Unternehmer
- 17. Juni: Renate Jäger, deutscher Politiker und MdB
- 17. Juni: Herbert Leiser, Schweizer Schauspieler
- 17. Juni: William Lucking, US-amerikanischer Film- und Theaterschauspieler († 2021)
- 18. Juni: Norman Ascot, deutscher Sänger
- 18. Juni: Roger Lemerre, französischer Fußballspieler und -trainer
- 19. Juni: Václav Klaus, tschechischer Wirtschaftswissenschaftler und Ministerpräsident
- 20. Juni: Stephen Frears, britischer Filmregisseur
- 20. Juni: Dieter Mann, deutscher Theater- und Filmschauspieler († 2022)
- 20. Juni: Ulf Merbold, deutscher Physiker und Astronaut Ulf Merbold

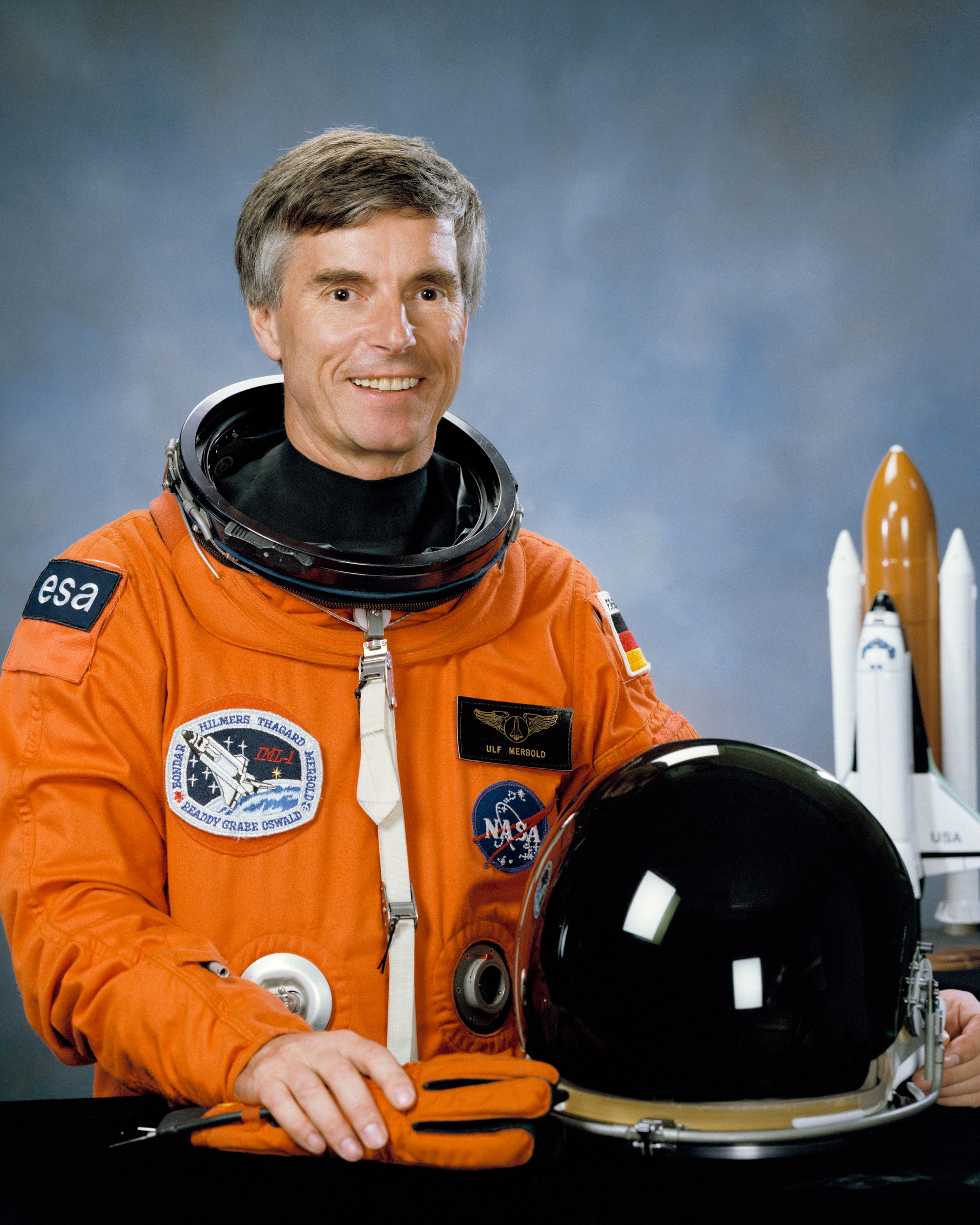
Ulf Merbold

- 20. Juni: Reimut Reiche, deutscher Psychologe, Soziologe und Sexualforscher
- 21. Juni: Liz Mohn, deutsche Unternehmerin
- 21. Juni: Heinz Trixner, österreichischer Schauspieler
- 21. Juni: Harald Vogel, deutscher Organist
- 22. Juni: Raschid al-Ghannuschi, tunesischer Politiker
- 22. Juni: Tomas Arvidsson, schwedischer Kriminalschriftsteller
- 22. Juni: Ed Bradley, US-amerikanischer Journalist († 2006)
- 22. Juni: Widmar Hader, deutscher Komponist († 2023)
- 23. Juni: Rashika El Ridi, ägyptische Immunologin
- 24. Juni: Hans-Dieter Arntz, deutscher Regionalhistoriker
- 24. Juni: Erkin Koray, türkischer Sänger († 2023)
- 24. Juni: Julia Kristeva, bulgarisch-französische Philosophin, Psychoanalytikerin und Autorin
- 24. Juni: Christa Lörcher, deutsche Politikerin
- 24. Juni: Charles Joseph Whitman, US-amerikanischer Architekturstudent und Heckenschütze († 1966)
- 25. Juni: Denys Arcand, kanadischer Filmregisseur, Drehbuchautor und Produzent
- 25. Juni: Alby Cullaz, französischer Jazz-Kontrabassist († 1998)
- 26. Juni: Wayne Dockery, US-amerikanischer Jazzbassist († 2018)
- 26. Juni: Tamara Nikolajewna Moskwina, russische Eiskunstläuferin und Eiskunstlauftrainerin
- 27. Juni: James P. Hogan, britischer Science-Fiction-Schriftsteller († 2010)
- 27. Juni: Krzysztof Kieślowski, polnischer Filmregisseur und Drehbuchautor († 1996)
- 28. Juni: David Johnston, kanadischer Rechtswissenschaftler und Autor David Johnston

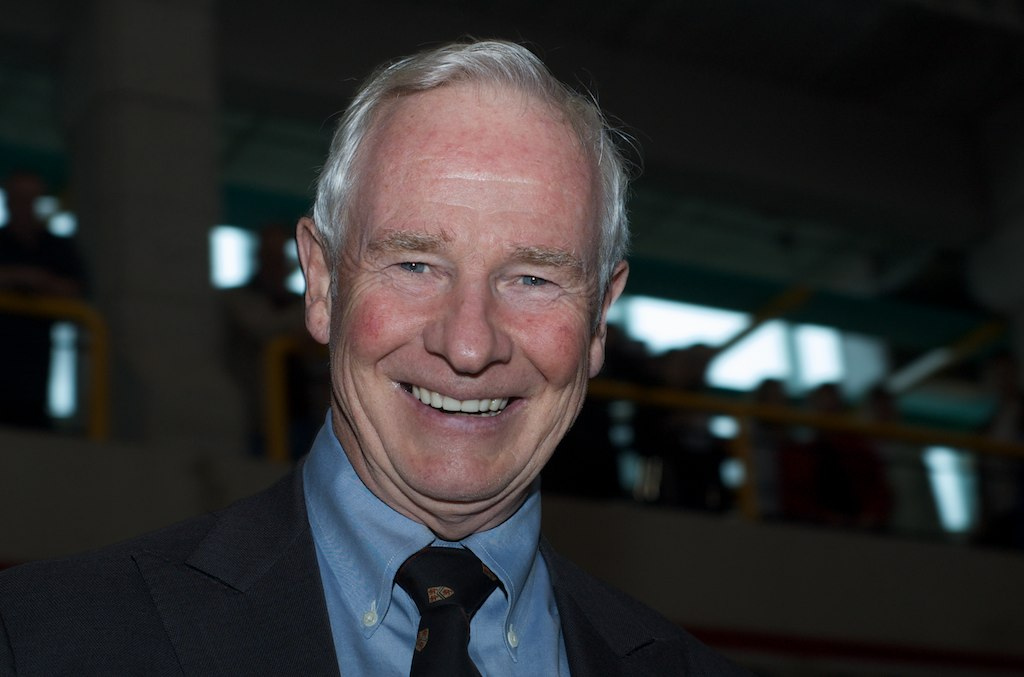
David Johnston

- 29. Juni: Margitta Gummel, deutsche Leichtathletin († 2021)
- 29. Juni: Jacques Toubon, französischer Politiker
- 30. Juni: Hans Jürgen Ahrens, Vorsitzender des Bundesverbands der AOK
- 30. Juni: Roger Blachon, französischer Cartoonist († 2008)
- 30. Juni: Klaus Häcker, deutscher Handballspieler und -trainer
- 30. Juni: Otto Sander, deutscher Schauspieler († 2013) Otto Sander, 2008

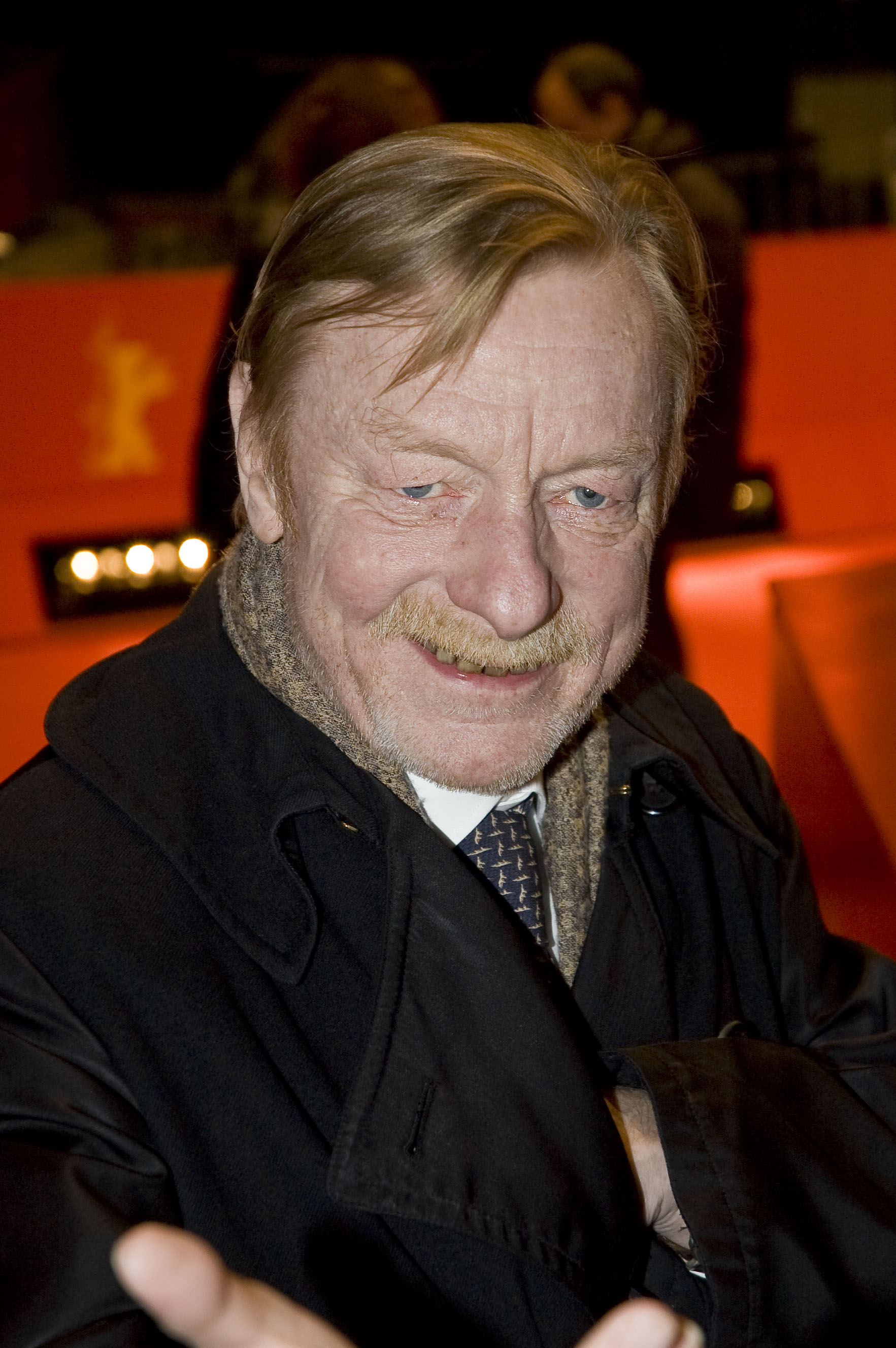
Otto Sander, 2008

- 30. Juni: Willem Albert Wagenaar, niederländischer Rechtspsychologe († 2011)

### Juli
- 01. Juli: Bob Gansler, US-amerikanischer Fußballtrainer
- 01. Juli: Alfred Goodman Gilman, US-amerikanischer Pharmakologe († 2015)
- 01. Juli: Günter Halama, deutscher Jurist
- 01. Juli: Myron Scholes, kanadischer Finanzwissenschaftler, Nobelpreisträger
- 01. Juli: Twyla Tharp, US-amerikanische Choreografin und Ballettmeisterin
- 02. Juli: Wendell Mottley, Leichtathlet und Politiker aus Trinidad und Tobago
- 02. Juli: Wolfgang Schulz, deutscher Liedermacher († 1992)
- 03. Juli: Gloria Allred, US-amerikanische Juristin und Bürgerrechtlerin
- 03. Juli: Oskar Bachmann, Schweizer Politiker († 2013)
- 03. Juli: Robert Leidinger, deutscher Politiker
- 03. Juli: Liamine Zéroual, ehemaliger Präsident von Algerien
- 04. Juli: German Frers, argentinischer Yachtkonstrukteur
- 04. Juli: Tomaž Šalamun, slowenischer Dichter († 2014)
- 04. Juli: Pavel Sedláček, tschechischer Rocksänger, -gitarrist und -komponist
- 04. Juli: Eckart Witzigmann, österreichischer Koch
- 05. Juli: Barbara Frischmuth, österreichische Schriftstellerin und Übersetzerin († 2025)
- 05. Juli: Margot Hellwig, deutsche Sängerin volkstümlicher Musik Margot Hellwig, 2007

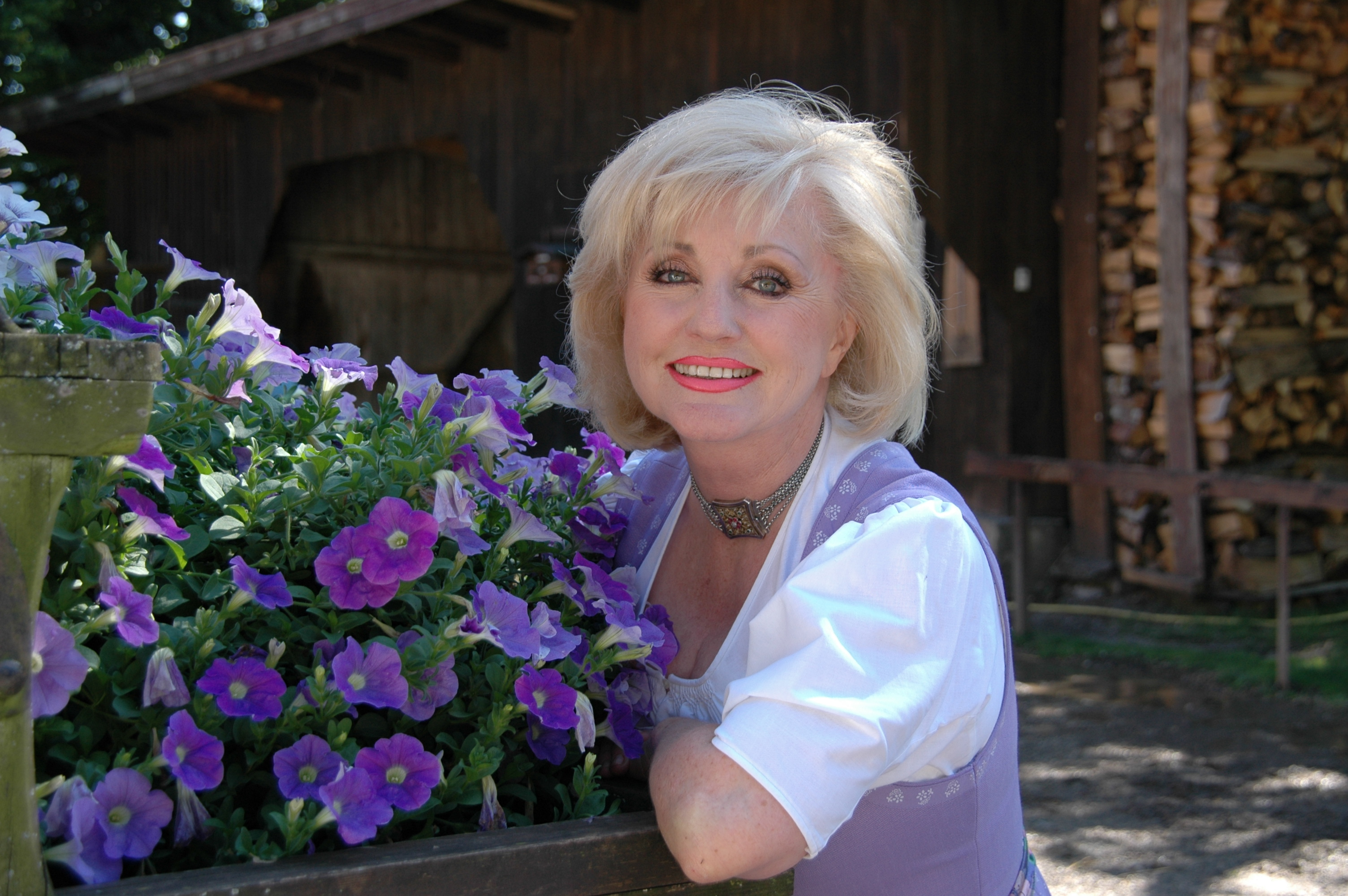
Margot Hellwig, 2007

- 05. Juli: Wolfgang Zeitlmann, deutscher Politiker und MdB
- 07. Juli: Wiktor Petrowitsch Agejew, sowjetischer Boxer
- 07. Juli: Michael Howard, britischer Politiker
- 07. Juli: John Fru Ndi, kamerunischer Politiker († 2023)
- 07. Juli: Wolfram Setz, deutscher Historiker und Essayist († 2023)
- 08. Juli: Klaus J. Stöhlker, deutsch-Schweizer Journalist und Unternehmer
- 09. Juli: Nancy Farmer, US-amerikanische Schriftstellerin
- 09. Juli: Peter Kitchak, US-amerikanischer Unternehmer und Automobilrennfahrer
- 09. Juli: Dieter Krumpholz, deutscher Motorradrennfahrer († 1966)
- 09. Juli: Ulrich Schwab, deutscher Theaterleiter
- 10. Juli: Giorgio Dellagiovanna, italienischer Fußballspieler († 2013)
- 10. Juli: Alain Krivine, französischer Politiker († 2022)
- 10. Juli: Dale Olsen, US-amerikanischer Flötist, Musikwissenschaftler und -pädagoge
- 11. Juli: Heiner Bremer, deutscher Journalist
- 11. Juli: Hans Raidel, deutscher Politiker
- 12. Juli: Eddy Bell (auch als Eddy Blazonczyk bekannt), US-amerikanischer Rock-’n’-Roll- und Polka-Musiker († 2012)
- 12. Juli: Richard Tuttle, US-amerikanischer Bildhauer
- 13. Juli: Diethelm Ferner, deutscher Fußballspieler und -trainer († 2023) Diethelm Ferner

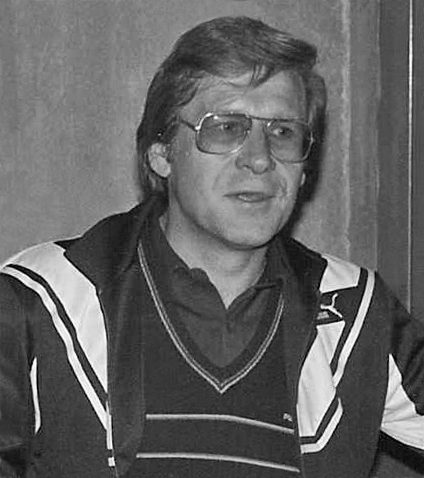
Diethelm Ferner

- 13. Juli: Luis Alberto Lacalle Herrera, 15. Staatspräsident von Uruguay
- 13. Juli: Jacques Perrin, französischer Schauspieler und Produzent († 2022)
- 14. Juli: Daniel Gache, französischer Automobilrennfahrer
- 14. Juli: Andreas Khol, österreichischer Politiker
- 15. Juli: Geoffrey Burgon, britischer Komponist von Ballett- und Filmmusik († 2010)
- 15. Juli: Anwar Fazal, malaysischer Verbraucherschützer
- 15. Juli: Diethard Finkelmann, deutscher Handballspieler
- 16. Juli: Desmond Dekker, jamaikanischer Ska-Sänger und Komponist († 2006)
- 16. Juli: Dietrich von Gumppenberg, deutscher Politiker und Unternehmer († 2021)
- 16. Juli: François Lapierre, kanadischer katholischer Missionar und Bischof
- 16. Juli: Kálmán Mészöly, ungarischer Fußballspieler und -trainer († 2022)
- 16. Juli: Gloria Montenegro, chilenische Biologin
- 16. Juli: Dag Solstad, norwegischer Autor († 2025)
- 16. Juli: Karl Stetter, deutscher Biologe
- 16. Juli: Hans Wiegel, niederländischer Politiker († 2025)
- 17. Juli: Jürgen Flimm, deutscher Regisseur, Leiter der Salzburger Festspiele († 2023)
- 17. Juli: Walter Fust, Schweizer Unternehmer († 2025)
- 17. Juli: Achim Warmbold, deutscher Rallyefahrer
- 18. Juli: Friedrich Wilhelm Braun, brasilianischer Basketballspieler († 2025)
- 18. Juli: Klaus Coenen, deutscher Brigadegeneral und Unterabteilungsleiter im Bundesnachrichtendienst
- 18. Juli: Frank Farian, deutscher Musikproduzent, Komponist und Sänger († 2024) Frank Farian, 2008

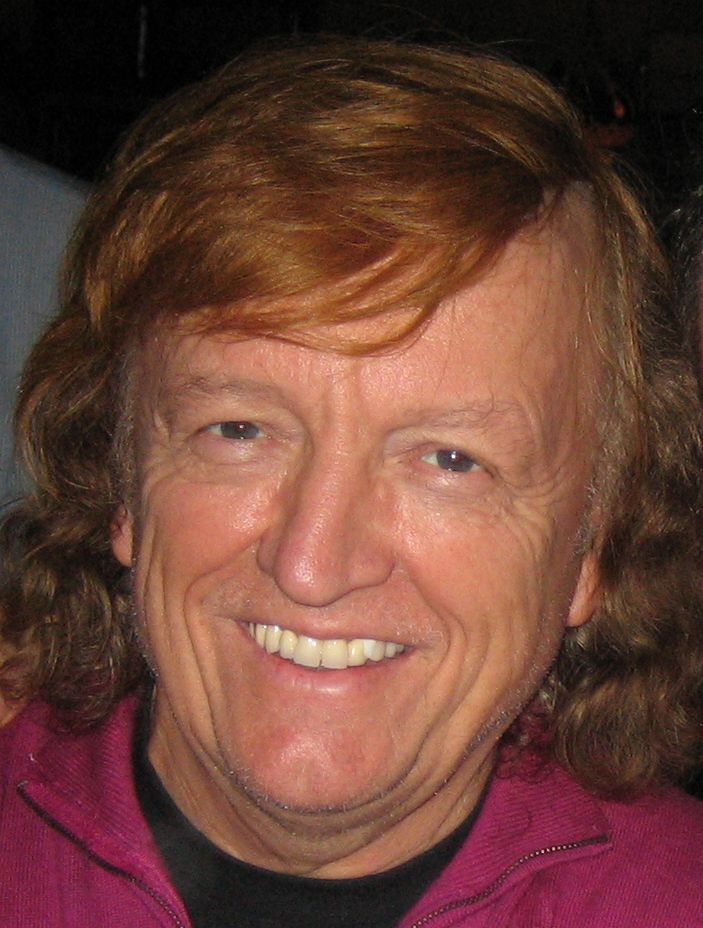
Frank Farian, 2008

- 18. Juli: Gloster Richardson, US-amerikanischer American-Football-Spieler († 2020)
- 18. Juli: Karl von Wogau, deutscher Europaabgeordneter
- 18. Juli: Pete Yellin, US-amerikanischer Jazzmusiker († 2016)
- 19. Juli: Peter Franke, deutscher Schauspieler
- 19. Juli: Neelie Kroes, niederländische Politikerin
- 19. Juli: Uta Nickel, deutsche Politikerin
- 19. Juli: Palmenia Pizarro, chilenische Sängerin
- 20. Juli: Björn-Uwe Abels, deutscher prähistorischer Archäologe und Konservator
- 21. Juli: Diogo Freitas do Amaral, portugiesischer Politiker († 2019)
- 22. Juli: Harry Bähre, deutscher Fußballspieler
- 22. Juli: George Clinton, US-amerikanischer Musiker
- 22. Juli: Thorwald Proll, deutscher Lyriker
- 23. Juli: Christopher Andrew, britischer Historiker
- 23. Juli: Heinz Anger, österreichischer Maler
- 23. Juli: Sergio Mattarella, italienischer Staatspräsident
- 23. Juli: Hartwig Steenken, deutscher Springreiter († 1978)
- 24. Juli: Ernst Elitz, deutscher Journalist und Hochschullehrer
- 24. Juli: Risto Kala, finnischer Basketballspieler und Mediziner († 2021)
- 24. Juli: Ekkehard Schulz, deutscher Manager
- 25. Juli: Frank Böckelmann, deutscher Autor
- 25. Juli: Santiago Manguán, spanischer Marathonläufer († 2022)
- 25. Juli: Raúl Ruiz, chilenisch-französischer Filmregisseur und Drehbuchautor († 2011)
- 25. Juli: Elfie Semotan, österreichische Fotografin
- 25. Juli: Emmett Till, afro-amerikanisches Opfer von Rassismus in den USA († 1955)
- 26. Juli: Colin François Lloyd Austin, britischer Klassischer Philologe und Papyrolog († 2010)
- 26. Juli: Ernst-Ludwig Winnacker, deutscher Biochemiker
- 27. Juli: Johannes Fritsch, deutscher Komponist († 2010)
- 27. Juli: August-Wilhelm Scheer, Institutsdirektor an der Universität des Saarlandes
- 27. Juli: Peter Seifert, Oberbürgermeister der Stadt Chemnitz (Sachsen)
- 27. Juli: Zlatko Škorić, jugoslawischer Fußballtorwart und -trainer († 2019)
- 28. Juli: Hans Fricke, deutscher Biologe und Tierfilmer
- 28. Juli: Riccardo Muti, italienischer Meisterdirigent
- 28. Juli: Pentti Saarman, finnischer Boxer († 2021)
- 29. Juli: Wolfgang Bittner, deutscher Schriftsteller
- 29. Juli: Peter Hohl, deutscher Schriftsteller, Publizist und Verleger
- 29. Juli: May Spils, deutsche Regisseurin
- 29. Juli: David Warner, britischer Bühnen- und Film-Schauspieler († 2022)
- 30. Juli: Paul Anka, kanadischer Sänger Paul Anka

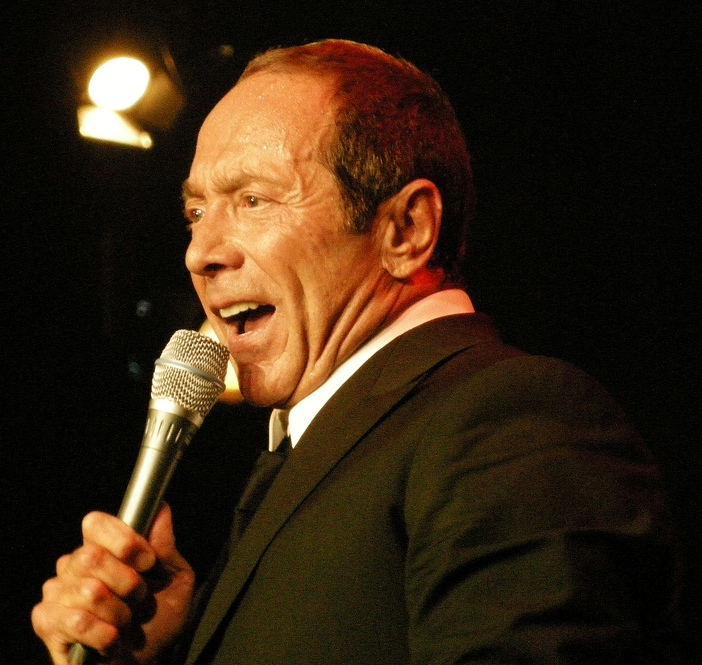
Paul Anka

- 30. Juli: Karin Beyer, deutsche Schwimmerin, Weltrekordlerin
- 31. Juli: Gerry Philbin, US-amerikanischer American-Football-Spieler († 2025)
- 31. Juli: Frøydis Ree Wekre, norwegische Hornistin und Professorin

### August
- 01. August: Ron Brown, US-amerikanischer Politiker († 1996)
- 01. August: Nathalie Delon, französische Schauspielerin und Regisseurin († 2021)
- 01. August: Jordi Savall, spanischer Musikwissenschaftler und Gambist Jordi Savall, 2007

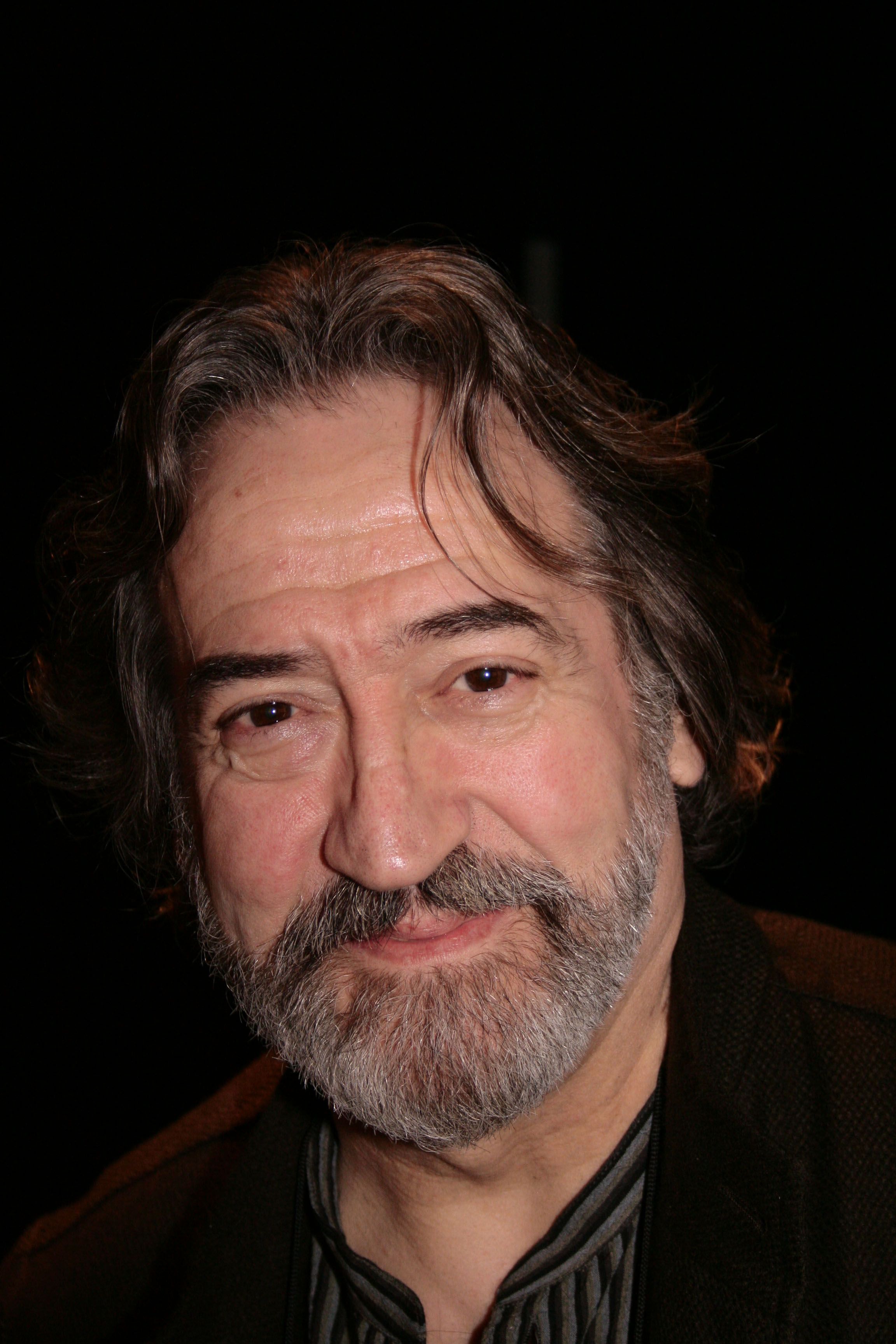
Jordi Savall, 2007

- 01. August: Christa Thoben, deutsche Politikerin
- 01. August: Hans Werner Tobler, Schweizer Historiker
- 02. August: François Weyergans, belgisch-französischer Schriftsteller († 2019)
- 03. August: Hage Geingob, Präsident Namibias († 2024)
- 03. August: Hans-Peter von Kirchbach, deutscher General
- 03. August: Martha Stewart, US-amerikanische Fernseh- und Magazinpersönlichkeit
- 04. August: Martin Jarvis, englischer Schauspieler
- 04. August: Ted Strickland, US-amerikanischer Politiker
- 05. August: Peter Assion, deutscher Volkskundler und Germanist († 1994)
- 05. August: Alexander K. Dewdney, kanadischer Informatiker, Buchautor († 2024)
- 05. August: Airto Guimorv Moreira, brasilianischer Jazz-Percussionist
- 05. August: Klaus Willbrand, deutscher Antiquar († 2025)
- 06. August: Karlheinz Liefers, deutscher Schauspieler, Theater- und Hörspielregisseur († 2006)
- 06. August: Hubert Wipplinger, österreichischer Lobbyist († 2004)
- 06. August: Urbano Zea, mexikanischer Basketballspieler († 2022)
- 07. August: Klaus Brand, deutscher Handballspieler und Trainer
- 07. August: Franco Columbu, italienisch-US-amerikanischer Bodybuilder, Chiropraktiker, Autor und Filmschauspieler († 2019)
- 07. August: Howard Johnson, US-amerikanischer Baritonsaxophonist, Tubaspieler, Komponist und Arrangeur († 2021)
- 07. August: Volkert Kraeft, deutscher Schauspieler und Sprecher
- 07. August: Volkmar W. Kübler, deutscher Betriebs- und Volkswirtschaftler und Rechtsanwalt († 2009)
- 08. August: Renate Blank, deutsche Politikerin und MdB († 2021)
- 08. August: Hubert Schoonbroodt, belgischer Organist, Oboist, Dirigent und Chorleiter († 1992)
- 09. August: Alfred Vaino Aho, kanadischer Informatiker
- 09. August: José Manuel Calderón, dominikanischer Bachatasänger, Komponist und Gitarrist
- 09. August: Jack Elder, US-amerikanischer Rennrodler
- 09. August: Peter Hartz, deutscher Manager Peter Hartz, 2005

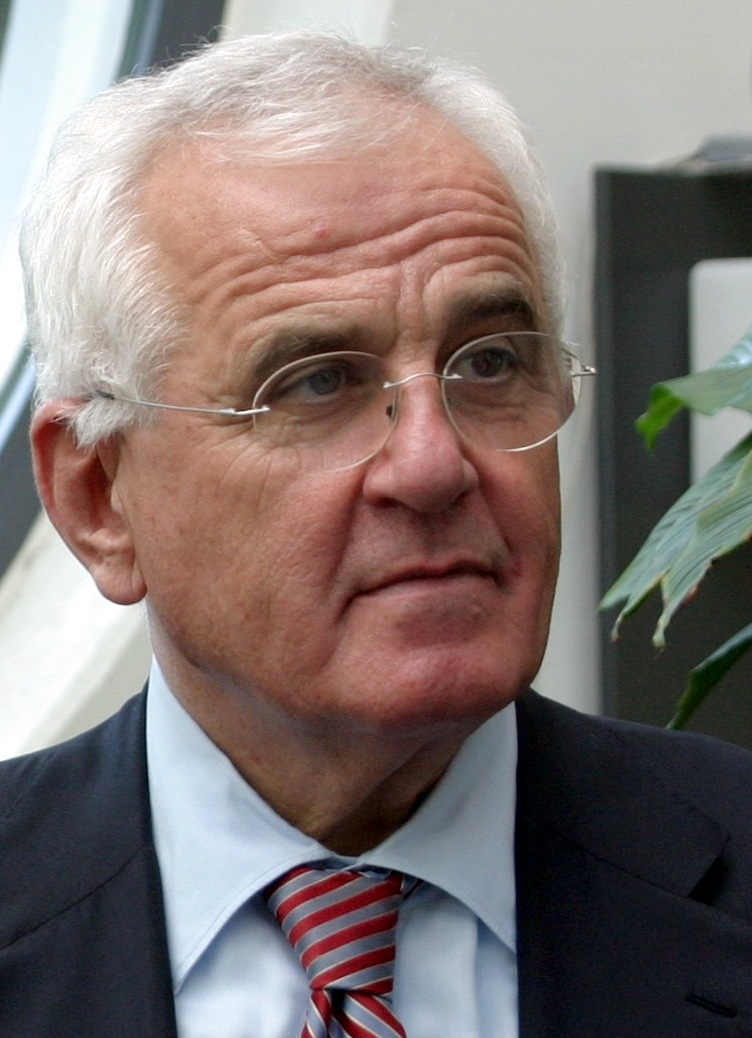
Peter Hartz, 2005

- 10. August: Lawrence Casserley, englischer Komponist, Improvisationsmusiker und Musikpädagoge
- 11. August: John Simon, US-amerikanischer Rockmusikproduzent
- 11. August: Georg Untergaßmair, Südtiroler Abt und Universitätsprofessor
- 12. August: Edwin Roberts, Leichtathlet aus Trinidad und Tobago
- 13. August: Chucho Avellanet, puerto-ricanischer Sänger
- 13. August: Iosif Culineac, rumänischer Wasserballspieler († 2022)
- 13. August: Ambrogio Fogar, italienischer Abenteurer († 2005)
- 13. August: Dante Grela, argentinischer Komponist und Musikpädagoge
- 13. August: Chris Hanburger, US-amerikanischer American-Football-Spieler
- 13. August: Henning Voscherau, deutscher Notar und Politiker, Erster Bürgermeister von Hamburg († 2016) Henning Voscherau, 1988

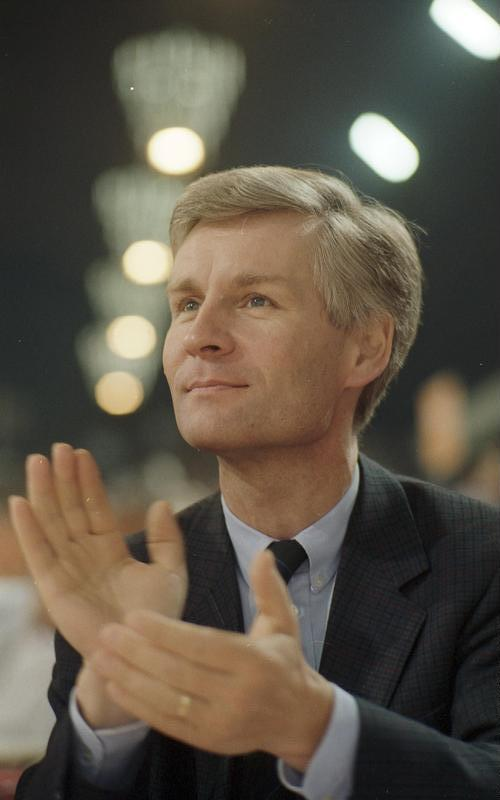
Henning Voscherau, 1988

- 14. August: Matthias Claus Angermeyer, deutscher Mediziner
- 14. August: David Crosby, US-amerikanischer Gitarrist, Sänger und Songwriter († 2023)
- 14. August: Gerda Fassel, österreichische Bildhauerin († 2025)
- 14. August: Uta Zapf, deutsche Politikerin und MdB
- 15. August: Aref Arefkia, persischer Sänger
- 15. August: Jürgen Dietz, deutscher Fastnachts-Büttenredner († 2015)
- 16. August: Ahmad al-Mirghani, sudanesischer Präsident († 2008)
- 16. August: Kōjin Karatani, japanischer Literaturwissenschaftler und Philosoph
- 17. August: Stere Adamache, rumänischer Fußballspieler († 1978)
- 17. August: Dieter Ameling, deutscher Manager († 2020)
- 17. August: Şenkal Atasagun, türkischer Funktionär
- 17. August: Ibrahim Babangida, Offizier, Politiker und ehemaliger Präsident von Nigeria
- 17. August: Lothar Bisky, deutscher Politiker, Bundesvorsitzender der PDS († 2013)
- 17. August: Werner Edelmann, Schweizer Unternehmer und Präsident des FC Basel († 2023)
- 17. August: Maria-Elisabeth Schaeffler, deutsche Unternehmerin
- 17. August: Jutta Semler, deutsche Medizinerin († 2016)
- 17. August: Jürgen Thumann, Präsident des Bundesverbands der Deutschen Industrie e. V. († 2022)
- 17. August: Fritz Wepper, deutscher Schauspieler († 2024) Fritz Wepper, 2006

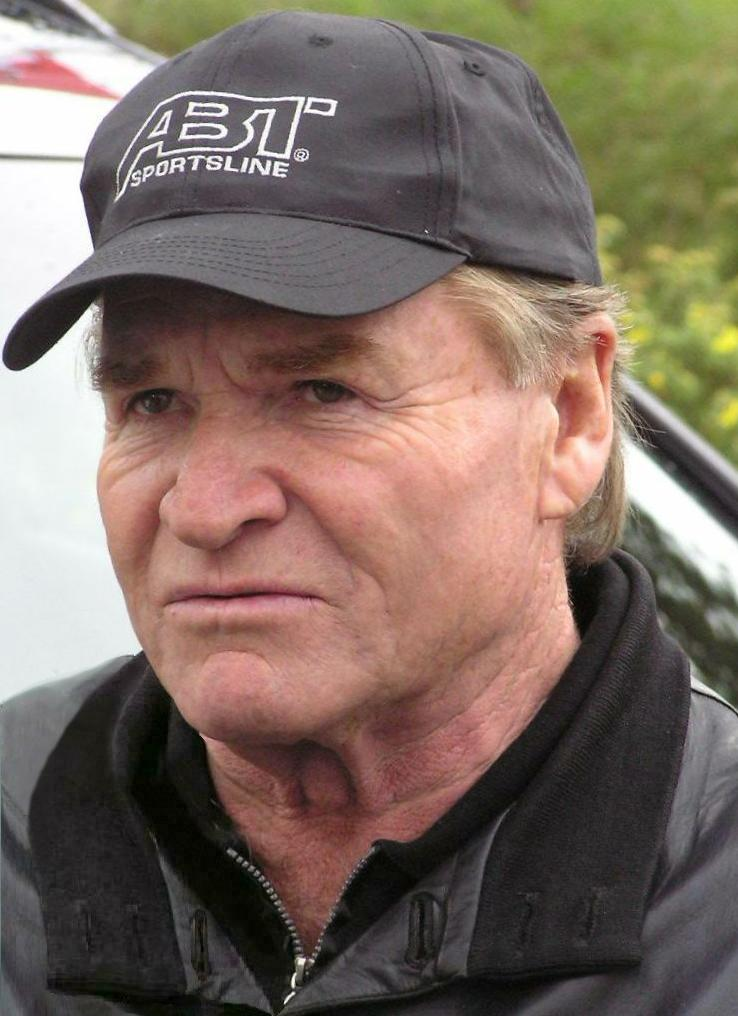
Fritz Wepper, 2006

- 18. August: Karin Buchholz, deutsche Synchronsprecherin
- 18. August: Helmut Kajzar, polnischer Regisseur († 1982)
- 19. August: Gerd vom Bruch, deutscher Fußballtrainer
- 19. August: Rolf Königs, deutscher Fußballfunktionär
- 20. August: Georg Girisch, deutscher Politiker
- 20. August: Slobodan Milošević, jugoslawisch-serbischer Politiker († 2006)
- 20. August: Lalli Partinen, finnischer Eishockeyspieler († 2022)
- 20. August: Július Satinský, slowakischer Schauspieler († 2002)
- 21. August: György Vukán, ungarischer Komponist, Pianist und Jazzmusiker († 2013)
- 22. August: Klaus-Peter Sattler, österreichischer Komponist
- 23. August: Hans-Gerd Adler, deutscher Kommunalpolitiker
- 23. August: Renato Anselmi, schweizerischer Jazzmusiker
- 23. August: Ray Appleton, US-amerikanischer Jazz-Schlagzeuger und Perkussionist († 2015)
- 23. August: Hermann Auernhammer, deutscher Professor für Technik in Pflanzenbau und Landschaftspflege
- 23. August: Hans-Dieter Diehl, deutscher Fußballspieler († 2012)
- 23. August: Lotti Krekel, deutsche Schauspielerin und Sängerin († 2023) Lotti Krekel, 2018

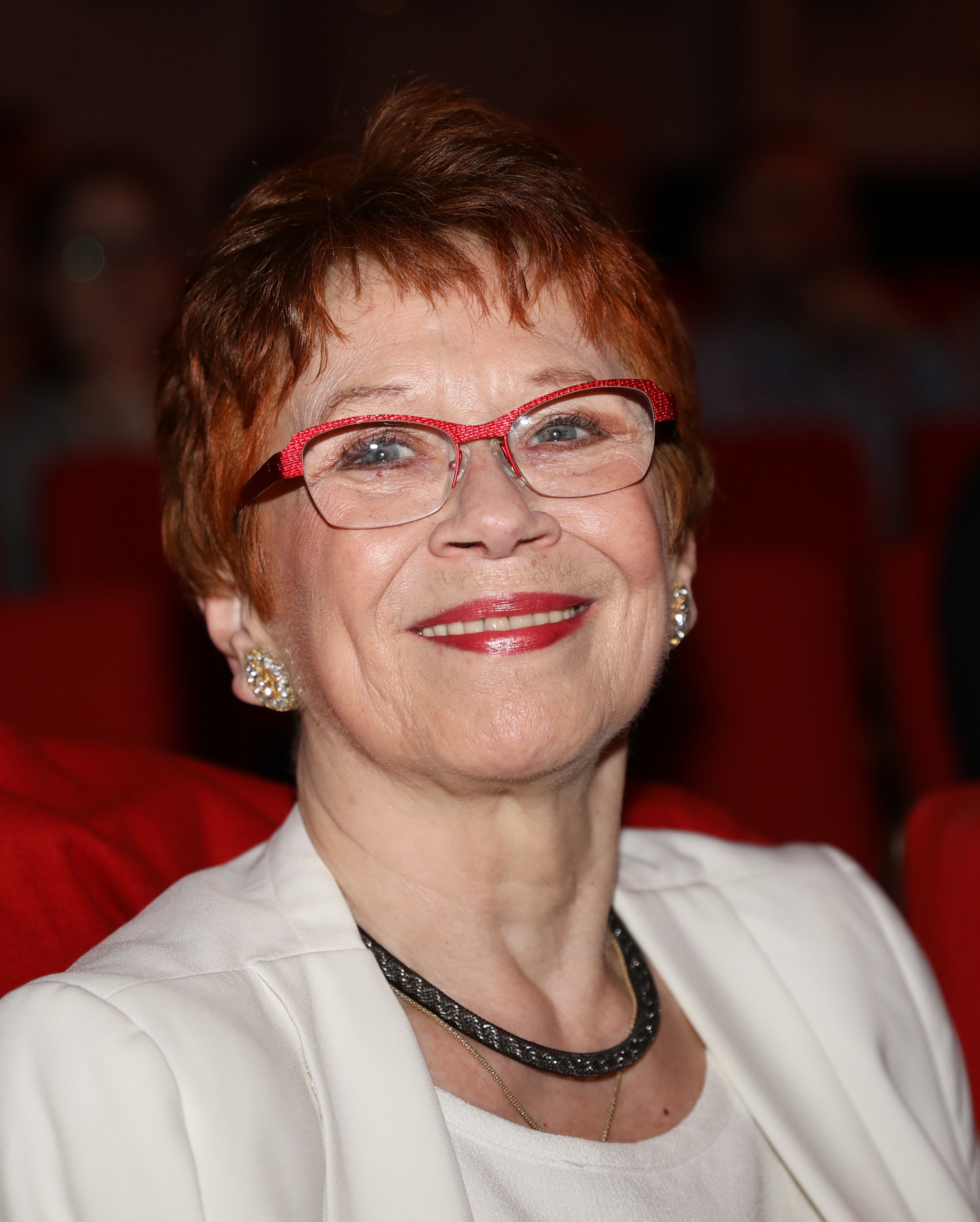
Lotti Krekel, 2018

- 23. August: Onora O’Neill, Baroness O’Neill of Bengarve, britische Philosophin,
- 23. August: Jim Parkinson, US-amerikanischer Typograf und Logogestalter († 2025)
- 24. August: Bärbel Bolle, deutsche Schauspielerin († 2015)
- 24. August: Hans-Georg Reimann, deutscher Geher
- 24. August: Skip Scott, US-amerikanischer Automobilrennfahrer († 2003)
- 25. August: Carol Bolt, kanadische Dramatikerin († 2000)
- 25. August: Mario Corso, italienischer Fußballspieler und -trainer († 2020)
- 25. August: Angelo Domenghini, italienischer Fußballspieler und -trainer
- 26. August: Chris Curtis, englischer Schlagzeuger und Sänger († 2005)
- 26. August: Barbet Schroeder, französischer Filmregisseur
- 27. August: Götz Dieckmann, deutscher Neuzeithistoriker
- 27. August: Bernard Ebbers, kanadischer Manager und Krimineller († 2020)
- 27. August: Cesária Évora, kapverdische Sängerin († 2011) Cesária Évora, 2008

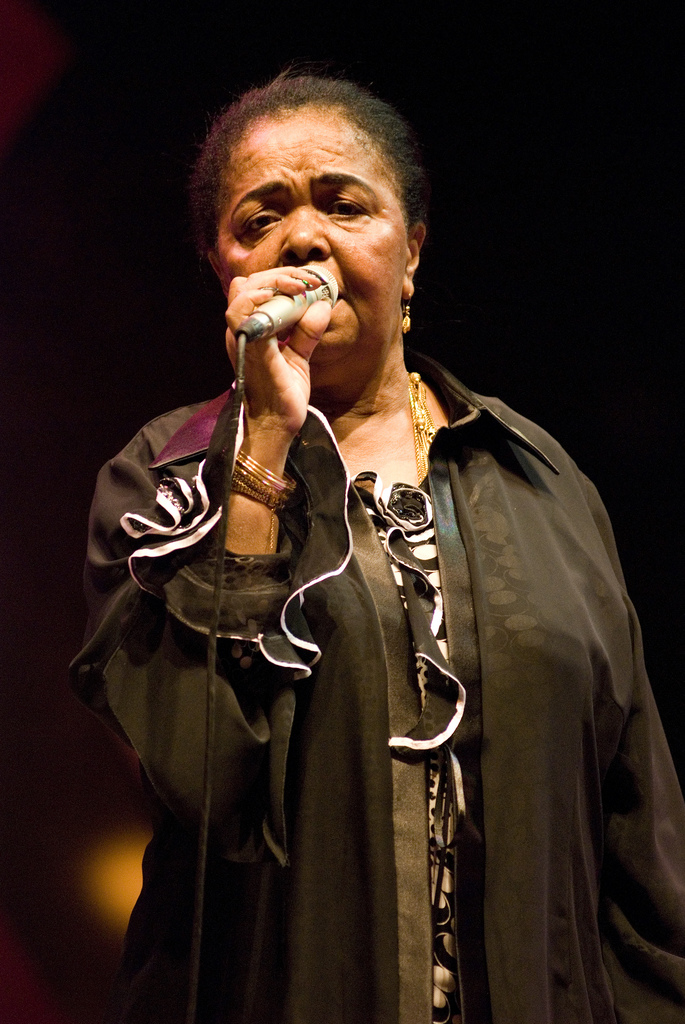
Cesária Évora, 2008

- 27. August: Monika Sperr, deutsche Schriftstellerin († 1984)
- 28. August: Nils Andersson, schwedischer Fußballspieler und -trainer
- 28. August: Toomas Leius, sowjetischer Tennisspieler († 2025)
- 28. August: Paul Plishka, US-amerikanischer Opernsänger († 2025)
- 29. August: Sibylle Bergemann, deutsche Fotografin († 2010)
- 29. August: Christel Deichmann, deutsche Politikerin, MdB
- 29. August: Günter Delling, deutscher Pathologe († 2016)
- 29. August: Ole Ritter, dänischer Radrennfahrer
- 30. August: Manfred Erdenberger, deutscher Journalist, Hörfunk- und Fernsehmoderator
- 30. August: Ignazio Giunti, italienischer Automobilrennfahrer († 1971)
- 30. August: Christina Renker, deutsche Keramikerin
- 31. August: Knut Faldbakken, norwegischer Schriftsteller
- 31. August: Wolfgang Hilbig, deutscher Schriftsteller († 2007)
- 31. August: Walter Mossmann, deutscher Liedermacher († 2015)
- 31. August: Emmanuel Nunes, portugiesischer Komponist († 2012)

### September
- 03. September: Dave Cowart, US-amerikanischer Automobilrennfahrer
- 04. September: Felipe Pirela, venezolanischer Sänger († 1972)
- 04. September: Earl Ross, kanadischer Automobilrennfahrer († 2014)
- 04. September: Aleksandar Schalamanow, bulgarischer Fußballspieler und Skirennläufer († 2021)
- 05. September: Rachid Boudjedra, algerischer Schriftsteller
- 05. September: Manfred Popp, deutscher Physiker
- 06. September: Wilfried Härle, deutscher Theologe
- 06. September: Micky Waller, britischer Rockmusiker, Schlagzeuger († 2008)
- 07. September: Gerhard Augustin, deutscher Musikproduzent († 2021)
- 08. September: Konrad Körner, deutscher Jazzmusiker und Hochschullehrer
- 08. September: Bernie Sanders, US-amerikanischer Politiker, Mitglied des Repräsentantenhauses (I-VT)
- 08. September: Julius Schädler, liechtensteinischer Rennrodler († 2001)
- 09. September: Peter Braun, Oberbürgermeister der großen Kreisstadt Germering
- 09. September: Otis Redding, US-amerikanischer Soul-Sänger († 1967)
- 09. September: Dennis Ritchie, US-amerikanischer Informatiker († 2011)
- 10. September: Franziska Eichstädt-Bohlig, deutsche Politikerin
- 10. September: Stephen Jay Gould, US-amerikanischer Paläontologe, Geologe und Evolutionsforscher († 2002)
- 10. September: Christopher Hogwood, britischer Dirigent und Cembalist († 2014)
- 10. September: Gunpei Yokoi, Spieleentwickler bei der Videospiel-Firma Nintendo († 1997)
- 11. September: Tanja Berg, deutsche Schlagersängerin
- 12. September: Klaus van Ackern, deutscher Anästhesist
- 12. September: Günter Rexrodt, deutscher Politiker († 2004)
- 13. September: Tadao Andō, japanischer Architekt
- 13. September: David Clayton-Thomas, kanadischer Musiker
- 13. September: Knut Kiesewetter, deutscher Sänger, Liedermacher und Posaunist († 2016)
- 13. September: Wolf Klinz, deutscher Europaabgeordneter
- 13. September: Bernd Lötsch, österreichischer Biologe
- 13. September: Ahmet Necdet Sezer, türkischer Staatspräsident Ahmet Necdet Sezer

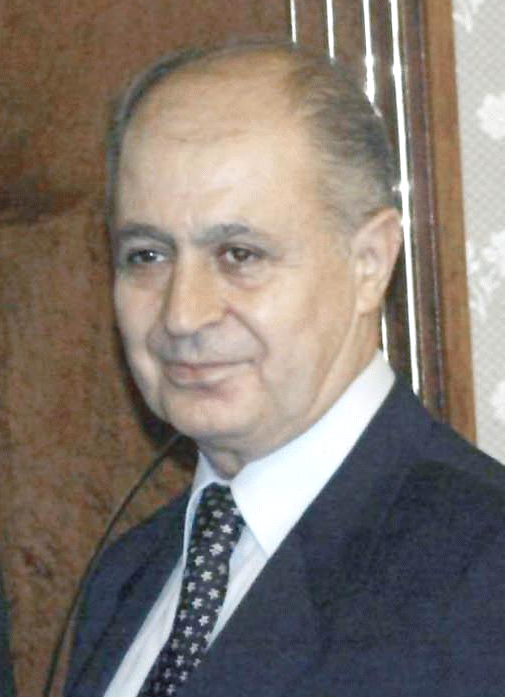
Ahmet Necdet Sezer

- 13. September: Günther Tschanun, Schweizer Mörder († 2015)
- 14. September: Heinz Heinen, belgisch-deutscher Althistoriker († 2013)
- 14. September: Eckhard Henscheid, deutscher Schriftsteller
- 14. September: Alberto Naranjo, venezolanischer Musiker und Komponist († 2020)
- 15. September: Rudolf Aeschbacher, Schweizer Politiker
- 15. September: Flórián Albert, ungarischer Fußballspieler († 2011)
- 15. September: Csaba Meleghegyi, ungarischer Schachspieler († 2004)
- 15. September: Charles Schumann, deutscher Barkeeper und Gastronom
- 16. September: Jim McBride, US-amerikanischer Filmregisseur
- 16. September: Richard Perle, US-amerikanischer neokonservativer Politiker
- 16. September: Hans-Georg Stümke, deutscher Wetterbeobachter, Schriftsteller, Historiker und Publizist († 2002)
- 17. September: Nils Arne Eggen, norwegischer Fußballspieler und -trainer († 2022)
- 17. September: Rudolf Lange, deutscher Marineoffizier und Politiker
- 17. September: Donald Segretti, US-amerikanischer Rechtsanwalt
- 19. September: Umberto Bossi, italienischer Politiker
- 19. September: Cass Elliot, US-amerikanische Sängerin und Mitglied der Band The Mamas and the Papas († 1974)
- 19. September: Peter Hinnen, Schweizer Jodler und Schlagersänger
- 19. September: Peter Horton, österreichischer Gitarrist, Liedermacher, Fernsehmoderator und Schriftsteller († 2023)
- 19. September: Markus Imhoof, Schweizer Filmregisseur
- 19. September: Mariangela Melato, italienische Schauspielerin († 2013)
- 20. September: Gerd Achenbach, deutscher Politiker
- 20. September: Butch Byrd, US-amerikanischer American-Football-Spieler
- 20. September: François Sérvanin, französischer Automobilrennfahrer
- 21. September: Lykourgos A. Angelopoulos, griechischer Kirchenmusiker, Musikwissenschaftler und Chorleiter († 2014)
- 21. September: Roberto Szidon, brasilianischer Pianist († 2011)
- 21. September: Herbert Watterott, deutscher Sportjournalist
- 21. September: James Woolsey, US-amerikanischer Politiker
- 22. September: Roger Mandeville, US-amerikanischer Automobilrennfahrer
- 22. September: Cesare Salvadori, italienischer Säbelfechter († 2021)
- 23. September: Luis Durnwalder, Südtiroler Politiker
- 23. September: Kuno Füssel, deutscher Theologe
- 23. September: Margitta Terborg, deutsche Politikerin
- 23. September: Norma Winstone, britische Jazzsängerin
- 24. September: Alexander Lang, deutscher Theaterregisseur († 2024)
- 24. September: John Mackey, US-amerikanischer American-Football-Spieler († 2011)
- 24. September: Jorge Mariné, spanischer Radrennfahrer († 2025)
- 24. September: Linda McCartney, US-amerikanische Fotografin, Ehefrau von Paul McCartney († 1998)
- 24. September: Tony Rutter, englischer Motorradrennfahrer († 2020)
- 24. September: Italo Zilioli, italienischer Radrennfahrer
- 25. September: Diego Coletti, italienischer Bischof
- 25. September: Raymundo Gleyzer, argentinischer Filmemacher (vermutlich † 1976)
- 25. September: Takao Sakurai, japanischer Bantamgewichtsboxer († 2012)
- 26. September: Salvatore Accardo, italienischer Violinist und Dirigent
- 26. September: David Frizzell, US-amerikanischer Country-Sänger
- 26. September: Vadim Glowna, deutscher Schauspieler und Regisseur († 2012) Vadim Glowna

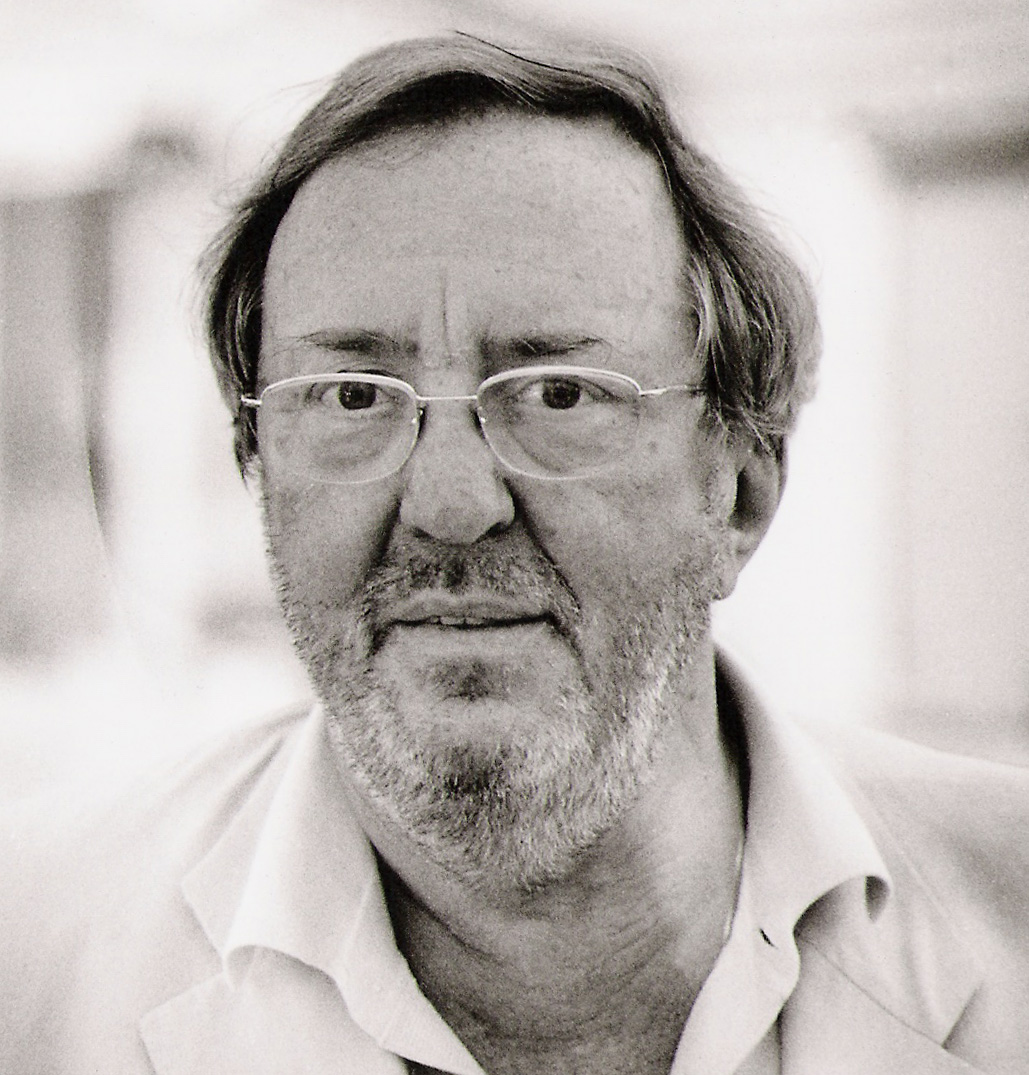
Vadim Glowna

- 26. September: Karin Gregorek, deutsche Schauspielerin († 2023)
- 26. September: Fiede Kay, Sänger und Liedermacher plattdeutscher Lieder († 2005)
- 27. September: Tommaso Di Ciaula, italienischer Schriftsteller und Journalist († 2021)
- 27. September: Roger Claessen, belgischer Fußballspieler († 1982)
- 27. September: Joel Shapiro, US-amerikanischer bildender Künstler († 2025)
- 28. September: Mary Penelope Aubrey-Fletcher, britische Peeress und Politikerin
- 28. September: David Lewis, US-amerikanischer Philosoph († 2001)
- 28. September: Edmund Stoiber, deutscher Politiker, Ministerpräsident des Freistaates Bayern Edmund Stoiber, 2005

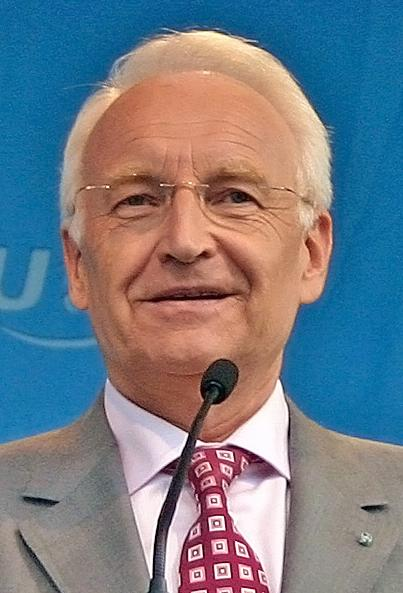
Edmund Stoiber, 2005

- 28. September: Charley Taylor, US-amerikanischer American-Football-Spieler († 2022)
- 29. September: Gaston Salvatore, deutschsprachiger Schriftsteller († 2015)
- 30. September: Britt Eleonora Arenander, schwedische Schriftstellerin, Übersetzerin und Journalistin († 2022)
- 30. September: Paul Bremer, US-amerikanischer Politiker, Zivilverwalter für den Irak
- 30. September: Os Guinness, britischer Soziologe, Sozialkritiker, Apologet, Redner, Autor und evangelikaler Vordenker
- 30. September: Reine Wisell, schwedischer Automobilrennfahrer († 2022)

### Oktober
- 01. Oktober: Wjatscheslaw Wedenin, sowjetischer Skilangläufer († 2021)
- 02. Oktober: Hilbert Meyer, deutscher Professor für Schulpädagogik
- 02. Oktober: John Sinclair, US-amerikanischer Dichter und Schriftsteller († 2024) John Sinclair, 2008

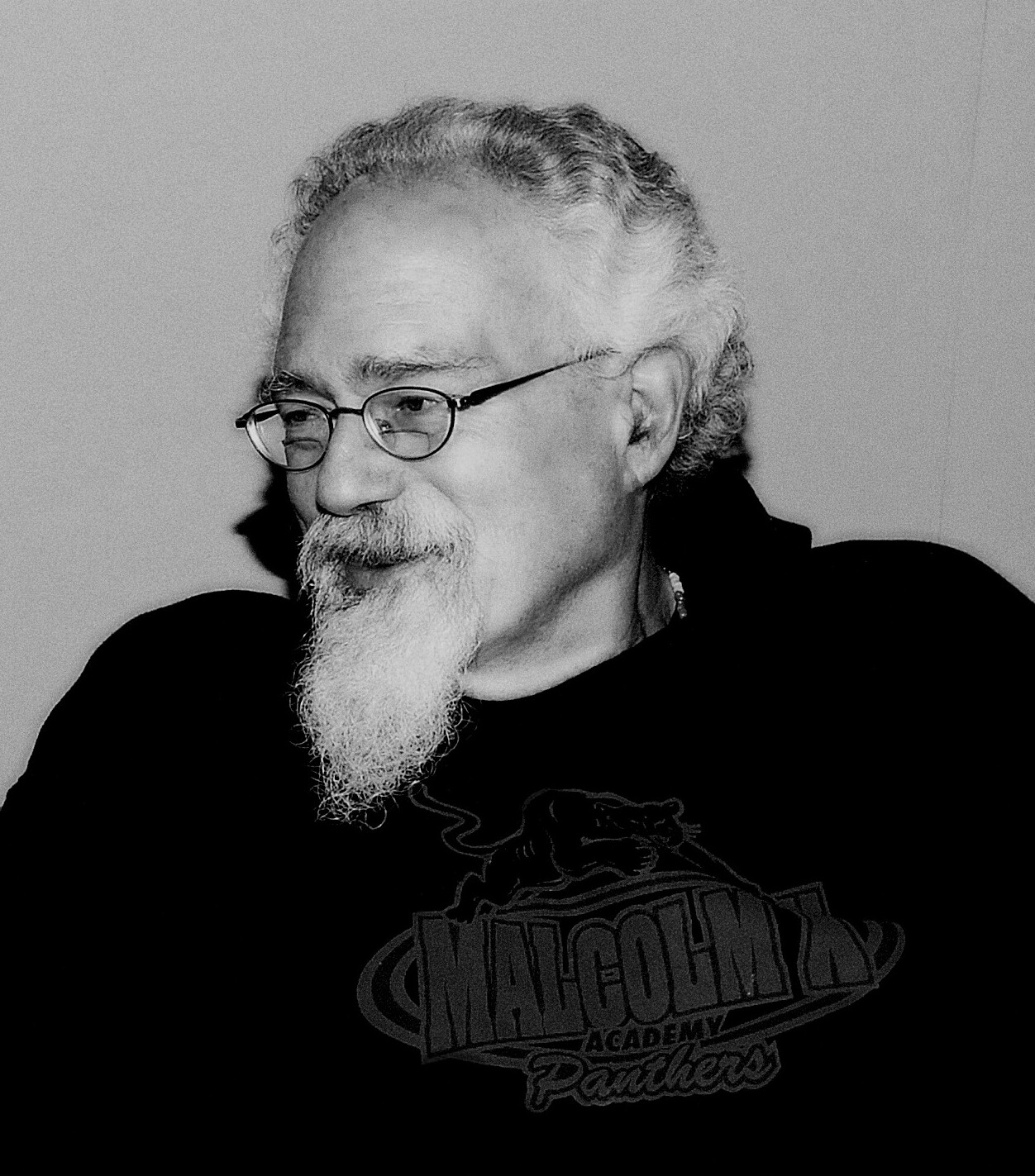
John Sinclair, 2008

- 02. Oktober: Jean Vallée, belgischer Sänger († 2014)
- 03. Oktober: Andrea de Adamich, italienischer Automobilrennfahrer
- 03. Oktober: Fikret Adanır, türkischer Historiker
- 03. Oktober: Chubby Checker, US-amerikanischer Rock-'n'-Roll-Sänger
- 03. Oktober: Mike Gallagher, US-amerikanischer Skilangläufer († 2013)
- 03. Oktober: Victor Palciauskas, US-amerikanischer Schachspieler
- 03. Oktober: Willi Wagner, deutscher Hindernisläufer
- 04. Oktober: Herbert Pankau, deutscher Fußballspieler († 2025)
- 04. Oktober: Anne Rice, US-amerikanische Schriftstellerin († 2021)
- 04. Oktober: Jerrel Wilson, US-amerikanischer American-Football-Spieler († 2005)
- 04. Oktober: Robert Wilson, US-amerikanischer Regisseur, Maler, Bühnenbildner und Architekt († 2025)
- 05. Oktober: Manfred Bofinger, deutscher Grafiker und Cartoonist († 2006)
- 05. Oktober: Eduardo Duhalde, argentinischer Präsident
- 06. Oktober: Edgar Dören, deutscher Automobilrennfahrer († 2004)
- 06. Oktober: John Nicholson, neuseeländischer Motortuner und Automobilrennfahrer († 2017)
- 06. Oktober: Thomas Pröpper, katholischer Dogmatiker und Fundamentaltheologe († 2015)
- 07. Oktober: Stefan Sodat, österreichischer Skirennläufer
- 08. Oktober: Hans Arnold, deutscher Fußballspieler († 1991)
- 08. Oktober: Jesse Jackson, US-amerikanischer Baptistenpastor, Politiker und Bürgerrechtler Jesse Jackson, 2009

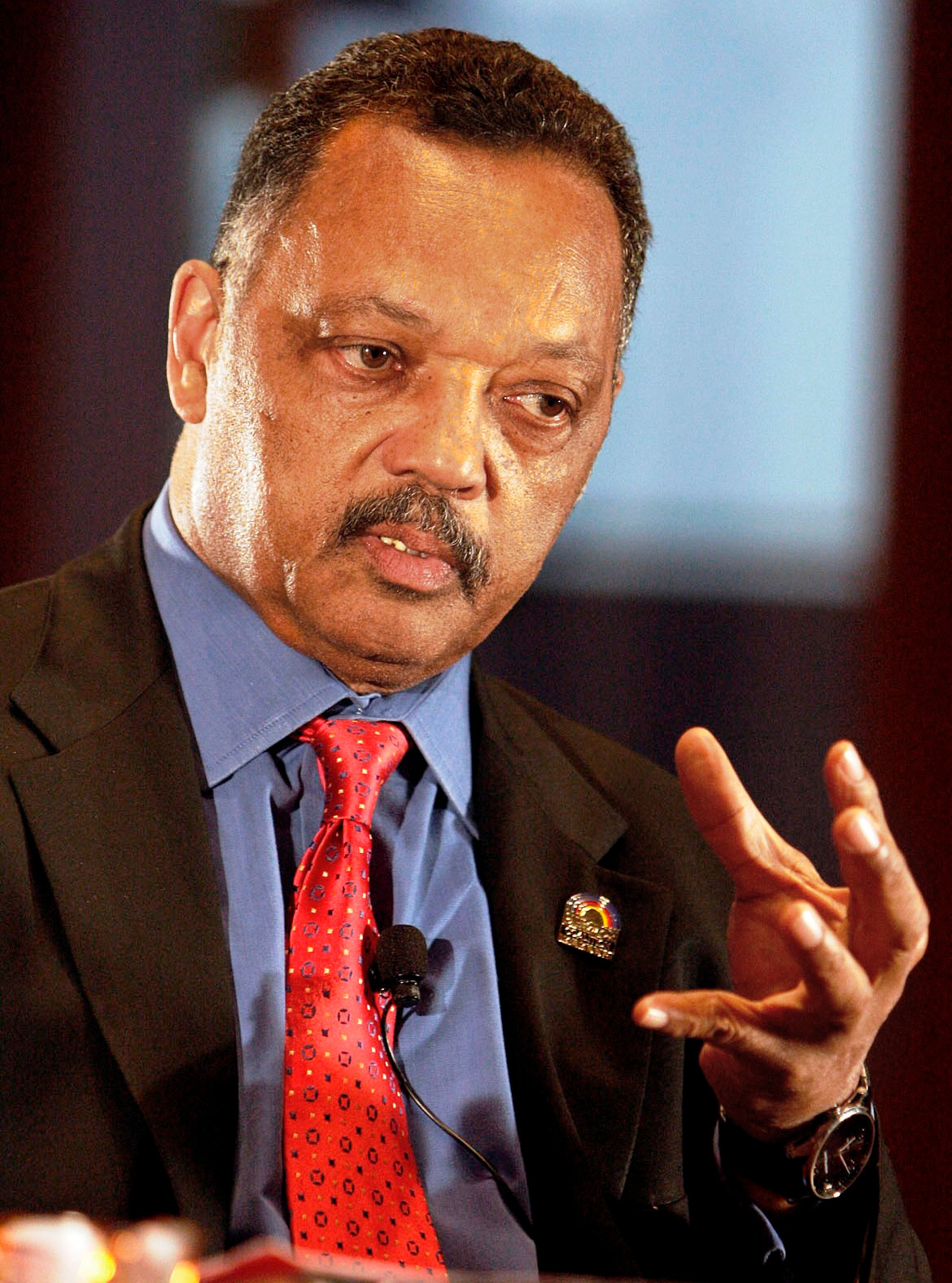
Jesse Jackson, 2009

- 08. Oktober: Edzard Schmidt-Jortzig, deutscher Politiker
- 09. Oktober: Giancarlo Bercellino, italienischer Fußballspieler
- 09. Oktober: Trent Lott, US-amerikanischer Politiker und ehemaliger US-Senator für den Bundesstaat Mississippi
- 10. Oktober: Peter Coyote, US-amerikanischer Schauspieler
- 10. Oktober: Assadullah Habib, afghanischer Dichter und Schriftsteller
- 10. Oktober: Gerd Honsik, österreichischer Schriftsteller und Holocaustleugner († 2018)
- 10. Oktober: Ken Saro-Wiwa, nigerianischer Bürgerrechtler und Schriftsteller († 1995)
- 10. Oktober: Gert Voss, deutscher Schauspieler († 2014)
- 11. Oktober: Lester Bowie, Jazz-Trompeter, Bandleader und Komponist († 1999)
- 12. Oktober: André Gahinet, französischer Automobilrennfahrer
- 13. Oktober: Hans Achenbach, deutscher Strafrechtslehrer
- 13. Oktober: Neil Aspinall, britischer Roadmanager und Assistent der Beatles († 2008)
- 13. Oktober: Robert Hunter, kanadischer Journalist, Autor und Politiker († 2005)
- 13. Oktober: Peter Kschentz, deutscher Musiker der DDR-Rockband Klaus Renft Combo († 2005)
- 13. Oktober: Martin Mayer, deutscher Politiker († 2017)
- 13. Oktober: Paul Simon, US-amerikanischer Musiker Paul Simon, 2007

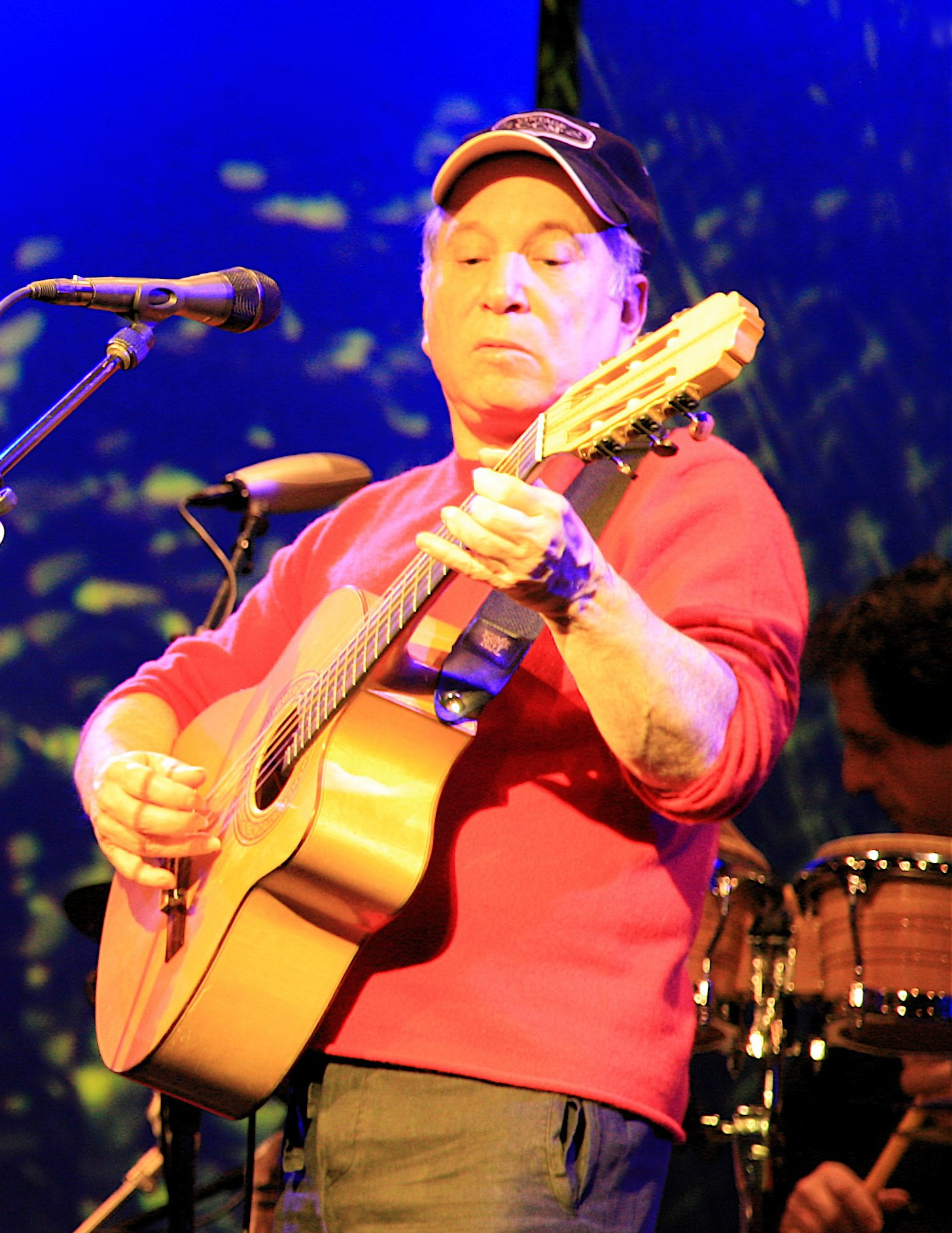
Paul Simon, 2007

- 14. Oktober: Peter Ducke, deutscher Fußballspieler
- 14. Oktober: Anton Pelinka, Politikwissenschaftler, Dekan der Universität Innsbruck
- 14. Oktober: Desanka Pešut, jugoslawische Sportschützin († 2021)
- 14. Oktober: Ileana Silai, rumänische Leichtathletin († 2025)
- 15. Oktober: Rosie Douglas, dominicanischer Politiker († 2000)
- 16. Oktober: Hans Gratzer, österreichischer Regisseur und Theaterleiter († 2005)
- 16. Oktober: Claude Savard, kanadischer Pianist und Musikpädagoge († 2003)
- 17. Oktober: Jürgen Weber, deutscher Wirtschaftsmanager († 2025)
- 18. Oktober: Billy Cox, US-amerikanischer Bassist
- 19. Oktober: Jo Bolling, deutscher Schauspieler
- 19. Oktober: Eddie Daniels, US-amerikanischer Jazzklarinettist und -saxophonist
- 19. Oktober: Pepetela, angolanischer Schriftsteller, Politiker und Befreiungskämpfer
- 21. Oktober: Steve Cropper, US-amerikanischer Gitarrist, Produzent und Songwriter
- 21. Oktober: Marcell Jankovics, ungarischer Animator, Regisseur und Drehbuchautor († 2021)
- 22. Oktober: Max Apple, US-amerikanischer Schriftsteller und Drehbuchautor
- 22. Oktober: Dietrich Austermann, deutscher Politiker
- 22. Oktober: Doris Kunstmann, deutsche Schauspielerin
- 23. Oktober: Jürgen Egert, deutscher Politiker († 1992)
- 23. Oktober: Lawrence Foster, US-amerikanischer Dirigent
- 23. Oktober: Knut Hinz, deutscher Schauspieler
- 23. Oktober: Herbert Lübking, deutscher Feld- und Hallenhandballspieler
- 23. Oktober: René Metge, französischer Rallyefahrer († 2024)
- 23. Oktober: Igor Nikolajewitsch Smirnow, Politiker, Präsident von Transnistrien
- 24. Oktober: Philip Arestis, britischer Wirtschaftswissenschaftler
- 24. Oktober: Sally Daley, US-amerikanische Komponistin, Organistin und Kirchenmusikerin († 2020)
- 24. Oktober: Peter Takeo Okada, japanischer katholischer Priester, Erzbischof von Tokio († 2020)
- 25. Oktober: Lynda Benglis, US-amerikanische Künstlerin
- 25. Oktober: Helen Reddy, australische Sängerin und Filmschauspielerin († 2020) Helen Reddy, 1975

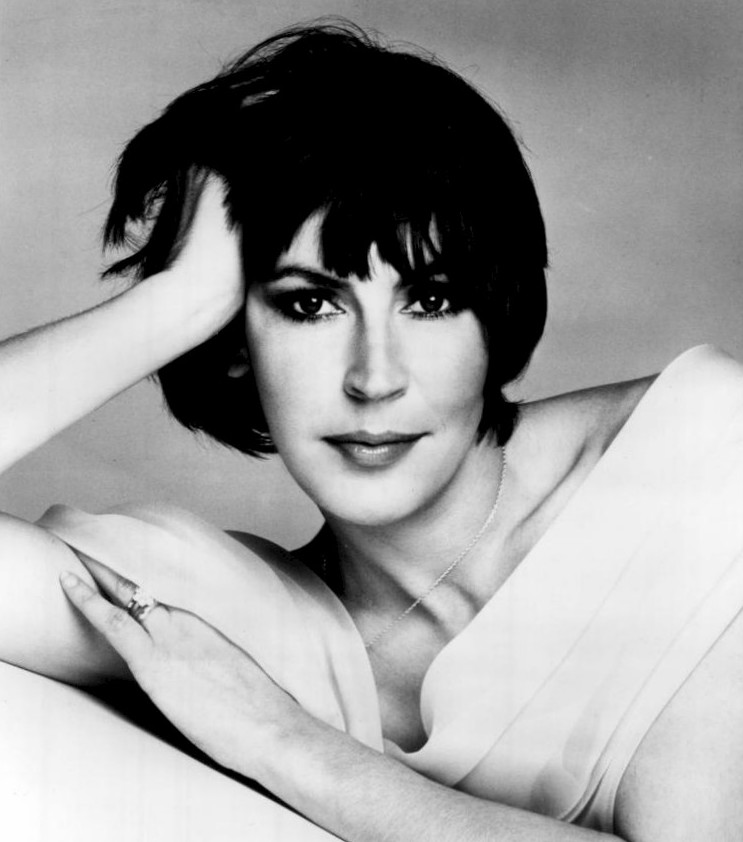
Helen Reddy, 1975

- 25. Oktober: Wolf-Rüdiger Schenke, deutscher Staatsrechtslehrer
- 25. Oktober: Anne Tyler, US-amerikanische Schriftstellerin
- 26. Oktober: Bob de Groot, belgischer Comiczeichner († 2023)
- 26. Oktober: Holger Meins, deutscher Terrorist und Mitglied der RAF († 1974)
- 26. Oktober: Peter Przygodda, deutscher Filmeditor († 2011)
- 27. Oktober: Gerd Brantenberg, norwegische Autorin
- 28. Oktober: Hank Marvin, englischer Gitarrist und Songwriter
- 29. Oktober: Peter Pelikan, österreichischer Architekt
- 29. Oktober: Annegret Lingenberg, deutsche Theologin
- 30. Oktober: Theodor Hänsch, deutscher Physiker Theodor Hänsch, 2006

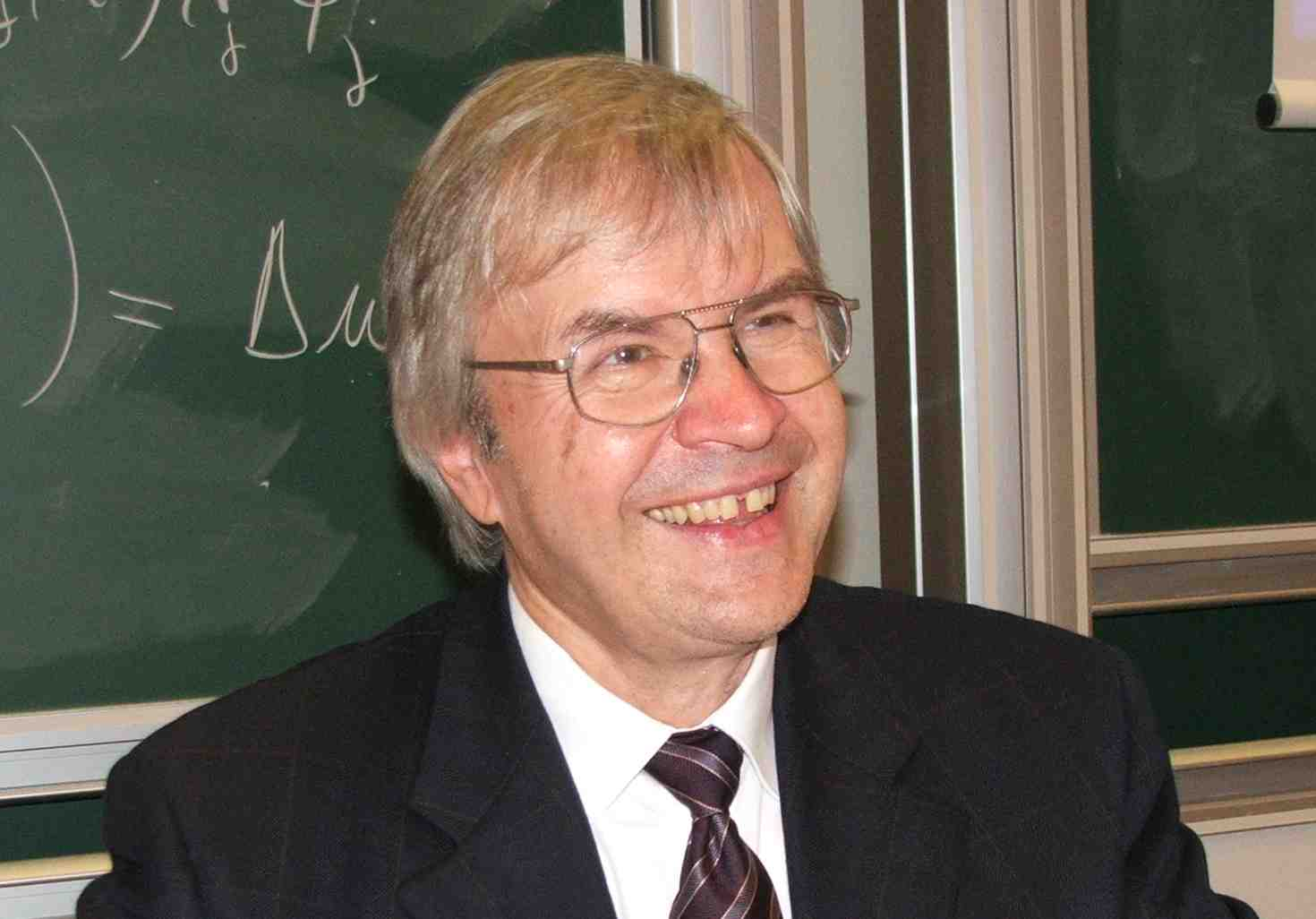
Theodor Hänsch, 2006

- 30. Oktober: Otto Kentzler, deutscher Unternehmer († 2019)
- 31. Oktober: Peter Aczel, britischer mathematischer Logiker und Informatiker († 2023)
- 31. Oktober: Derek Bell, britischer Automobilrennfahrer
- 31. Oktober: Peter Bräutigam, deutscher Fotograf und Thüringer Landesinnungsmeister († 2005)
- 31. Oktober: Lucious Jackson, US-amerikanischer Basketballspieler († 2022)

### November
- 01. November: Thomas W. Appelquist, US-amerikanischer theoretischer Physiker
- 01. November: Horst Arzt, deutscher Politiker und Fußballfunktionär
- 02. November: Metin Akpınar, türkischer Schauspieler
- 02. November: Bruce Welch, britischer Gitarrist, Songwriter, Produzent und Sänger
- 03. November: Hans Martin Corrinth, deutscher Kirchenmusiker, Komponist und Hochschullehrer († 2022)
- 03. November: Jean-Paul Costa, französischer Jurist, Präsident des Europäischen Gerichtshofs für Menschenrechte († 2023)
- 03. November: Brian Poole, britischer Popsänger
- 04. November: Raúl Emilio Bernao, argentinischer Fußballspieler († 2007)
- 04. November: Werner Dittmann, deutscher Sonderpädagoge, Psychologe und Hochschullehrer
- 04. November: Klaus Kirschner, deutscher Politiker

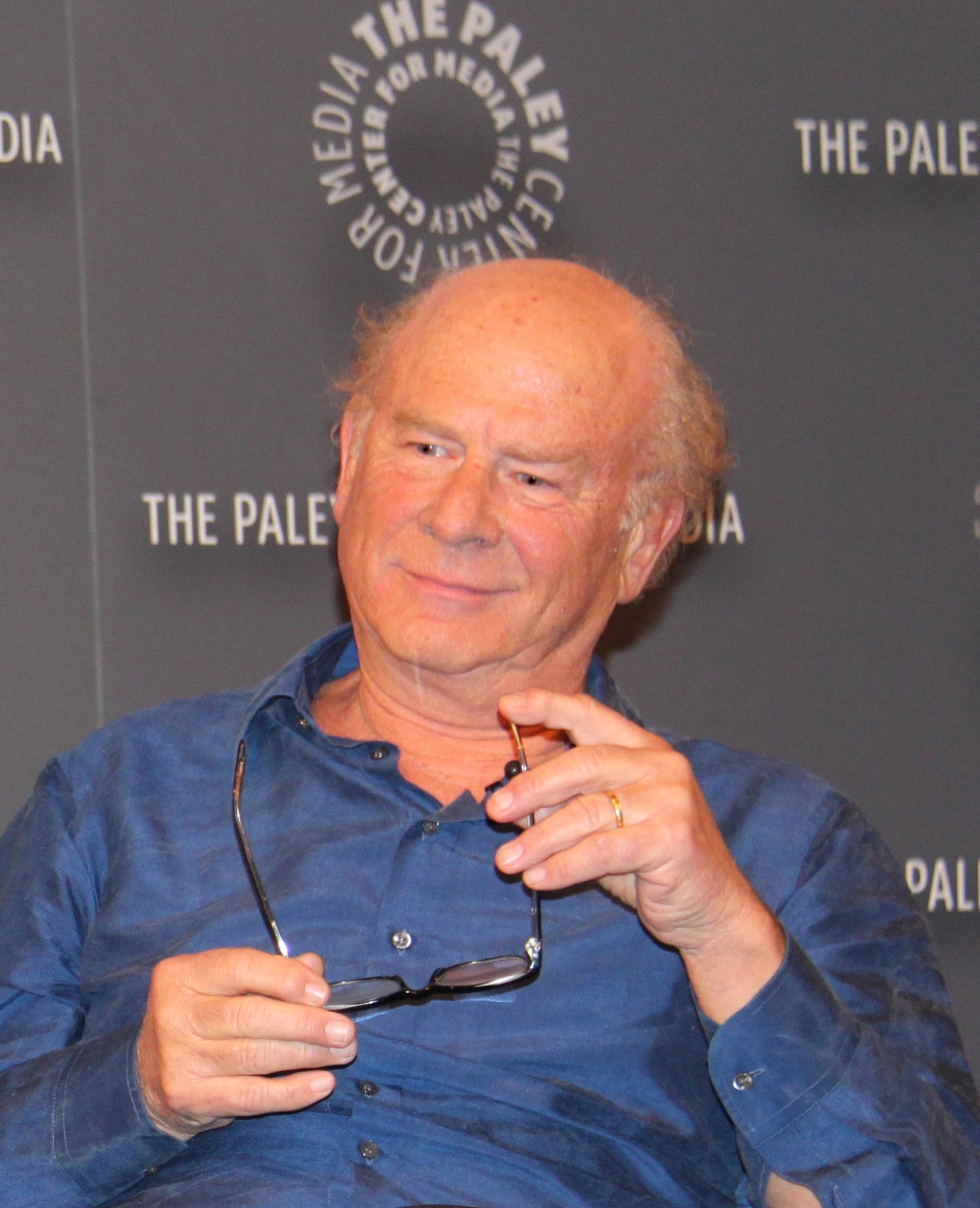
Art Garfunkel, 2013

- 05. November: Art Garfunkel, US-amerikanischer Sänger
- 05. November: Ulrike Gauss, deutsche Kunsthistorikerin und Museologin († 2021)
- 05. November: Simon Langton, britischer Regisseur
- 05. November: Axel Zerdick, deutscher Ökonom und Publizistikwissenschaftler († 2003)
- 06. November: Hannelore Bey, deutsche Tänzerin
- 06. November: John Carter, US-amerikanischer Politiker und Richter
- 06. November: Mário Cláudio, portugiesischer Schriftsteller
- 06. November: James Hamilton-Paterson, englischer Schriftsteller
- 06. November: Matti Keinonen, finnischer Eishockeyspieler und -trainer († 2021)
- 06. November: Horst Säcker, deutscher Jurist († 2015)
- 06. November: Douglas Wayne Sahm, US-amerikanischer Country-, Blues- und Rockmusiker († 1999)
- 07. November: Hughes Kirschoffer, französischer Automobilrennfahrer

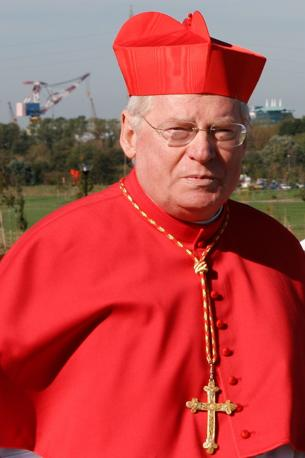
Angelo Kardinal Scola (2009)

- 07. November: Angelo Scola, Patriarch von Venedig und Kardinal der römisch-katholischen Kirche
- 07. November: Gary Windo, britischer Saxophonist († 1992)
- 08. November: Volker Lutz, deutscher Chorleiter, Dirigent, Organist, Kirchenmusikdirektor und Hochschullehrer († 2020)
- 08. November: Valentin-Yves Mudimbe, kongolesischer Anthropologe († 2025)
- 09. November: Michael Arndt, deutscher Politiker
- 09. November: Tom Fogerty, US-amerikanischer Musiker und Gitarrist († 1990)
- 10. November: Martin Kannegiesser, deutscher Verbandsfunktionär und Unternehmer
- 10. November: Winfried Kron, deutscher Generalarzt
- 11. November: William Arthur Adcocks, britischer Marathonläufer
- 11. November: Livio Macchia, italienischer Musiker († 2025)
- 11. November: Helga Masthoff, deutsche Tennisspielerin
- 11. November: Gérard Vial, Schweizer Automobilrennfahrer
- 12. November: Rainer Riehn, deutscher Komponist und Dirigent († 2015)
- 13. November: Eberhard Diepgen, deutscher Politiker
- 13. November: Henri Elendé, kongolesischer Hochspringer († 2022)
- 14. November: Dieter Kühr, deutscher Pädagoge und Klarinettist
- 15. November: Alice Calaprice, in Deutschland geborene US-amerikanische Biografin von Albert Einstein und langjährige Verlagsherausgeberin
- 16. November: Harvey Lodish, US-amerikanischer Zellbiologe und Lehrbuchautor
- 16. November: Katharina Sieverding, deutsche Fotografin
- 18. November: David Hemmings, britischer Schauspieler und Regisseur († 2003)
- 18. November: Klaus Hildebrand, deutscher Historiker
- 19. November: Iwanka Christowa, bulgarische Kugelstoßerin († 2022)
- 19. November: Horst Schmidt, Generalsekretär des Deutschen Fußball-Bundes
- 19. November: Tommy Thompson, US-amerikanischer Politiker
- 20. November: Dino Armas, uruguayischer Theaterregisseur und Dramaturg
- 20. November: Dr. John, Rock-’n’-Roll-, Blues- und Jazz-Musiker und Musikproduzent († 2019)
- 20. November: Gary Karr, US-amerikanischer Musiker († 2025)
- 21. November: Abdallah Bou Habib, libanesischer Ökonom, Diplomat und Politiker († 2025)
- 21. November: Hans Hermann Henrix, deutscher römisch-katholischer Theologe und Autor
- 21. November: Klaus Holländer, deutscher Brigadegeneral des Heeres der Bundeswehr
- 21. November: Margriet de Moor, niederländische Schriftstellerin
- 22. November: Tadeusz Chmielewski, polnischer Pianist und Musikpädagoge († 2012)
- 22. November: Günther Koch, deutscher Hörfunkreporter
- 23. November: Oscar Alem, argentinischer Kontrabassist, Pianist und Komponist († 2017)
- 23. November: Jochen Hauser, deutscher Schriftsteller und Drehbuchautor
- 23. November: Franco Nero, italienischer Schauspieler
- 24. November: John De Andrea, US-amerikanischer Künstler
- 24. November: Pete Best, erster Schlagzeuger der Beatles
- 24. November: Gary Boyle, britischer Jazzrock- und Fusion-Gitarrist
- 24. November: Donald „Duck“ Dunn, US-amerikanischer Bassist, Produzent und Songwriter († 2012)
- 24. November: Winfried Hofer, deutscher Brigadegeneral des Heeres der Bundeswehr
- 24. November: Jenny Graves, australische Genetikerin
- 26. November: agnès b., französische Modedesignerin
- 27. November: Louis van Dijk, niederländischer Pianist († 2020)
- 27. November: Aimé Jacquet, französischer Fußballspieler und -trainer
- 27. November: Veronika Otten, deutsche Dokumentarfilmerin und Filmredakteurin
- 28. November: Laura Antonelli, italienische Schauspielerin († 2015)
- 28. November: Hermann Strasser, deutscher Soziologe und Publizist
- 28. November: Jesper Thilo, dänischer Jazzsaxophonist und -flötist
- 29. November: Lothar Emmerich, deutscher Fußballspieler († 2003)
- 30. November: Cornelius Aarts, niederländischer Fußballspieler († 2008)
- 30. November: John Burton, britischer Automobilrennfahrer
- 000November: Robert Audi, US-amerikanischer Philosoph

### Dezember
- 01. Dezember: Stephen A. Benton, US-amerikanischer Physiker († 2003)
- 01. Dezember: Federico Faggin, italienischer Unternehmer
- 01. Dezember: Günter Graf, deutscher Politiker und MdB
- 01. Dezember: Peter Letzgus, deutscher Politiker und MdB
- 01. Dezember: Jesús Moncada, spanischer Schriftsteller († 2005)
- 02. Dezember: Dieter Schurr, deutscher Fußballspieler († 2024)
- 02. Dezember: Kati Székely, deutsche Schauspielerin
- 03. Dezember: Julius Eduard Erdmann Ernst-August Prinz von Anhalt, deutscher Journalist und Buchautor
- 04. Dezember: Hans Angerer, deutscher Verwaltungsjurist und Beamter († 2012)
- 04. Dezember: Franz Jaeger (Ökonom), Schweizer Ökonom, Politiker und Unternehmer
- 04. Dezember: Giovanni Tonucci, italienischer Bischof
- 05. Dezember: Péter Balázs, ungarischer Politiker und EU-Kommissar
- 05. Dezember: Håkon Øverby, norwegischer Ringer († 2021)
- 06. Dezember: Helen Cornelius, US-amerikanische Country-Musikerin († 2025)
- 06. Dezember: Heinz Gstrein, österreichisch-schweizerischer Orientalist, orthodoxer Theologe, Auslandskorrespondent und Sachbuchautor († 2023)
- 06. Dezember: Bruce Nauman, US-amerikanischer Konzeptkünstler
- 07. Dezember: Jürgen Horlemann, deutscher Politiker und Verleger († 1995)
- 07. Dezember: Klaus Rose, deutscher Politiker
- 08. Dezember: Martin John Amos, US-amerikanischer Bischof
- 08. Dezember: Peter-Christian Graf von Bothmer, deutscher Brigadegeneral des Heeres der Bundeswehr
- 08. Dezember: Bob Brown, US-amerikanischer American-Football-Spieler († 2023)
- 08. Dezember: Geoff Hurst, englischer Fußballspieler
- 08. Dezember: Michael Naumann, deutscher Journalist und Politiker
- 08. Dezember: Günter Pröpper, deutscher Fußballspieler
- 08. Dezember: Katrin Sello, deutsche Kunsthistorikerin und Direktorin des Kunstvereins Hannover († 1992)
- 09. Dezember: Kirsti Møller Andersen, dänische Mathematikhistorikerin
- 10. Dezember: Franco Ambrosetti, Schweizer Jazztrompeter und -flügelhornist
- 10. Dezember: Jan Flieger, deutscher Kinder-, Jugendbuch- und Krimiautor
- 10. Dezember: Nicolas Kynaston, britischer Organist († 2025)
- 10. Dezember: Ricarda Liver, Schweizer Romanistin
- 10. Dezember: Bertus Sitters, niederländischer Schwimmerc
- 10. Dezember: Günter Willumeit, deutscher Humorist, Parodist und Entertainer († 2013)
- 11. Dezember: Bronisław Kazimierz Przybylski, polnischer Komponist und Musikpädagoge († 2011)
- 12. Dezember: Smaranda Oțeanu-Bunea, rumänische Komponistin
- 13. Dezember: Anouska Hempel, neuseeländische Film- und Fernsehschauspielerin und Innenarchitektin
- 13. Dezember: Christa Maerker, deutsche Journalistin, Filmkritikerin, Dokumentarfilm-, Drehbuch und Hörspielautorin († 2023)
- 14. Dezember: Lothar Appler, deutscher Radrennfahrer
- 14. Dezember: Karan Armstrong, US-amerikanische Sopranistin († 2021)
- 14. Dezember: Antoni Morell i Mora, andorranischer Schriftsteller († 2020)
- 14. Dezember: Rainer Probst, deutscher Maler, Pädagoge und Schulpolitiker († 2004)
- 16. Dezember: Gisela Achterberg, deutsche Malerin († 2025)
- 16. Dezember: Vittorio Mezzogiorno, italienischer Schauspieler († 1994)
- 16. Dezember: Lesley Stahl, US-amerikanische TV-Journalistin
- 17. Dezember: Dave Dee, britischer Popsänger († 2009)
- 17. Dezember: Marie-Chantal Depetris-Demaille, französische Florettfechterin († 2025)

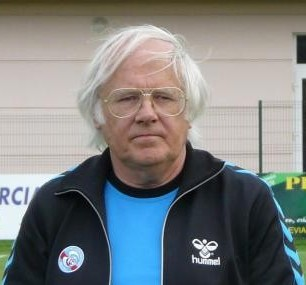
Gilbert Gress

- 17. Dezember: Gilbert Gress, französischer Fußballspieler und -trainer
- 18. Dezember: Wayne Baker, US-amerikanischer Automobilrennfahrer
- 18. Dezember: Wilhelm von Gloucester, Enkel von König Georg V. († 1972)
- 18. Dezember: Georg Hentschel, deutscher Theologe, katholischer Priester
- 18. Dezember: Philipp Sonntag, deutscher Schauspieler
- 19. Dezember: Maurice White, Gründer der Band Earth, Wind and Fire († 2016)
- 20. Dezember: Michael Hurley, US-amerikanischer Musiker († 2025)
- 21. Dezember: Klaus-Jürgen Hedrich, deutscher Politiker und MdB († 2022)
- 22. Dezember: M. Stanley Whittingham, britisch-amerikanischer Chemiker
- 23. Dezember: Tim Hardin, US-amerikanischer Musiker († 1980)
- 23. Dezember: Klaus Reisch, österreichischer Automobilrennfahrer († 1971)
- 24. Dezember: Michael Billington, britischer Schauspieler († 2005)

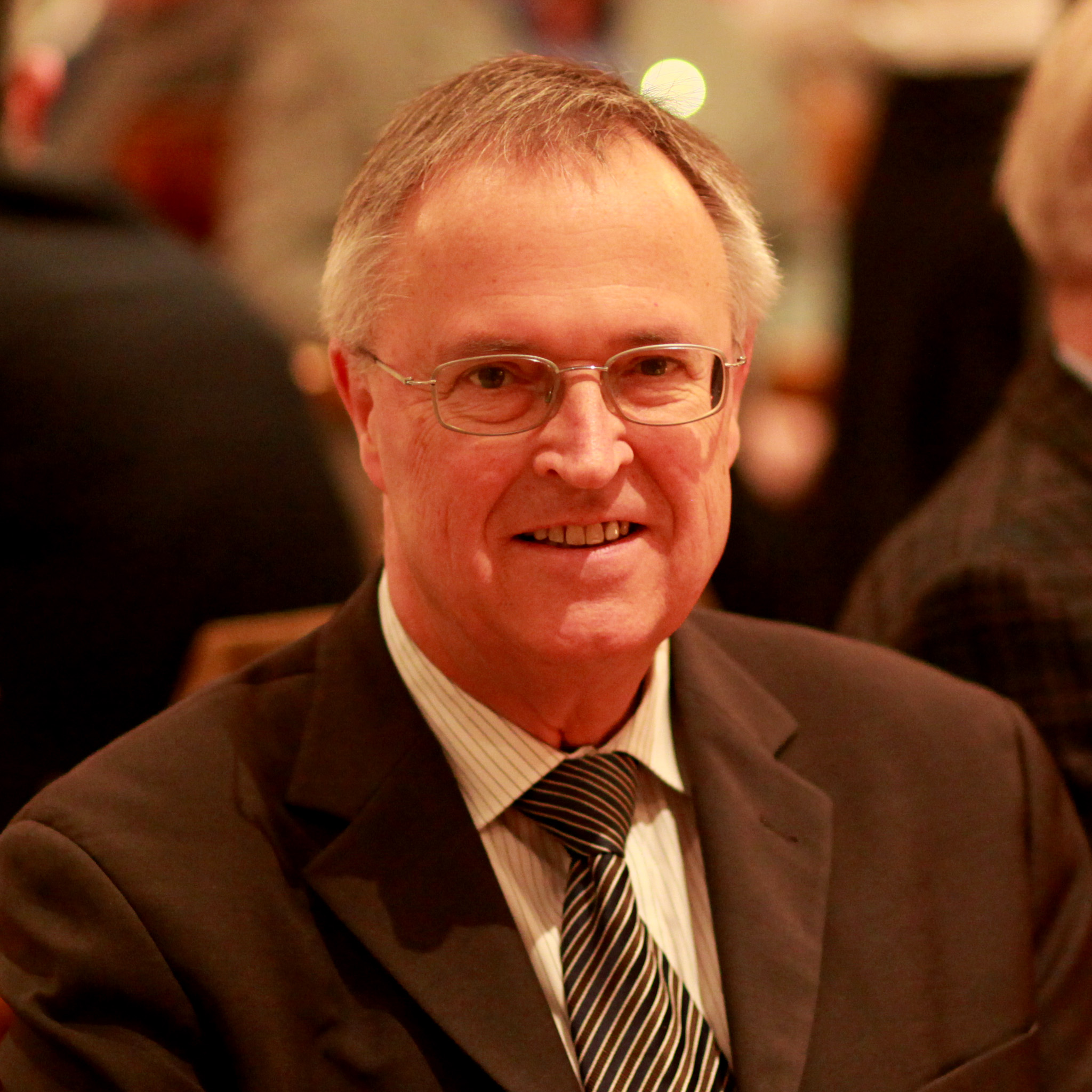
Hans Eichel, 2010

- 24. Dezember: Hans Eichel, deutscher Politiker
- 24. Dezember: Howden Ganley, neuseeländischer Automobilrennfahrer
- 24. Dezember: Manfred Schurti, Liechtensteiner Automobilrennfahrer
- 25. Dezember: Lex Hixon, US-amerikanischer Poet, Philosoph und spiritueller Lehrer († 1995)
- 25. Dezember: Klaus Klundt, deutscher Schachmeister
- 25. Dezember: Don Pullen, US-amerikanischer Jazzpianist († 1995)
- 25. Dezember: Guido Reybrouck, belgischer Radrennfahrer
- 26. Dezember: Klaus-Michael Bonsack, deutscher Rennrodler, Olympiasieger († 2023)
- 26. Dezember: Keyvan Dahesch, früherer Pressesprecher des Hessischen Landesversorgungsamtes († 2018)
- 26. Dezember: Rattlesnake Annie, US-amerikanische Country-Sängerin
- 26. Dezember: Daniel Schmid, Schweizer Film- und Opernregisseur († 2006)
- 28. Dezember: Peter-Christian Fueter, Schweizer Filmproduzent
- 28. Dezember: Teruo Higa, Professor für Gartenbau, Entdecker der Effektiven Mikroorganismen (EM)
- 28. Dezember: Volker Schmidt-Gertenbach, deutscher Musiker, Dirigent und Generalmusikdirektor
- 29. Dezember: Daphne Arden, britische Sprinterin
- 30. Dezember: Joel Appelbaum, US-amerikanischer Physiker
- 30. Dezember: Bruno Parma, slowenischer Schachgroßmeister
- 31. Dezember: John Howard Dalton, US-amerikanischer Geschäftsmann und Politiker
- 31. Dezember: Alex Ferguson, schottischer Fußballtrainer
- 31. Dezember: Manfred Güllner, deutscher Soziologe
- 31. Dezember: Sarah Miles, britische Schauspielerin

### Genaues Geburtsdatum unbekannt
- Christian Adam, deutscher Künstler († 2021)
- Volker Arzt, deutscher Diplomphysiker, Moderator und Autor
- Uta Beth, deutsche Journalistin, Hörspielautorin, -regisseurin und -redakteurin
- Safia Hama Dschan, afghanische Lehrerin und Frauenrechtlerin († 2006)
- Christer Grewin, schwedischer Tontechniker und Komponist († 1999)
- Beverley Harper, australische Autorin († 2002)
- Kjell Johansson, schwedischer Schriftsteller
- Bou Meng, kambodschanischer Maler, Überlebender des Foltergefängnisses S-21
- Henning Nase, deutscher Soziologe, Ministerialbeamter und Spion
- Terry Winter Owens, US-amerikanische Komponistin, Pianistin und Cembalistin († 2007)
- Rudi Palla, österreichischer Filmemacher und Schriftsteller
- Barbara Rath, deutsche Schauspielerin
- Willy „El Baby“ Rodríguez, kubanischer Sänger
- Ronald Shroyer, US-amerikanischer Komponist, Musikpädagoge, Saxophonist und Flötist
- Anita Smisek, US-amerikanische Musikverlegerin, Organistin und Pianistin
- Hagen Stehr, deutsch-australischer Thunfischzüchter und Unternehmer
- Alma Yoray, US-amerikanische Tänzerin, Sängerin und Yogalehrerin († 2010)

## Gestorben

### Januar/Februar
- 01. Januar: Max Neal, deutscher Schwankautor (* 1865)
- 02. Januar: Mischa Levitzki, US-amerikanischer Pianist (* 1898)
- 02. Jänner: Josef Strzygowski, österreichischer Kunsthistoriker und Begründer einer vergleichenden Kunstforschung (* 1862)
- 04. Januar: Henri Bergson, französischer Philosoph (* 1859)
- 05. Januar: Amy Johnson, britische Pilotin (* 1903)
- 06. Januar: Georges Truc, französischer Dirigent (* 1893)
- 08. Januar: Robert Baden-Powell, Gründer der Pfadfinderbewegung (* 1857)
- 10. Januar: Issai Schur, deutscher Mathematiker (* 1875)
- 10. Januar: Johannes Biehle, deutscher Physiker, Glocken- und Orgelbauer (* 1870)
- 11. Januar: Emanuel Lasker, deutsch-jüdischer Schachspieler (* 1868)
- 12. Januar: Edu Snethlage, niederländischer Fußballspieler (* 1886)

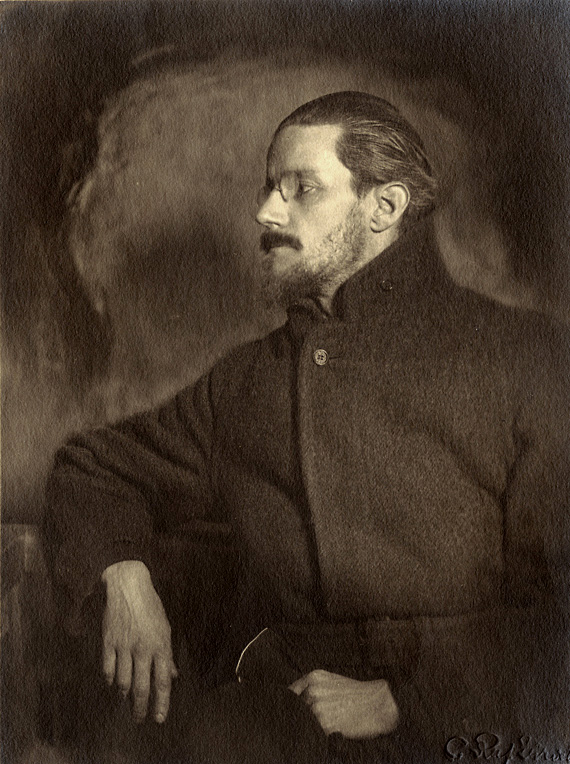
James Joyce, ca. 1918

- 13. Januar: James Joyce, irischer Schriftsteller (* 1882)
- 14. Jänner: Fritz Grünbaum, österreichischer Kabarettist (* 1880)
- 15. Jänner: Hugo Botstiber, österreichischer Musikwissenschaftler (* 1875)
- 17. Januar: Virginio Arias, chilenischer Bildhauer (* 1855)
- 17. Januar: Karl Tappenbeck, deutscher Politiker (* 1858)
- 18. Jänner: Berthold Hatschek, österreichischer Zoologe (* 1854)
- 18. Jänner: Anton Kuh, österreichischer Journalist, Essayist und Erzähler (* 1890)
- 24. Januar: Martha Remmert, deutsche Pianistin, Musikpädagogin, Dirigentin, Musikfestmanagerin und Musikschriftstellerin (* 1853)
- 26. Januar: Marie Narelle, australische Sängerin (* 1870)
- 27. Jänner: Leopold Adametz, österreichischer Tierzucht- und Vererbungsforscher (* 1861)
- 27. Januar: Iver Holter, norwegischer Komponist (* 1850)
- 29. Januar: Ioannis Metaxas, griechischer General und Politiker (* 1871)
- 30. Jänner: Emil von Guttenberg, österreichischer Marschallleutnant und Eisenbahnminister (* 1841)
- 01. Februar: Walter Abbott, englischer Fußballspieler (* 1877)
- 01. Februar: Lina Hähnle, Gründerin des Bundes für Vogelschutz (* 1851)
- 01. Februar: Karl Schapper, deutscher Widerstandskämpfer gegen den Nationalsozialismus (* 1879)
- 02. Februar: Johannes Schlaf, deutscher Dramatiker, Erzähler und Übersetzer (* 1862)
- 04. Februar: Louis Emmerson, US-amerikanischer Politiker (* 1863)
- 05. Februar: Andrew Barton Paterson, australischer Dichter (* 1864)
- 08. Februar: Adele Perlmutter, österreichische Fotografin (* 1845)
- 09. Februar: Elizabeth von Arnim, englische Schriftstellerin (* 1866)
- 10. Februar: Richard Winckel, deutscher Maler und Graphiker (* 1870)
- 11. Februar: Rudolf Hilferding, deutsch-österreichischer Politiker und Ökonom (* 1877)
- 12. Februar: Oskar Dressel, deutscher Chemiker (* 1865)
- 13. Februar: Marcet Haldeman, US-amerikanische Autorin (* 1887)
- 14. Februar: Alfred Apfel, deutscher Rechtsanwalt, Strafverteidiger und Autor (* 1882)
- 15. Februar: Guido Adler, österreichischer Musikwissenschaftler (* 1855)
- 18. Februar: Alfred Gustav Benedictus Ackermann-Teubner, deutscher Verleger und Buchhändler (* 1857)
- 19. Februar: Jacques Curie, französischer Physiker (* 1855)
- 20. Februar: Carlos Baca-Flor, peruanischer Maler (* 1867 oder 1869)
- 20. Februar: Mary Bolduc, kanadische Singer-Songwriterin (* 1894)

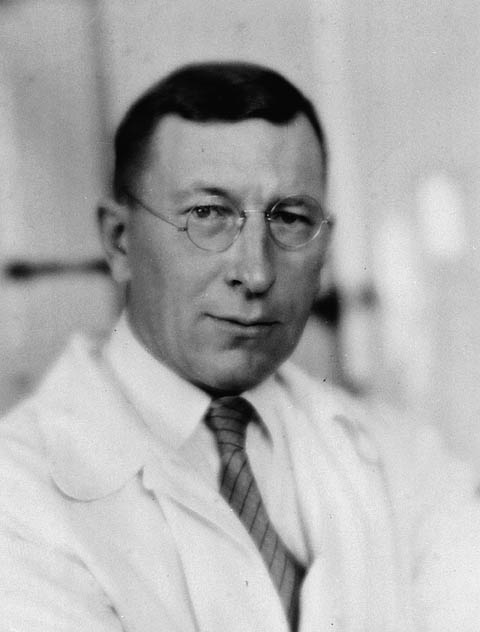
Frederick Banting

- 21. Februar: Frederick Banting, Mitentdecker des Insulins (* 1891)
- 24. Februar: Lothar von Arnauld de la Perière, deutscher Marineoffizier (* 1886)
- 24. Februar: Oskar Loerke, deutscher Lyriker, Erzähler und Essayist (* 1884)
- 24. Februar: Hugo von Preen, österreichischer Maler und Heimatforscher (* 1854)
- 25. Februar: Harry Nice, US-amerikanischer Politiker (* 1877)
- 28. Februar: Alfons XIII., König von Spanien (* 1886)

### März/April
- 01. März: Ruby Laffoon, US-amerikanischer Politiker (* 1869)
- 01. März: Georges Pézières, französischer Politiker (* 1885)
- 04. März: Edoardo Mascheroni, italienischer Dirigent und Komponist (* 1852)
- 04. März: Ludwig Quidde, deutscher Historiker, Politiker und Pazifist (* 1858)

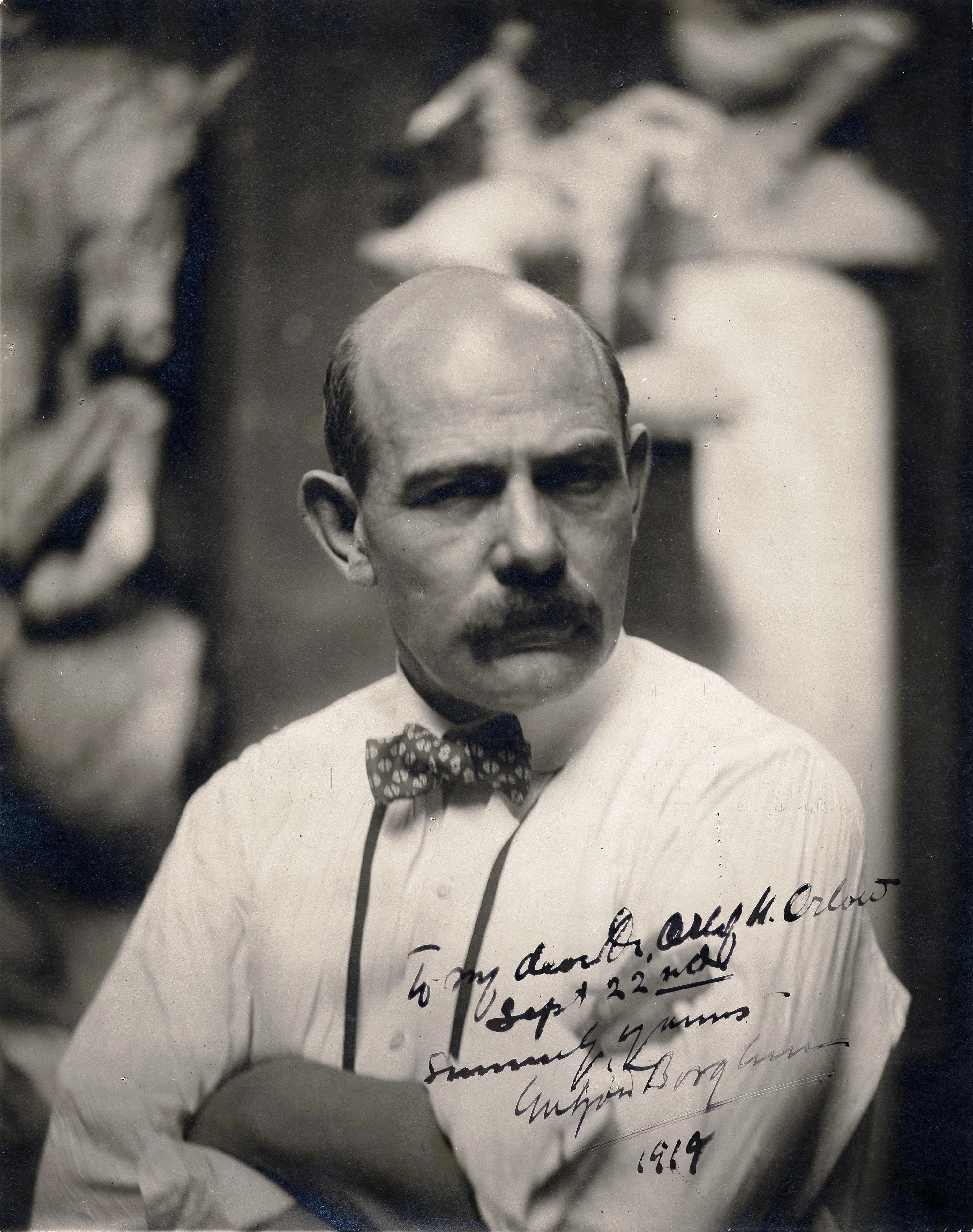
Gutzon Borglum, 1919

- 06. März: John Gutzon de la Mothe Borglum, US-amerikanischer Bildhauer (* 1867)
- 07. März: Günther Prien, deutscher U-Boot-Kommandant (* 1908)
- 08. März: Sherwood Anderson, US-amerikanischer Erzähler (* 1876)
- 10. März: August Abbehusen, deutscher Architekt (* 1875)
- 10. März: Karl Joseph Schulte, deutscher Kardinal und Erzbischof von Köln (* 1871)
- 11. März: Walter Frenzel, deutscher Prähistoriker und Museumsleiter (* 1892)
- 12. März: Charles Sanford Skilton, US-amerikanischer Komponist und Organist (* 1868)
- 15. März: Alexej von Jawlensky, russischer Maler (* 1865)
- 18. März: Henri Cornet, französischer Radrennfahrer (* 1884)
- 19. März: Matteo Ceirano, italienischer Automobilrennfahrer und Unternehmer (* 1870)
- 25. März: Nicolaas van Wijk, niederländischer Germanist, Niederlandist und Vater der niederländischen Slawistik (* 1880)

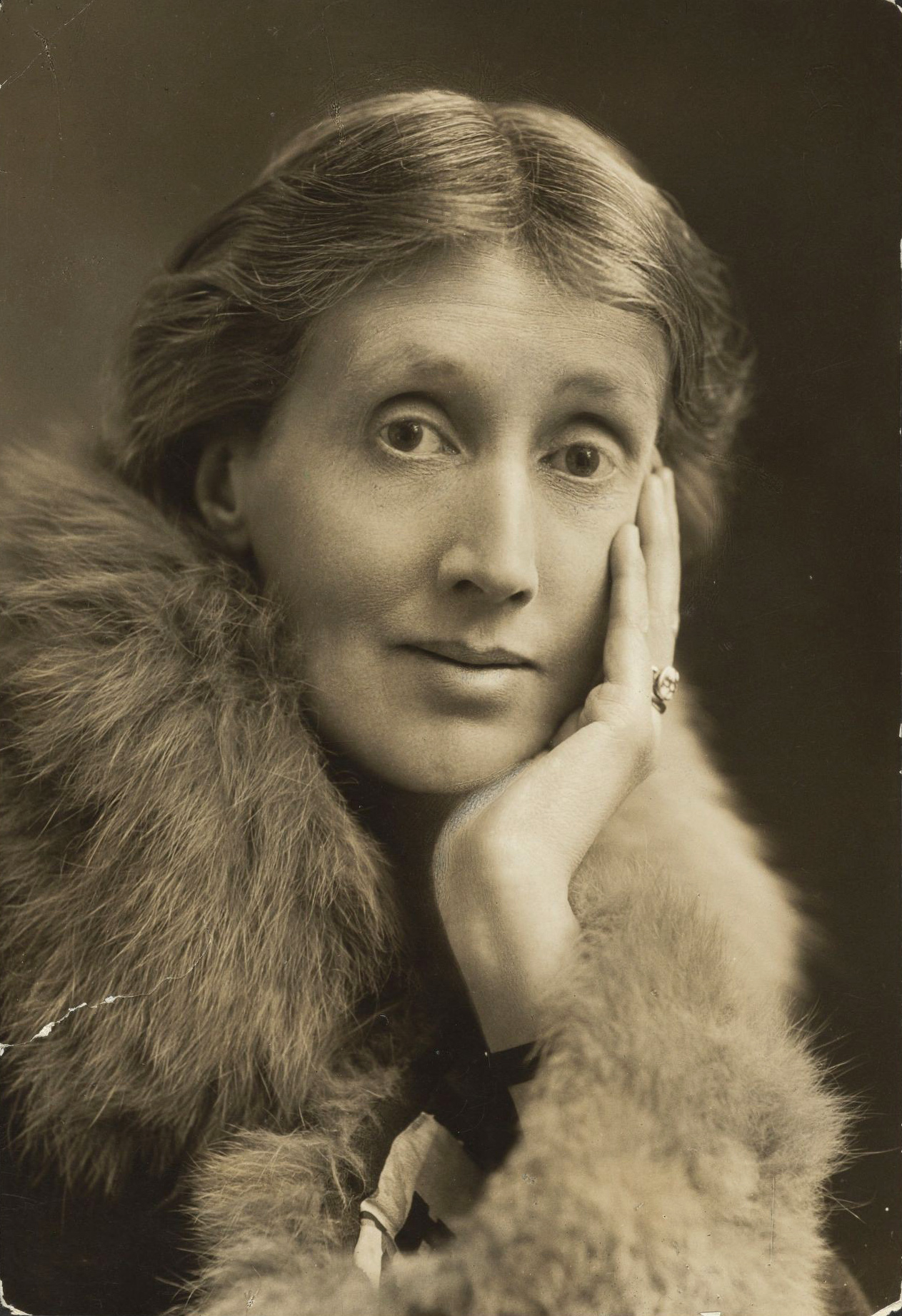
Virginia Woolf, 1927

- 28. März: Virginia Woolf, englische Schriftstellerin (* 1882)
- 29. März: Robert Oelbermann, Bundesgründer und Bundesführer des Nerother Wandervogels (* 1896)
- 30. März: Elisabeth Baumann-Schlachter, Schweizer Schriftstellerin (* 1887)
- 01. April: Edmund Hauler, österreichischer Altphilologe (* 1859)
- 03. April: Pál Teleki, ungarischer Ministerpräsident (* 1879)
- 05. April: Karl Angermayer, österreichischer Politiker (* 1862)
- 05. April: Elsa Asenijeff, österreichische Schriftstellerin (* 1867)
- 05. April: Nigel Gresley, britischer Dampflokomotivkonstrukteur (* 1876)
- 05. April: Emil Stumpp, deutscher Lehrer, Maler und Pressezeichner (* 1886)
- 07. April: Lazăr Edeleanu, rumänischer Chemiker (* 1861)
- 08. April: Marcel Prévost, französischer Schriftsteller (* 1862)
- 08. April: Mariusz Zaruski, polnischer General, Segelsportler, Bergsteiger, Schriftsteller, Lyriker und Maler (* 1867)
- 09. April: Morris Sheppard, US-amerikanischer Politiker (* 1875)
- 10. April: Joseph Saucier, kanadischer Sänger, Chorleiter und Pianist (* 1869)
- 13. April: Annie Jump Cannon, US-amerikanische Astronomin (* 1863)
- 14. April: Guillermo Kahlo, mexikanischer Fotograf deutscher Herkunft und Vater der Malerin Frida Kahlo (* 1871)
- 16. April: Émile Barnard, französischer Maler, Grafiker, Kunsttheoretiker und Romanautor (* 1868)
- 16. April: Johanna Müller-Hermann, österreichische Komponistin (* 1868)
- 17. April: Al Bowlly, südafrikanischer Pop- und Jazzsänger (* 1898)
- 17. April: Hans Driesch, deutscher Biologe und Naturphilosoph (* 1867)
- 17. April: Alexander Zinn, deutscher Schriftsteller und Politiker (* 1880)
- 24. April: Karin Boye, schwedische Schriftstellerin (* 1900)
- 26. April: Eufemia von Adlersfeld-Ballestrem, deutsche Schriftstellerin (* 1854)
- 30. April: Edgar Aabye, dänischer Sportler (* 1865)

### Mai/Juni
- 01. Mai: François Camel, französischer Politiker und Widerstandskämpfer (* 1893)
- 01. Mai: Julia Claussen, schwedische Sängerin und Musikpädagogin (* 1879)
- 01. Mai: Karl Peter Anspach, deutscher Kaufmann (* 1889)
- 02. Mai: Ignacy Popiel, polnischer Schachspieler (* 1863)
- 03. Mai: Erich Aschenheim, deutscher Medizinalrat und Hochschullehrer (* 1882)
- 03. Mai: Georges Durand, französischer Journalist und Motorsportfunktionär (* 1864)
- 05. Mai: Ludwig Arntz, deutscher Architekt, Denkmalpfleger und Dombaumeister (* 1855)
- 06. Mai: Heinrich Simon, deutscher Journalist und Verleger (* 1880)
- 07. Mai: Sir James Frazer, britischer Anthropologe (* 1854)
- 14. Mai: Maurice Bavaud, Schweizer Seminarist und Attentäter auf Hitler (* 1916)
- 15. Mai: Law Adam, niederländischer Fußballspieler (* 1908)
- 16. Mai: Johannes Kuhlo, deutscher Theologe und Komponist (* 1856)
- 18. Mai: Frederic Mosley Sackett, US-amerikanischer Politiker und Diplomat (* 1868)
- 18. Mai: Werner Sombart, deutscher Soziologe und Volkswirt (* 1863)
- 20. Mai: Hermann Schöne, deutscher Altphilologe (* 1870)
- 20. Mai: Wilhelm Süssmann, deutscher Generalleutnant (* 1891)
- 23. Mai: Herbert Austin, englischer Industrieller und Politiker (* 1866)
- 23. Mai: Slavko Osterc, slowenischer Komponist (* 1895)
- 25. Mai: Miguel Lerdo de Tejada, mexikanischer Komponist (* 1869)
- 27. Mai: Oswald Baer, österreichischer Maler der Neuen Sachlichkeit (* 1906)
- 27. Mai: Ernst Lindemann, deutscher Marineoffizier (* 1894)
- 27. Mai: Günther Lütjens, deutscher Marineoffizier und Admiral (* 1889)
- 28. Mai: Theodor Siebs, deutscher Germanist (* 1862)
- 29. Mai: Friedrich Wilhelm Constantin Ashoff, deutscher Unternehmer (* 1886)
- 29. Mai: Léo-Pol Morin, kanadischer Pianist, Musikkritiker und Komponist (* 1892)
- 30. Mai: Henri Hyvernat, franko-amerikanischer Koptologe, Semitist und Orientalist (* 1858)
- 30. Mai: Prajadhipok, König von Siam (* 1893)
- 30. Mai: Johanna Naber, niederländische Feministin (* 1859)
- 31. Mai: Rodolfo Amoedo, brasilianischer Maler (* 1857)
- 01. Juni: Hans Berger, deutscher Neurologe und Psychiater, Erfinder des EEG (* 1873)
- 01. Juni: Ernst Eichhoff, deutscher Politiker (* 1873)
- 01. Juni: Kurt Hensel, deutscher Mathematiker (* 1861)

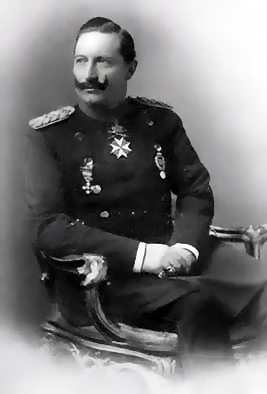
Wilhelm II.

- 04. Juni: Wilhelm II., Deutscher Kaiser und König von Preußen (* 1859)
- 11. Juni: Alexander Cameron Rutherford, kanadischer Politiker (* 1857)
- 15. Juni: Otfrid Foerster, deutscher Neurowissenschaftler (* 1873)
- 15. Juni: Traugott von Jagow, Polizeipräsident von Berlin (* 1865)
- 16. Juni: Gustav Sievers, deutscher Künstler in psychiatrischen Anstalten (* 1865)
- 17. Juni: Johan Wagenaar, niederländischer Komponist und Organist (* 1862)
- 22. Juni: Byron Patton Harrison, US-amerikanischer Politiker (* 1881)
- 22. Juni: Ludwig Vörg, deutscher Alpinist (* 1911)
- 23. Juni: Ben M. Williamson, US-amerikanischer Politiker (* 1864)
- 26. Juni: Andrew Jackson Houston, US-amerikanischer Politiker (* 1854)
- 30. Juni: Walter Bäumer, deutscher Motorrad- und Automobilrennfahrer (* 1908)
- 30. Juni: Hugo Becker, deutscher Cellist, Cellolehrer und Komponist (* 1863)

### Juli/August
- 01. Juli: Nicholas Embiricos, griechischer Reeder und Automobilrennfahrer (* 1910)
- 01. Juli: Heinz Kapelle, Führer des KJVD in Berlin (* 1913)
- 01. Juli: Paul Rehme, deutscher Rechtswissenschaftler (* 1867)
- 03. Juli: Friedrich Karl Akel, estnischer Politiker und Diplomat (* 1871)
- 03. Juli: Gottfried Krüger, deutscher Mediziner und Heimatforscher (* 1863)
- 04. Juli: Tadeusz Boy-Żeleński, polnischer Dichter (* 1874)
- 04. Juli: Karl Kotratschek, österreichischer Leichtathlet (* 1914)
- 04. Juli: Stepan Pawlowitsch Suprun, sowjetischer Pilot (* 1907)
- 08. Juli: Philippe Gaubert, französischer Komponist und Flötist (* 1879)
- 08. Juli: Agnes Straub, deutsche Schauspielerin (* 1890)
- 10. Juli: Edmond Marie Lambert van Aubel, belgischer Experimentalphysiker (* 1864)
- 11. Juli: Arthur Evans, britischer Archäologe (* 1851)
- 13. Juli: Eduard Norden, deutscher Altphilologe und Religionshistoriker (* 1868)
- 15. Juli: Max Kretzer, deutscher Schriftsteller (* 1854)
- 15. Juli: Walter Ruttmann, deutscher Regisseur (* 1887)
- 17. Juli: Emil Barth, deutscher Politiker (* 1879)
- 19. Juli: Bartolomeo Costantini, italienischer Flieger und Automobilrennfahrer (* 1889)
- 24. Juli: Willis Chatman Hawley, US-amerikanischer Politiker (* 1864)
- 26. Juli: Henri Léon Lebesgue, französischer Mathematiker (* 1875)
- 26. Juli: Josephine Siebe, Deutsche Kinderbuchautorin (* 1870)
- 30. Juli: Ado Anderkopp, estnischer Politiker und Journalist (* 1894)
- 01. August: Alva M. Lumpkin, US-amerikanischer Jurist und Politiker (* 1886)
- 01. August: Michael Murach, deutscher Amateurboxer (* 1911)
- 03. August: Albert Wahl, französischer Jurist und Hochschullehrer (* 1863)
- 04. August: Alfred Leonhard Tietz, deutscher Unternehmer (* 1883)
- 07. August: Rabindranath Tagore, bengalischer Dichter, Maler, Philosoph (* 1861)
- 10. August: Mario Amadori, italienischer pharmazeutischer Chemiker und Hochschullehrer (* 1886)
- 11. August: Herbert Adamski, deutscher Ruderer (* 1910)
- 14. August: Maximilian Kolbe, polnischer Franziskaner-Minorit (* 1894)
- 16. August: Felix Mader, deutscher römisch-katholischer Priester, Kunsthistoriker und Denkmalpfleger (* 1867)
- 22. August: Julius Petersen, deutscher Literaturwissenschaftler (* 1878)
- 24. August: Eduard Hiiop, estnischer Eiskunstläufer und Leichtathlet (* 1889)
- 25. August: Gholamali Bayandor, iranischer Konteradmiral (* 1898)
- 26. August: Georg Escherich, deutscher Forstmann, Politiker und Forschungsreisender (* 1870)
- 28. August: Ugo Agostoni, italienischer Radrennfahrer (* 1893)
- 31. August: Alfred Hettner, deutscher Geograph (* 1859)
- 31. August: Marina Zwetajewa, russische Dichterin (* 1892)

### September/Oktober
- 01. September: George Pardee, US-amerikanischer Politiker (* 1857)
- 07. September: Ramón Emilio Peralta, dominikanischer Komponist, Dirigent, Musikpädagoge und Saxophonist (* 1868)
- 08. September: Louis Willemin, Schweizer Jurist und Politiker (* 1863)
- 11. September: Olga Dawidowna Kamenewa, russische Revolutionärin, Schwester von Leo Trotzki und Ehefrau von Lew Kamenew (* 1883)
- 11. September: Christian Georgijewitsch Rakowski, bulgarischer Revolutionär und sowjetischer Politiker (* 1873)
- 11. September: Marija Alexandrowna Spiridonowa, russische Sozialrevolutionärin (* 1884)

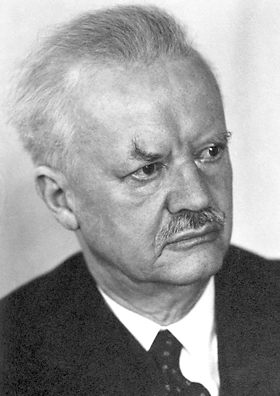
Hans Spemann (vor 1935)

- 12. September: Hans Spemann, deutscher Biologe (* 1869)
- 17. September: Edgar Weil, deutscher Germanist, Dramaturg und Kaufmann (* 1908)
- 22. September: Nicolas Cadi, syrischer Erzbischof (* 1861)
- 24. September: Gottfried Feder, deutscher Wirtschaftstheoretiker und Politiker der NSDAP (* 1883)
- 25. September: Foxhall Keene, US-amerikanischer Pferdezüchter und Sportler (* 1867)
- 29. September: Felipe Agoncillo, philippinischer Jurist und Diplomat (* 1859)
- 29. September: Vilmos Aba-Novák, ungarischer Maler (* 1894)
- 29. September: Friedrich Engel, deutscher Mathematiker (* 1861)
- 02. Oktober: Albin Müller, deutscher Architekt, Pädagoge und Gestalter (* 1871)
- 03. Oktober: Wilhelm Kienzl, österreichischer Komponist (* 1857)
- 03. Oktober: Ernest Marland, US-amerikanischer Politiker (* 1874)
- 04. Oktober: Albert Roberval, kanadischer Sänger, Dirigent, Theaterleiter und Musikpädagoge (* 1869)
- 08. Oktober: Gustav Gerson Kahn, US-amerikanischer Musiker, Liedermacher und Textdichter (* 1886)
- 12. Oktober: Harry M. Daugherty, US-amerikanischer Politiker (* 1860)
- 14. Oktober: Arthur Holitscher, österreichischer Reiseschriftsteller, Essayist, Romancier und Dramatiker (* 1869)
- 16. Oktober: Arthur Kronfeld, deutscher Psychiater (* 1886)
- 17. Oktober: Dirk Fock, Gouverneur von Suriname und Generalgouverneur von Niederländisch-Indien (* 1858)
- 17. Oktober: Friedrich Marx, deutscher Altphilologe (* 1859)
- 17. Oktober: Guglielmo Zuelli, italienischer Komponist, Dirigent und Musikpädagoge (* 1859)
- 20. Oktober: Hanuš Bonn, tschechischer Dichter, Literaturkritiker und Übersetzer (* 1913)
- 24. Oktober: Heinrich Brockhaus, deutscher Kunsthistoriker (* 1858)
- 25. Oktober: Robert Delaunay, französischer Maler (* 1885)
- 26. Oktober: Harry von Arnim, deutscher Offizier (* 1890)
- 27. Oktober: Albert Colomb, französischer Automobilrennfahrer (* 1878)
- 27. Oktober: Wiktor Wassiljewitsch Talalichin, sowjetischer Pilot (* 1918)
- 29. Oktober: Alexander Nikolajewitsch Afinogenow, russischer Schriftsteller und Dramatiker (* 1904)
- 29. Oktober: Bruno Cassirer, deutscher Verleger, Galerist und Pferdezüchter (* 1872)
- 30. Oktober: Adolf Scheufelen, deutscher Unternehmer (* 1864)
- 000Oktober: Josef Adelbrecht, österreichischer Fußballspieler (* 1910)

### November/Dezember
- 01. November: Walter Otto, deutscher Althistoriker (* 1878)
- 04. November: Wassili Iwanowitsch Anutschin, russischer Ethnograf und Journalist (* 1875)
- 04. November: Amédé Ardoin, US-amerikanischer Musiker (* 1898)
- 06. November: Joachim Gottschalk, deutscher Schauspieler (* 1904)
- 06. November: Walter Krämer, deutscher Politiker (* 1892)
- 06. November: Maurice Leblanc, französischer Schriftsteller (* 1864)
- 07. November: Albin Zollinger, Schweizer Schriftsteller (* 1895)
- 12. November: Martha Abicht, deutsche Kindergärtnerin (* 1878)
- 12. November: Leo Graetz, deutscher Physiker (* 1856)
- 12. November: Eduardo Schaerer, paraguayischer Politiker (* 1873)
- 15. November: Wal Handley, britischer Motorrad- und Automobilrennfahrer (* 1902)
- 17. November: Edmond Haraucourt, französischer Schriftsteller (* 1856)
- 17. November: Ernst Udet, deutscher Generaloberst (* 1896)

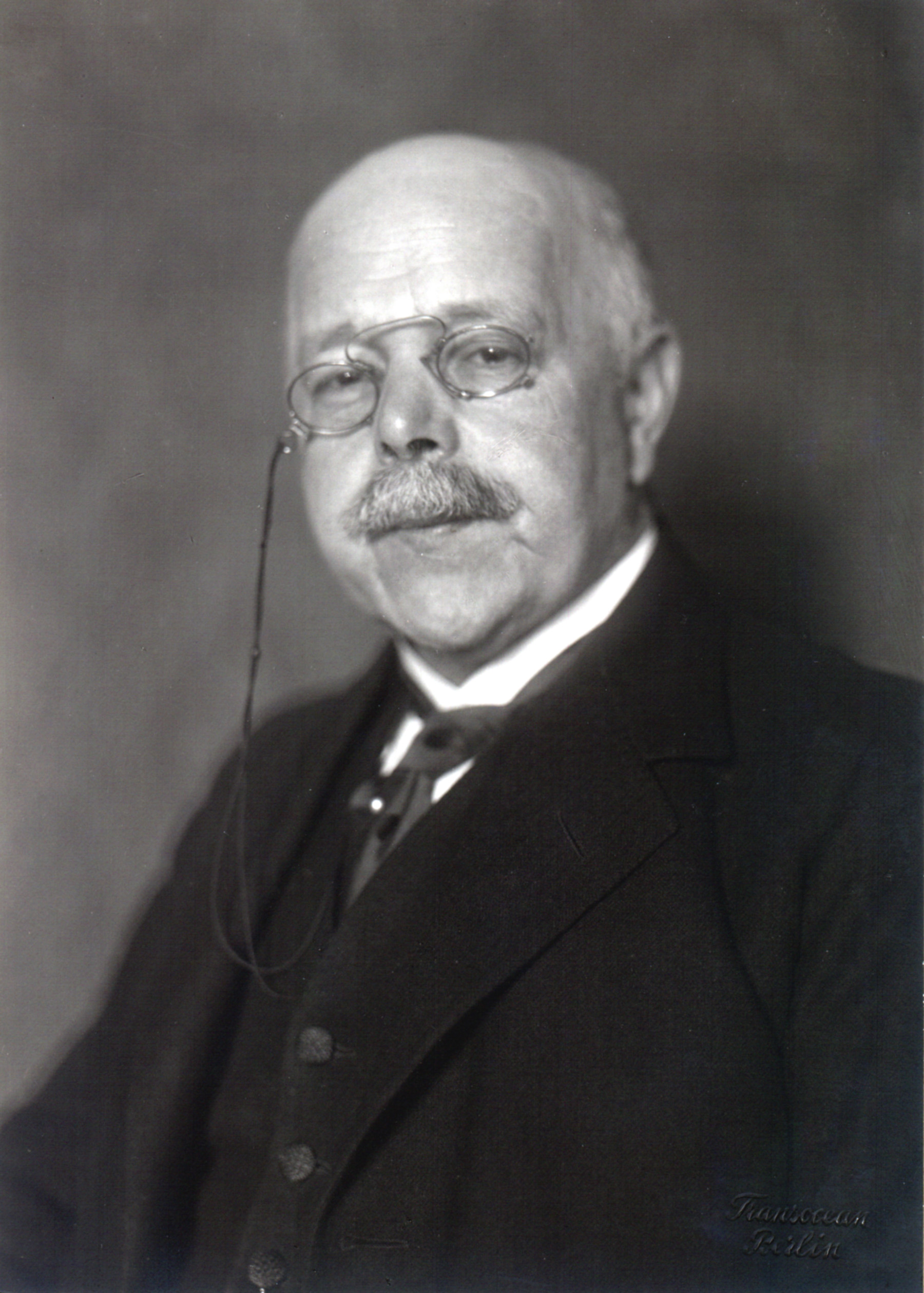
Walther Nernst

- 18. November: Walther Nernst, deutscher Physiker und Chemiker (* 1864)
- 21. November: Basilio Khouri, syrischer Erzbischof (* 1883)
- 22. November: Kurt Koffka, deutscher Psychologe (* 1886)
- 22. November: Werner Mölders, deutscher Luftwaffenoberst (* 1913)
- 23. November: Horace F. Graham, US-amerikanischer Politiker (* 1862)
- 25. November: Pedro Aguirre Cerda, chilenischer Politiker (* 1879)
- 01. Dezember: Alva Blanchard Adams, US-amerikanischer Politiker (* 1875)
- 05. Dezember: Amrita Sher-Gil, indisch-ungarische Künstlerin (* 1913)
- 08. Dezember: Ludwig Anton, österreichischer Schriftsteller und Arzt (* 1872)
- 09. Dezember: Eduard Freiherr von Böhm-Ermolli, österreichischer Feldmarschall und Heerführer (* 1856)
- 10. Dezember: Georg Blessing, deutscher Zahnarzt und Hochschullehrer (* 1882)
- 10. Dezember: Albert Döderlein, deutscher Gynäkologe (* 1860)
- 14. Dezember: Hanns Kerrl, NS-Politiker, Minister (* 1887)
- 15. Dezember: Iwan Semjonowitsch Kulikow, russischer bzw. sowjetischer Maler (* 1875)
- 22. Dezember: Leopoldo Mugnone, italienischer Dirigent und Komponist (* 1858)
- 28. Dezember: Eugénie Weill, französische Feministin (* 1860)
- 29. Dezember: Erich Aberger, deutscher Radrennfahrer (* 1892)
- 29. Dezember: Luigi Albertini, italienischer Politiker und Publizist (* 1871)
- 29. Dezember: Pierre Kunc, französischer Komponist und Organist (* 1865)
- 30. Dezember: El Lissitzky, russischer Maler (* 1890)
- 30. November: Ludwig Pincussohn, deutsch-US-amerikanischer Biochemiker und Mediziner (* 1873)

### Genaues Todesdatum unbekannt
- Richard Aspöck jun., österreichischer Gärtnergehilfe (* 1919)
- Luigi Barbesino, italienischer Fußballspieler und -trainer sowie Faschist (* 1894)
- Mary Ellen Christian, australische Sängerin und Gesangslehrerin (* 1848)
- Amanda Courtaux, französische Musikpädagogin und Komponistin (* 1856)
- John Dilleshaw, US-amerikanischer Old-Time-Musiker (* 1896)
- Hans Euler, deutscher Physiker (* 1909)
- Lolo von Hornstein, deutsche Malerin (* 1861)
- Michail Stroilow, sowjetischer Ingenieur der Montanindustrie (* 1899)